# Josip Broz Tito
Josip Broz (Servo-croata: Јосип Броз; Kumrovec, 7 de maio de 1892 – Liubliana, 4 de maio de 1980), mais conhecido como Tito (Servo-croata:Тито), foi um revolucionário e político comunista iugoslavo que serviu em vários cargos de liderança nacional de 1943 até sua morte em 1980. Durante a Segunda Guerra Mundial, ele foi o líder dos Partisans Iugoslavos, muitas vezes considerado o movimento de resistência mais eficaz na Europa ocupada pelos nazistas. Ele também serviu como presidente da República Socialista Federativa da Iugoslávia de 14 de janeiro de 1953 até sua morte em 4 de maio de 1980. As políticas e ideologias de Tito são conhecidas coletivamente como Titoísmo.
Tito nasceu de pai croata e mãe eslovena na aldeia de Kumrovec, na Áustria-Hungria (atual Croácia). Convocado para o serviço militar, destacou-se, tornando-se o mais jovem sargento-mor do Exército Austro-Húngaro da época. Depois de ser gravemente ferido e capturado pelos russos durante a Primeira Guerra Mundial, foi enviado para um campo de trabalho nos Montes Urais. Participou de alguns eventos da Revolução Russa em 1917 e da subsequente Guerra Civil Russa. Ao retornar aos Bálcãs em 1920, ele entrou no recém-criado Reino da Iugoslávia, onde se juntou ao Partido Comunista da Iugoslávia (KPJ). Tendo assumido o controle de facto do partido em 1937, foi formalmente eleito seu secretário-geral em 1939 e mais tarde seu presidente, título que manteve até sua morte. Durante a Segunda Guerra Mundial, após a invasão da Iugoslávia, liderou o movimento guerrilheiro iugoslavo, os Partisans (1941–1945). No final da guerra, os Partisans — com o apoio dos Aliados desde meados de 1943 — assumiu o poder na Iugoslávia.
Após a guerra, Tito foi o arquiteto-chefe da República Federal Socialista da Iugoslávia (RSFI), servindo como primeiro-ministro (1944–1963), presidente (1953–1980; desde 1974 presidente vitalício) e marechal da Iugoslávia, o posto mais alto do Exército Popular Iugoslavo (JNA). Apesar de ser um dos fundadores do Cominform, tornou-se o primeiro membro do Cominform a desafiar a hegemonia soviética em 1948. Ele foi o único líder durante a vida de Joseph Stalin a deixar o Cominform e começar com o modelo idiossincrático de autogestão socialista do seu país, no qual as empresas eram geridas através de conselhos de trabalhadores e todos os trabalhadores tinham direito a uma parte igual dos lucros. Na verdade, economistas activos na ex-Jugoslávia, incluindo o checo Jaroslav Vaněk e o croata jugoslavo Branko Horvat, promoveram um modelo de socialismo de mercado que foi apelidado de "modelo ilírio". Tito oscilou entre apoiar uma federação centralizada ou mais descentralizada e acabou favorecendo esta última para manter as tensões étnicas sob controle; assim, a constituição foi gradualmente desenvolvida a fim de delegar o máximo de poder possível a cada república, de acordo com a teoria marxista do desaparecimento do Estado. Tito imaginou a RSF da Iugoslávia como uma "república federal de nações e nacionalidades iguais, livremente unidas no princípio da fraternidade e da unidade para alcançar interesses específicos e comuns". Um culto à personalidade muito poderoso foi construído em torno de Tito, que foi mantido pela Liga dos Comunistas da Iugoslávia mesmo após sua morte. Após a morte de Tito, a liderança da Jugoslávia foi transformada numa presidência rotativa anual, a fim de dar representação a todas as nacionalidades da Jugoslávia e evitar o surgimento de um líder autoritário. Doze anos após a sua morte, à medida que o comunismo entrava em colapso na Europa Oriental e as tensões étnicas aumentavam, a Iugoslávia dissolveu-se e mergulhou numa série de guerras interétnicas.
Historiadores críticos de Tito veem sua presidência como autoritária  e o veem como um ditador, enquanto outros o caracterizam como um ditador benevolente. Ele era uma figura pública popular tanto na Iugoslávia como no exterior. Vista como um símbolo unificador, a sua política interna manteve a coexistência pacífica das nações da federação iugoslava. Ele ganhou ainda mais atenção internacional como o fundador do Movimento Não Alinhado, ao lado de Jawaharlal Nehru da Índia, Gamal Abdel Nasser do Egito, Kwame Nkrumah do Gana e Sukarno da Indonésia. Com uma reputação altamente favorável no exterior em ambos os blocos da Guerra Fria, recebeu um total de 98 condecorações estrangeiras, incluindo a Legião de Honra e a Ordem do Banho.

## Biografia

### Pré-Primeira Guerra Mundial

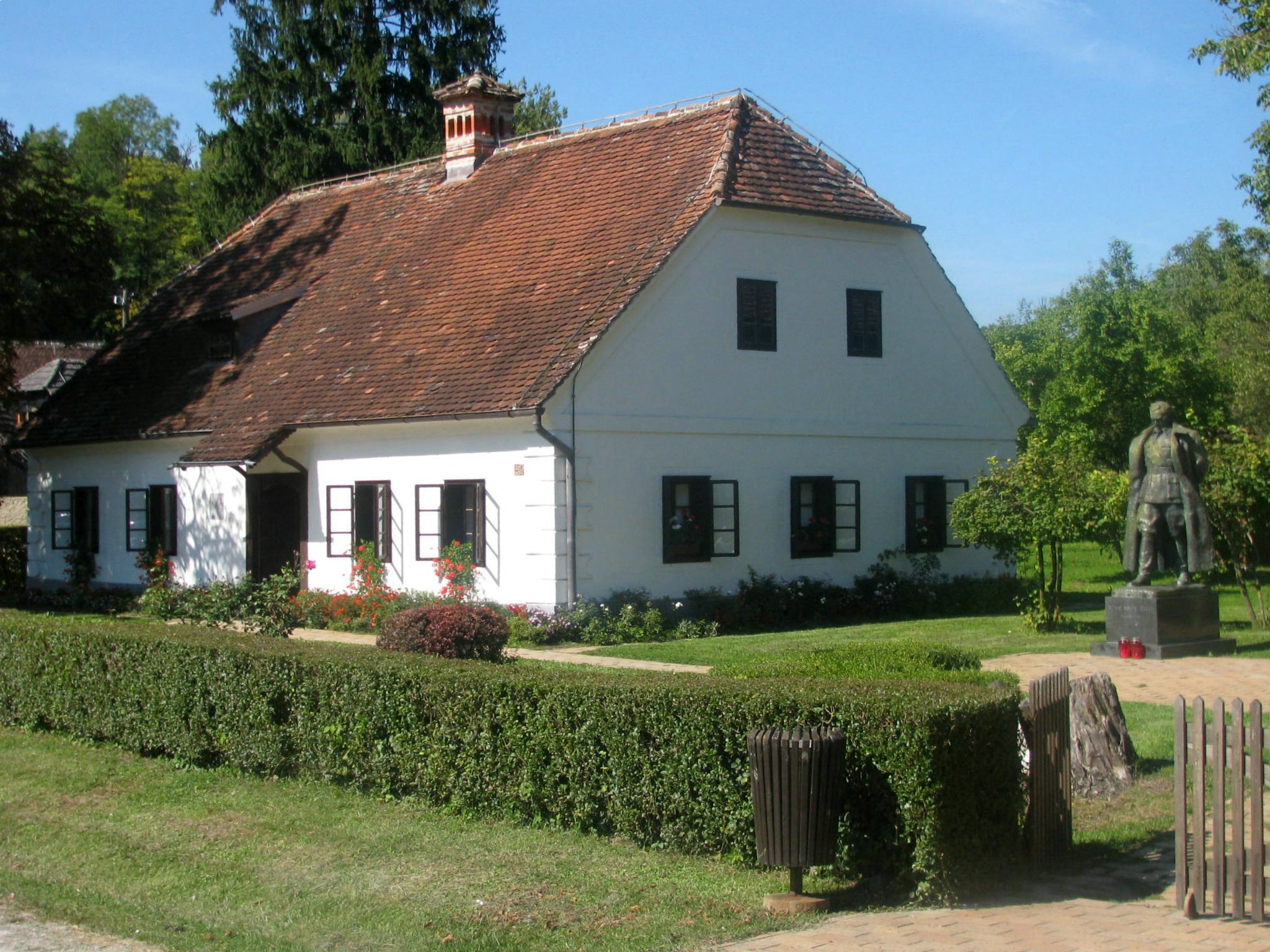
Local de nascimento de Tito na vila de Kumrovec, Croácia

Josip Broz nasceu em 7 de maio de 1892 [aa] em Kumrovec, uma vila na região de Zagorje, no norte da Croácia. Na época fazia parte do Reino da Croácia-Eslavônia dentro do Império Austro-Húngaro. [bb] Ele foi o sétimo ou oitavo filho de Franjo Broz (1860–1936) e Marija nascida Javeršek (1864–1918). Seus pais já tiveram vários filhos mortos na primeira infância.   Broz foi batizado e criado como católico romano.  Seu pai, Franjo, era um croata cuja família vivia na aldeia há três séculos, enquanto sua mãe, Marija, era uma eslovena da aldeia de Podsreda. As aldeias ficavam 16km separados, e seus pais se casaram em 21 de janeiro de 1881. Franjo Broz herdou uma propriedade de 10 acres, mas não conseguiu ter sucesso na agricultura. Josip passou uma parte significativa de seus anos pré-escolares morando com os avós maternos em Podsreda, onde se tornou o favorito de seu avô Martin Javeršek. Quando voltou a Kumrovec para começar a escola, ele falava esloveno melhor do que croata, e havia aprendido a tocar piano. Apesar de sua ascendência mista, Broz se identificou como croata como seu pai e vizinhos.
Em julho de 1900, aos oito anos de idade, Broz ingressou na escola primária em Kumrovec. Ele completou quatro anos de escola, sendo reprovado na 2ª série e se formando em 1905. Como resultado de sua escolaridade limitada, ao longo de sua vida, Tito era ruim em ortografia. Depois de deixar a escola, trabalhou inicialmente para um tio materno e depois na fazenda da família de seus pais. Em 1907, seu pai queria que ele emigrasse para os Estados Unidos, mas não conseguiu levantar dinheiro para a viagem.
Em vez disso, aos 15 anos, Broz deixou Kumrovec e viajou cerca de 97km ao sul até Sisak, onde seu primo Jurica Broz prestava serviço militar. Jurica o ajudou a conseguir um emprego em um restaurante, mas Broz logo se cansou desse trabalho. Ele abordou um chaveiro tcheco, Nikola Karas, para um aprendizado de três anos, que incluía treinamento, alimentação, hospedagem e alimentação. Como seu pai não tinha condições de pagar pelas roupas de trabalho, Broz pagou ele mesmo. Logo depois, seu irmão mais novo, Stjepan, também se tornou aprendiz de Karas.
Durante seu aprendizado, Broz foi incentivado a comemorar o Primeiro de Maio de 1909 e leu e vendeu Slobodna Reč (lit.  "Palavra Livre"), um jornal socialista. Depois de completar seu aprendizado em setembro de 1910, Broz usou seus contatos para conseguir emprego em Zagreb. Aos 18 anos filiou-se ao Sindicato dos Metalúrgicos e participou de seu primeiro protesto trabalhista. Ele também se juntou ao Partido Social Democrata da Croácia e da Eslavônia.
Ele voltou para casa em dezembro de 1910. No início de 1911, iniciou uma série de mudanças em busca de trabalho, primeiro procurando trabalho em Liubliana, depois em Trieste, Kumrovec e Zagreb, onde trabalhou consertando bicicletas. Ele se juntou à sua primeira greve no primeiro de maio de 1911.  Após um breve período de trabalho em Ljubljana, entre maio de 1911 e maio de 1912, ele trabalhou em uma fábrica em Kamnik, nos Alpes Kamnik-Savinja. Após o fechamento, ele foi oferecido para ser transferido para Čenkov, na Boêmia. Ao chegar ao seu novo local de trabalho, descobriu que o empregador estava a tentar trazer mão de obra mais barata para substituir os trabalhadores checos locais, e ele e outros aderiram a uma greve bem-sucedida para forçar o empregador a recuar.[cc]
Movido pela curiosidade, Broz mudou-se para Plzeň, onde trabalhou brevemente na Škoda Works. Em seguida, ele viajou para Munique, na Baviera. Ele também trabalhou na fábrica de automóveis Benz em Mannheim e visitou a região industrial do Ruhr. Em outubro de 1912, ele chegou a Viena. Ele ficou com seu irmão mais velho Martin e sua família e trabalhou na Griedl Works antes de conseguir um emprego em Wiener Neustadt. Lá ele trabalhou para a Austro-Daimler e era frequentemente solicitado a dirigir e testar os carros. Durante esse tempo, ele passou um tempo considerável praticando esgrima e dança, e durante seu treinamento e início de vida profissional, ele também aprendeu alemão e um nível razoável do idioma tcheco.[dd]
Em certo período de 1913, Tito e diversas figuras históricas proeminentes como Josef Stalin, Vladimir Lenin, Leon Trótski, Sigmund Freud, Adolf Hitler e o Arquiduque Francisco Ferdinando, residiam simultaneamente em Viena. 

### Primeira Guerra Mundial
Em maio de 1913, Broz foi recrutado para o Exército Austro-Húngaro,[ee] por seus dois anos de serviço obrigatórios. Ele solicitou com sucesso servir no 25º Regimento da Guarda Interna Croata, guarnecido em Zagreb. Depois de aprender a esquiar durante o inverno de 1913 e 1914, Broz foi enviado para uma escola para suboficiais (NCO) em Budapeste, após a qual foi promovido a sargento-mor. Aos 22 anos, ele era o mais jovem desse posto em seu regimento.[ff] Pelo menos uma fonte afirma que ele era o mais jovem sargento-mor do Exército Austro-Húngaro. Depois de vencer a competição de esgrima regimental, Broz ficou em segundo lugar no campeonato de esgrima do exército em Budapeste em maio de 1914.
Logo após a eclosão da Primeira Guerra Mundial em 1914, o 25º Regimento da Guarda Nacional Croata marchou em direção à fronteira com a Sérvia. Broz foi detido por sedição e encarcerado na fortaleza de Petrovaradin, na atual Novi Sad. Mais tarde, Broz deu relatos conflitantes sobre essa prisão, dizendo a um biógrafo que ele havia ameaçado desertar para o lado russo, mas também alegando que todo o assunto surgiu de um erro administrativo. Uma terceira versão era que ele foi ouvido dizendo que esperava que o Império Austro-Húngaro fosse derrotado. Após sua absolvição e libertação, seu regimento serviu brevemente na Frente Sérvia antes de ser enviado para a Frente Oriental na Galícia no início de 1915 para lutar contra a Rússia. Tito, no seu próprio relato do serviço militar, não mencionou que participou na fracassada invasão austríaca da Sérvia, dando em vez disso a impressão enganosa de que lutou apenas na Galiza, pois teria ofendido a opinião sérvia saber que ele lutou em 1914 pelos Habsburgos contra eles. Em uma ocasião, o pelotão de reconhecimento que ele comandou foi para trás das linhas inimigas e capturou 80 soldados russos, trazendo-os de volta vivos para suas próprias linhas. Em 1980 foi descoberto que ele havia sido recomendado para um prêmio por bravura e iniciativa em reconhecimento e captura de prisioneiros. O biógrafo de Tito, Richard West, escreveu que Tito na verdade minimizou seu histórico militar, já que os registros do exército austríaco mostravam que ele era um soldado corajoso, o que contradizia sua afirmação posterior de ter se oposto à monarquia dos Habsburgos e seu autorretrato de si mesmo. como um recruta relutante lutando em uma guerra à qual se opunha. Broz era considerado por seus colegas soldados como kaisertreu ("fiel ao imperador").
Em 25 de março de 1915,[gg] ele foi ferido nas costas pela lança de um cavaleiro circassiano e capturado durante um ataque russo perto de Bucovina. Broz, em seu relato de sua captura, descreveu-a melodramaticamente como: "[…] mas de repente o flanco direito cedeu e através da abertura despejou a cavalaria dos circassianos, da Rússia asiática. Antes que percebêssemos, eles estavam atacando nossas posições, saltando de seus cavalos e se atirando em nossas trincheiras com as lanças abaixadas. Um deles enfiou sua lança de dois metros, ponta de ferro e pontas duplas, em minhas costas, logo abaixo do braço esquerdo. Eu desmaiei. Então, como fiquei sabendo, os circassianos começaram a massacrar os feridos, até mesmo cortando-os com facas. Felizmente, a infantaria russa alcançou as posições e pôs fim à orgia".  Agora prisioneiro de guerra (POW), Broz foi transportado para o leste, para um hospital estabelecido em um antigo mosteiro na cidade de Sviyazhsk, no rio Volga, perto de Kazan. Durante seus 13 meses no hospital, ele teve crises de pneumonia e tifo, e aprendeu russo com a ajuda de duas estudantes que lhe trouxeram clássicos russos de como Tolstoi e Turgenev para ler.

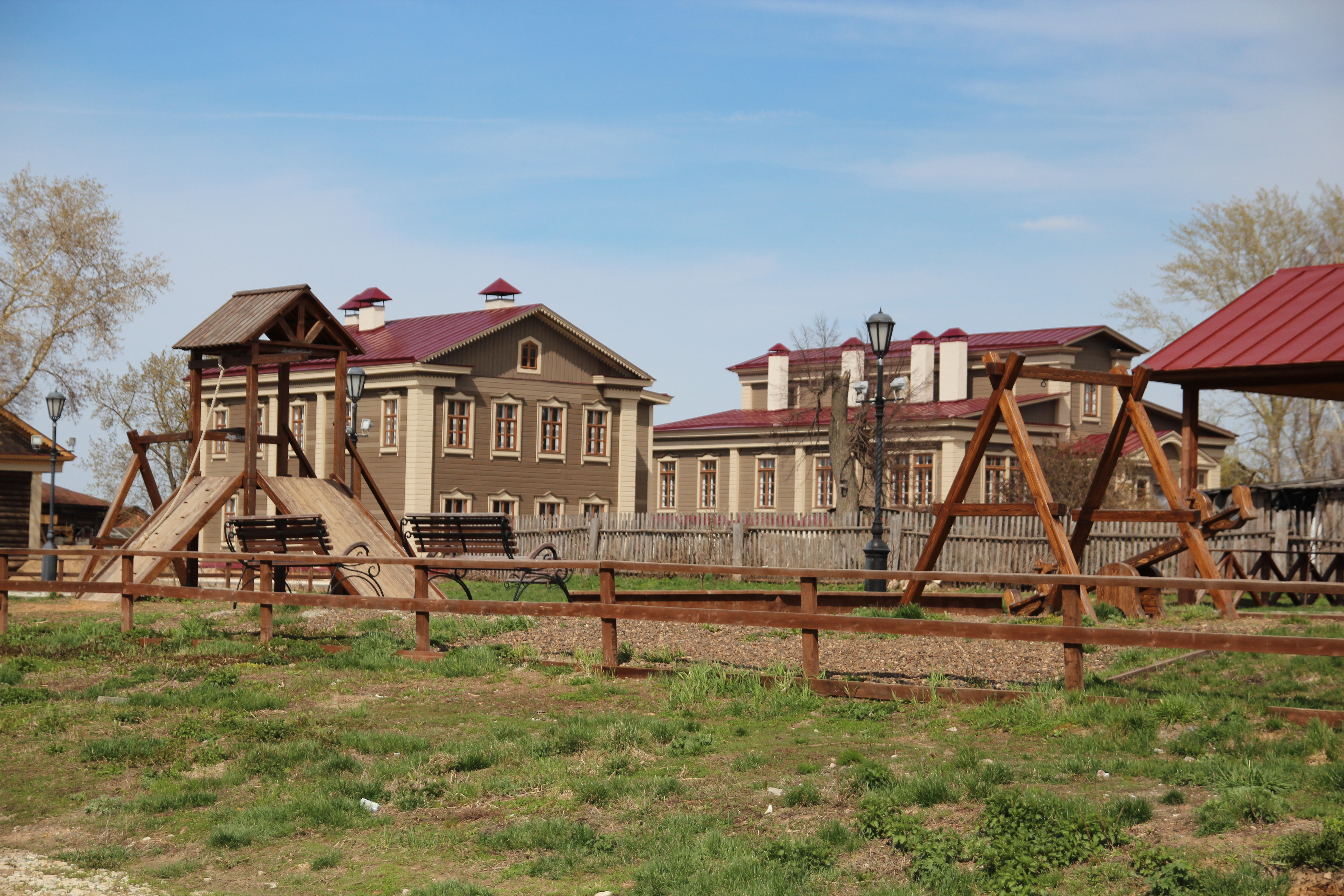
O mosteiro Uspensko-Bogorodichny, onde Tito se recuperou dos ferimentos

Depois de se recuperar, em meados de 1916, ele foi transferido para o campo de prisioneiros de guerra de Ardatov, na província de Samara, onde usou suas habilidades para manter o moinho de grãos da vila próxima. No final do ano, ele foi novamente transferido, desta vez para o campo de prisioneiros de guerra de Kungur, perto de Perm, onde os prisioneiros de guerra foram usados como mão de obra para manter a recém-concluída Ferrovia Transiberiana. Broz foi nomeado responsável por todos os prisioneiros de guerra no campo. Durante este período, ele tomou conhecimento de que os pacotes da Cruz Vermelha enviados aos prisioneiros de guerra estavam sendo roubados pelo pessoal do campo. Quando ele reclamou, foi espancado e colocado na prisão. Durante a Revolução de Fevereiro, uma multidão invadiu a prisão e devolveu Broz ao campo de prisioneiros de guerra. Um bolchevique que ele conheceu enquanto trabalhava na ferrovia disse a Broz que seu filho estava trabalhando em obras de engenharia em Petrogrado, então, em junho de 1917, Broz saiu do campo de prisioneiros de guerra desprotegido e se escondeu a bordo de um trem de mercadorias com destino àquela cidade, onde ele ficou com o filho de seu amigo. O jornalista Richard West sugeriu que, como Broz escolheu permanecer em um campo de prisioneiros de guerra desprotegido, em vez de se voluntariar para servir nas legiões iugoslavas do exército sérvio, isso indica que ele permaneceu leal ao Império Austro-Húngaro, e mina a sua afirmação posterior de que ele e outros prisioneiros de guerra croatas estavam entusiasmados com a perspectiva da revolução e aguardavam com expectativa a derrubada do império que os governava.
Menos de um mês depois da chegada de Broz a Petrogrado, eclodiram as manifestações das Jornadas de Julho e Broz juntou-se a elas, sendo atacado pelas tropas governamentais. Na sequência, ele tentou fugir para a Finlândia a fim de seguir para os Estados Unidos, mas foi detido na fronteira. Ele foi preso junto com outros supostos bolcheviques durante a subsequente repressão do Governo Provisório Russo liderado por Alexander Kerensky. Ele foi preso na Fortaleza de São Pedro e São Paulo por três semanas, durante as quais alegou ser um cidadão inocente de Perm. Quando ele finalmente admitiu ser um prisioneiro de guerra fugitivo, ele deveria retornar de trem para Kungur, mas escapou em Yekaterinburg, depois pegou outro trem que chegou a Omsk, na Sibéria, em 8 de novembro, após uma jornada de 3 200 km. A certa altura, a polícia revistou o trem em busca de um prisioneiro de guerra fugitivo, mas foi enganada pelo russo fluente de Broz.
Em Omsk, o trem foi parado por bolcheviques locais que disseram a Broz que Vladimir Lenin havia assumido o controle de Petrogrado. Eles o recrutaram para a Guarda Vermelha Internacional que guardou a Ferrovia Transiberiana durante o inverno de 1917 e 1918. Em maio de 1918, a Legião Tchecoslovaca antibolchevique tomou o controle de partes da Sibéria das forças bolcheviques, e o Governo Provisório da Sibéria estabeleceu-se em Omsk, e Broz e seus camaradas esconderam-se. Nessa época, Broz conheceu uma garota local de 14 anos, Pelagija Belousova, que o escondeu e depois o ajudou a escapar para uma aldeia cazaque a 64 km de Omsk. Broz trabalhou novamente na manutenção da fábrica local até novembro de 1919, quando o Exército Vermelho recapturou Omsk das forças brancas leais ao governo provisório de toda a Rússia de Alexander Kolchak. Ele voltou para Omsk e se casou com Belousova em janeiro de 1920.[hh] Na época do casamento, Broz tinha 27 anos e Belousova 15. Broz escreveu mais tarde que durante seu tempo na Rússia, ele ouviu falar muito de Lenin, um pouco de Trotsky e "[…] quanto a Stalin, durante o tempo que estive na Rússia, nunca ouvi seu nome". No outono de 1920, ele e sua esposa grávida retornaram à sua terra natal, primeiro de trem para Narva, de navio para Stettin, depois de trem para Viena, onde chegaram em 20 de setembro. No início de outubro, Broz voltou para casa em Kumrovec, no que era então o Reino dos Sérvios, Croatas e Eslovenos, para descobrir que sua mãe havia morrido e seu pai havia se mudado para Jastrebarsko, perto de Zagreb. Fontes divergem sobre se Broz aderiu ao Partido Comunista da União Soviética enquanto estava na Rússia, mas ele afirmou que a primeira vez que aderiu ao Partido Comunista da Iugoslávia foi em Zagreb, depois de retornar à sua terra natal.

## Atividades comunistas no período entre guerras

### Agitador comunista

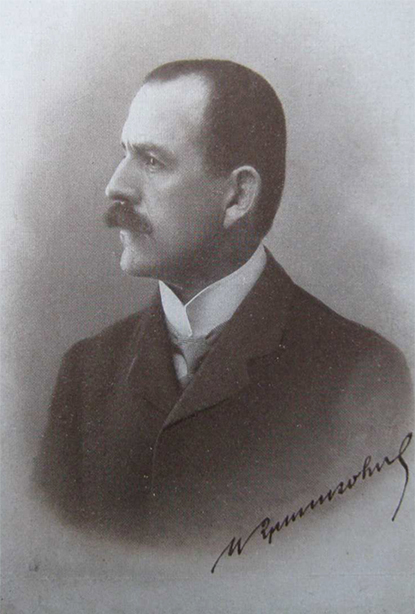
O assassinato do Ministro do Interior, Milorad Drašković, levou à ilegalização do Partido Comunista.

Ao voltar para casa, Broz não conseguiu emprego como metalúrgico em Kumrovec, então ele e sua esposa se mudaram brevemente para Zagreb, onde trabalhou como garçom e participou de uma greve de garçons. Ele também se juntou ao PCJ. A influência do PCJ na vida política da Jugoslávia crescia rapidamente. Nas eleições de 1920, conquistou 59 cadeiras e tornou-se o terceiro partido mais forte. À luz das difíceis circunstâncias económicas e sociais, o regime via o PCJ como a principal ameaça ao sistema de governo. Em 30 de dezembro, o governo emitiu uma Proclamação (Obznana) proibindo as atividades comunistas, que incluíam proibições de propaganda, salas de reunião, destituição do serviço público para funcionários e bolsas de estudo para estudantes considerados comunistas. Seu autor Milorad Drašković, o Ministro do Interior iugoslavo, acabou sendo assassinado por um jovem comunista chamado Alija Alijagić em 2 de agosto de 1921. O PCJ foi então declarado ilegal ao abrigo da Lei de Segurança do Estado Jugoslavo de 1921, e o regime procedeu a processar membros do partido e simpatizantes como prisioneiros políticos.
Devido às suas ligações comunistas evidentes, Broz foi demitido do emprego. Ele e sua esposa mudaram-se então para a aldeia de Veliko Trojstvo, onde trabalhou como mecânico de moinho. Após a prisão da liderança do CPY em janeiro de 1922, Stevo Sabić assumiu o controle de suas operações. Sabić contatou Broz, que concordou em trabalhar ilegalmente para o partido, distribuindo panfletos e agitando entre os operários. Na disputa de ideias entre aqueles que queriam seguir políticas moderadas e aqueles que defendiam a revolução violenta, Broz ficou do lado destes últimos. Em 1924, Broz foi eleito para o comitê distrital do CPY, mas depois de fazer um discurso no funeral católico de um camarada, foi preso quando o padre reclamou. Desfilado pelas ruas acorrentado, ele foi detido por oito dias e acabou acusado de criar distúrbios públicos. Com a ajuda de um promotor ortodoxo sérvio que odiava os católicos, Broz e seus co-acusados foram absolvidos. Seu contato com a lei o marcou como um agitador comunista, e sua casa era revistada quase semanalmente. Desde a sua chegada à Iugoslávia, Pelagija perdeu três bebês logo após o nascimento e uma filha, Zlatina, aos dois anos de idade. Broz sentiu profundamente a perda de Zlatina. Em 1924, Pelagija deu à luz um menino, Žarko, que sobreviveu. Em meados de 1925, o empregador de Broz morreu e o novo dono da usina deu-lhe um ultimato – desistir de suas atividades comunistas ou perder seu emprego. Assim, aos 33 anos, Broz tornou-se um revolucionário profissional.

### Revolucionário profissional
O PCJ concentrou os seus esforços revolucionários nos trabalhadores das fábricas nas áreas mais industrializadas da Croácia e da Eslovénia, incentivando greves e ações semelhantes. Em 1925, o agora desempregado Broz mudou-se para Kraljevica, na costa do Adriático, onde começou a trabalhar num estaleiro para promover os objetivos do PCJ. Durante seu tempo em Kraljevica, Tito adquiriu um amor pela costa quente e ensolarada do Adriático que duraria pelo resto de sua vida, e ao longo de seu período posterior como líder, ele passou o máximo de tempo possível morando em seu iate, enquanto navegava pelo Adriático.
Enquanto estava em Kraljevica, ele trabalhou em torpedeiros iugoslavos e em um iate de recreio para o político do Partido Radical Popular, Milan Stojadinović. Broz construiu a organização sindical nos estaleiros e foi eleito representante sindical. Um ano depois, ele liderou uma greve nos estaleiros e logo depois foi demitido. Em outubro de 1926, conseguiu trabalho em uma fábrica ferroviária em Smederevska Palanka, perto de Belgrado. Em março de 1927, escreveu um artigo reclamando da exploração dos trabalhadores na fábrica e, após defender um trabalhador, foi imediatamente demitido. Identificado pelo PCJ como digno de promoção, foi nomeado secretário da secção de Zagreb do Sindicato dos Metalúrgicos e, pouco depois, de toda a secção croata do sindicato. Em julho de 1927, Broz foi preso, junto com outros seis trabalhadores, e encarcerado na vizinha Ogulin. Depois de ficar detido sem julgamento por algum tempo, Broz fez greve de fome até que uma data fosse marcada. O julgamento foi realizado em segredo e ele foi considerado culpado de ser membro do PCJ. Condenado a quatro meses de prisão, foi libertado da prisão aguardando recurso. Por ordem do PCJ, Broz não compareceu ao tribunal para audiência do recurso, escondendo-se em Zagreb. Usando óculos escuros e portando documentos falsos, Broz fez-se passar por um técnico de classe média na indústria de engenharia, trabalhando disfarçado para contactar outros membros do PCJ e coordenar a sua infiltração nos sindicatos.

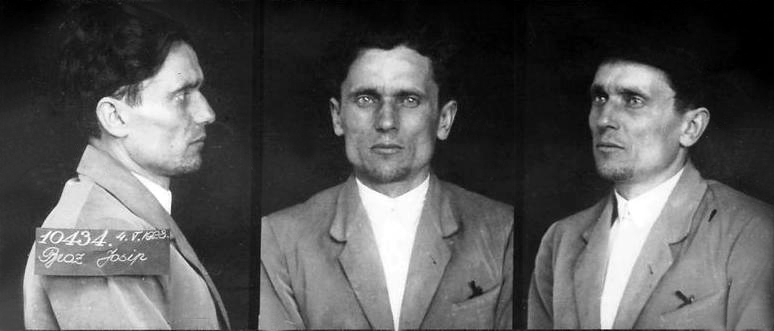
Mugshot de Tito após prisão por atividades comunistas em 1928

Em fevereiro de 1928, Broz foi um dos 32 delegados à conferência da filial croata do PCJ. Durante a conferência, Broz condenou as facções dentro do partido. Estes incluíam aqueles que defendiam uma agenda da Grande Sérvia dentro da Iugoslávia, como o líder de longa data do PCJ, o sérvio Sima Marković. Broz propôs que o comitê executivo da Internacional Comunista expurgasse o ramo do partidarismo e foi apoiado por um delegado enviado de Moscou. Depois de ter sido proposta a demissão de todo o comité central da secção croata, um novo comité central foi eleito com Broz como secretário.  Marković foi posteriormente expulso do PCJ no Quarto Congresso do Comintern, e o PCJ adoptou uma política de trabalhar para o desmembramento da Jugoslávia. Broz planejou interromper uma reunião do Partido Social-Democrata no primeiro de maio daquele ano; em uma confusão fora do local, Broz foi preso pela polícia. Eles não conseguiram identificá-lo, acusando-o sob seu nome falso por violação da paz. Ficou preso por 14 dias e depois liberado, retornando às atividades anteriores.  A polícia finalmente o localizou com a ajuda de um informante da polícia. Ele foi maltratado e detido por três meses antes de ser julgado em tribunal em novembro de 1928 por suas atividades comunistas ilegais, que incluíam alegações de que as bombas encontradas em seu endereço haviam sido plantadas pela polícia. Ele foi condenado e sentenciado a cinco anos de prisão. 

### Prisão

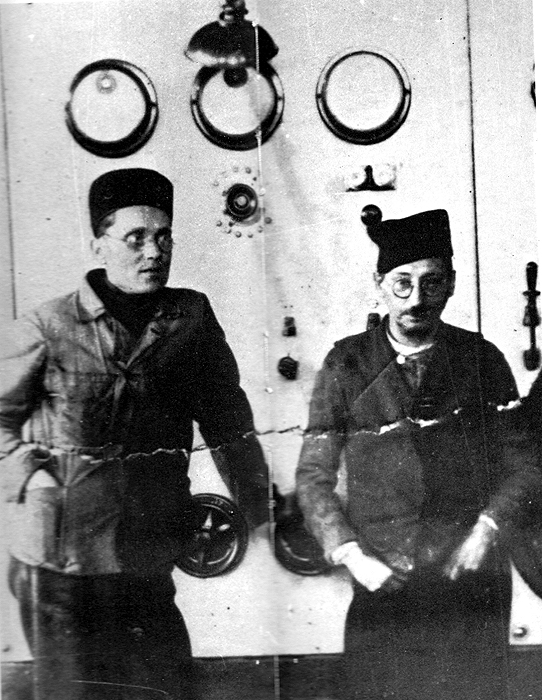
Tito (à esquerda) e seu mentor ideológico Moša Pijade enquanto estavam presos na prisão de Lepoglava

Após a sentença, a sua esposa e o seu filho regressaram a Kumrovec, onde foram cuidados por simpáticos habitantes locais, mas um dia partiram subitamente sem explicação e regressaram à União Soviética.  Ela se apaixonou por outro homem e Žarko cresceu em instituições. Depois de chegar à prisão de Lepoglava, Broz foi contratado para manter o sistema elétrico e escolheu como seu assistente um judeu de classe média de Belgrado, Moša Pijade, que havia sido condenado a 20 anos de prisão por suas atividades comunistas. Seu trabalho permitiu que Broz e Pijade circulassem pela prisão, contatando e organizando outros prisioneiros comunistas. Durante o tempo que passaram juntos em Lepoglava, Pijade se tornou o mentor ideológico de Broz. Depois de dois anos e meio em Lepoglava, Broz foi acusado de tentativa de fuga e foi transferido para a prisão de Maribor, onde foi mantido em confinamento solitário durante vários meses. Depois de cumprir toda a pena, ele foi libertado, apenas para ser preso fora dos portões da prisão e levado para Ogulin para cumprir a pena de quatro meses que havia evitado em 1927. Ele foi finalmente libertado da prisão em 16 de março de 1934, mas mesmo assim estava sujeito a ordens que exigiam que ele morasse em Kumrovec e se apresentasse diariamente à polícia. Durante a sua prisão, a situação política na Europa mudou significativamente, com a ascensão de Adolf Hitler na Alemanha e o surgimento de partidos de direita em França e na vizinha Áustria. Ele voltou e foi recebido calorosamente em Kumrovec, mas não ficou por muito tempo. No início de Maio, recebeu a ordem do PCJ para regressar às suas actividades revolucionárias e deixou a sua cidade natal rumo a Zagreb, onde voltou a juntar-se ao Comité Central do Partido Comunista da Croácia.
A secção croata do PCJ estava em desordem, uma situação agravada pela fuga do comité executivo do PCJ para Viena, na Áustria, de onde dirigia as actividades. Nos seis meses seguintes, Broz viajou várias vezes entre Zagreb, Ljubljana e Viena, usando passaportes falsos. Em julho de 1934, ele foi chantageado por um contrabandista, mas pressionado através da fronteira e foi detido pelo Heimwehr local, uma guarda nacional paramilitar. Ele usou o sotaque austríaco que desenvolveu durante o serviço de guerra para convencê-los de que era um montanhista austríaco rebelde, e eles permitiram que ele seguisse para Viena. Uma vez lá, ele contatou o secretário-geral do PCJ, Milan Gorkić, que o enviou a Ljubljana para organizar uma conferência secreta do PCJ na Eslovênia. A conferência foi realizada no palácio de verão do bispo católico romano de Liubliana, cujo irmão era simpatizante do comunismo. Foi nesta conferência que Broz conheceu Edvard Kardelj, um jovem comunista esloveno recentemente libertado da prisão. Broz e Kardelj posteriormente tornaram-se bons amigos, com Tito mais tarde considerando-o como seu deputado mais confiável. Como era procurado pela polícia por não ter se reportado a eles em Kumrovec, Broz adotou vários pseudônimos, incluindo "Rudi" e "Tito". Ele usou o último como pseudônimo quando escreveu artigos para jornais do partido em 1934, e pegou. Ele não deu motivos para escolher o nome "Tito", exceto que era um apelido comum para homens do bairro onde cresceu. Dentro da rede Comintern, seu apelido era “Walter”.

### Voo da Iugoslávia

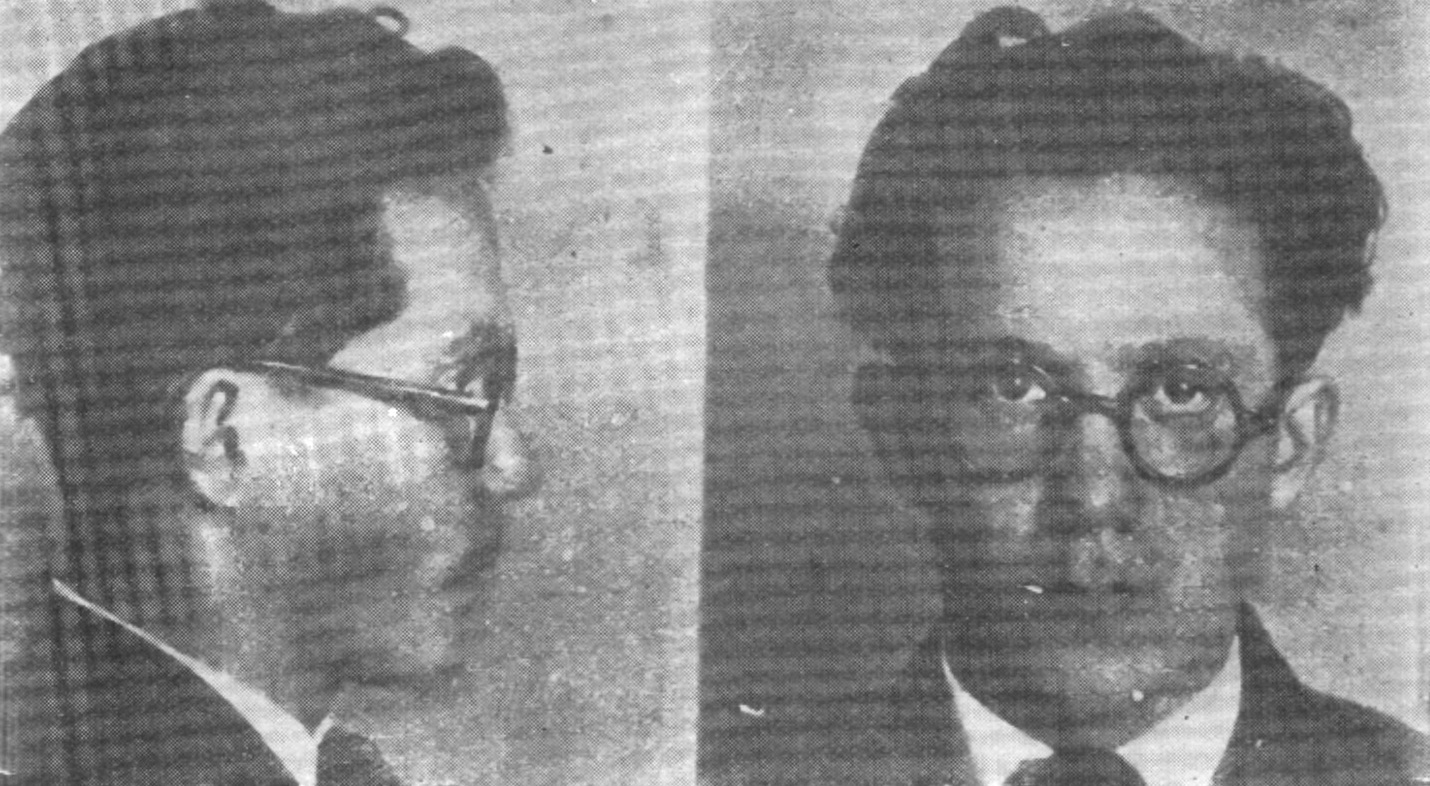
Edvard Kardelj conheceu Tito em 1934 e eles se tornaram amigos íntimos

Durante este tempo, Tito escreveu artigos sobre os deveres dos comunistas presos e sobre os sindicatos. Ele estava em Liubliana quando Vlado Chernozemski, um assassino da Organização Revolucionária Interna da Macedônia (IMRO) e instrutor da organização ultranacionalista croata Ustaše, assassinou o rei Alexandre em Marselha em 9 de outubro de 1934. Na repressão aos dissidentes que se seguiu à sua morte, foi decidido que Tito deveria deixar a Iugoslávia. Ele viajou para Viena com um passaporte checo falso, onde se juntou a Gorkić e ao resto do Politburo do PCJ. Foi decidido que o governo austríaco era demasiado hostil ao comunismo, por isso o Politburo viajou para Brno, na Checoslováquia, e Tito acompanhou-os. No dia de Natal de 1934, uma reunião secreta do Comité Central do PCJ foi realizada em Ljubljana, e Tito foi eleito membro do Politburo pela primeira vez. O Politburo decidiu enviá-lo a Moscou para relatar a situação na Iugoslávia e, no início de fevereiro de 1935, ele chegou lá como funcionário em tempo integral do Comintern. Ele se hospedou na residência principal do Comintern, o Hotel Lux na rua Tverskaya e rapidamente entrou em contato com Vladimir Ćopić, um dos principais iugoslavos do Comintern. Logo foi apresentado às principais personalidades da organização. Tito foi nomeado para o secretariado da secção dos Balcãs, responsável pela Jugoslávia, Bulgária, Roménia e Grécia.  Kardelj também esteve em Moscou, assim como o líder comunista búlgaro Georgi Dimitrov. Tito deu palestras sobre sindicatos para comunistas estrangeiros e participou de um curso sobre táticas militares ministrado pelo Exército Vermelho, e ocasionalmente frequentou o Teatro Bolshoi. Ele participou como um dos 510 delegados do Sétimo Congresso Mundial do Comintern em julho e agosto de 1935, onde viu brevemente Joseph Stalin pela primeira vez. Após o congresso, ele viajou pela União Soviética e depois retornou a Moscou para continuar seu trabalho. Ele contatou Polka e Žarko, mas logo se apaixonou por uma austríaca que trabalhava no Hotel Lux, Johanna Koenig, conhecida nas fileiras comunistas como Lucia Bauer. Quando tomou conhecimento desta ligação, Polka divorciou-se de Tito em abril de 1936. Tito casou-se com Bauer em 13 de outubro daquele ano.
Após o Congresso Mundial, Tito trabalhou para promover a nova linha do Comintern sobre a Jugoslávia, que era a de que não funcionaria mais para desmembrar o país e, em vez disso, defenderia a integridade da Jugoslávia contra o nazismo e o fascismo. À distância, Tito também trabalhou para organizar greves nos estaleiros de Kraljevica e nas minas de carvão de Trbovlje, perto de Ljubljana. Ele tentou convencer o Comintern de que seria melhor se a liderança do partido estivesse localizada dentro da Iugoslávia. Chegou-se a um acordo, onde Tito e outros trabalhariam dentro do país, e Gorkić e o Politburo continuariam a trabalhar no exterior. Gorkić e o Politburo mudaram-se para Paris, enquanto Tito começou a viajar entre Moscovo, Paris e Zagreb em 1936 e 1937, usando passaportes falsos. Em 1936, seu pai morreu.

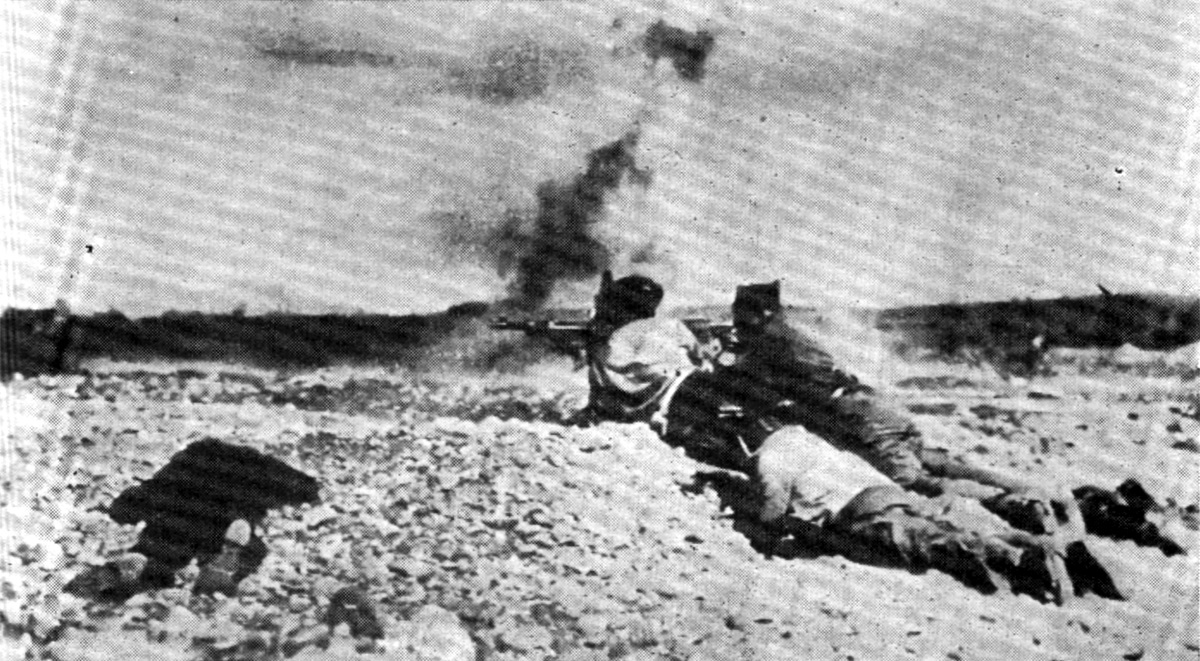
Voluntários iugoslavos lutando na Guerra Civil Espanhola

Tito regressou a Moscovo em agosto de 1936, logo após a eclosão da Guerra Civil Espanhola. Na época, o Grande Expurgo estava em andamento e comunistas estrangeiros como Tito e seus compatriotas iugoslavos eram particularmente vulneráveis. Apesar de um relatório elogioso escrito por Tito sobre o veterano comunista iugoslavo Filip Filipović, Filipović foi preso e baleado pela polícia secreta soviética, o NKVD. No entanto, antes que o expurgo realmente começasse a corroer as fileiras dos comunistas iugoslavos em Moscou, Tito foi enviado de volta à Iugoslávia com uma nova missão, para recrutar voluntários para as Brigadas Internacionais que estavam sendo criadas para lutar no lado republicano na Espanha. Guerra civil. Viajando via Viena, ele chegou à cidade portuária costeira de Split em dezembro de 1936. De acordo com o historiador croata Ivo Banac, a razão pela qual Tito foi enviado de volta à Iugoslávia pelo Comintern foi para expurgar o PCJ. Uma tentativa inicial de enviar 500 voluntários para Espanha por navio falhou totalmente, com quase todos os voluntários comunistas sendo detidos e encarcerados. Tito então viajou para Paris, onde organizou a viagem de voluntários para a França sob o pretexto de participar da Exposição de Paris. Uma vez em França, os voluntários simplesmente cruzaram os Pirenéus até Espanha. Ao todo, enviou 1.192 homens para lutar na guerra, mas apenas 330 vieram da Jugoslávia, sendo os restantes expatriados em França, Bélgica, EUA e Canadá. Menos de metade eram comunistas e o resto eram social-democratas e antifascistas de vários matizes. Do total, 671 foram mortos nos combates e outros 300 ficaram feridos. O próprio Tito nunca foi à Espanha, apesar das especulações de que sim. Entre maio e agosto de 1937, Tito viajou diversas vezes entre Paris e Zagreb, organizando o movimento de voluntários e criando um Partido Comunista da Croácia separado. O novo partido foi inaugurado em uma conferência em Samobor, nos arredores de Zagreb, de 1 a 2 de agosto de 1937. Tito desempenhou um papel crucial na organização do retorno dos voluntários iugoslavos dos campos de concentração alemães para a Iugoslávia quando foi tomada a decisão de montar uma resistência armada na Iugoslávia, a Revolta de 1941 na Sérvia.

### Secretário-Geral do PCJ
Em junho de 1937, Gorkić foi convocado a Moscou, onde foi preso, e após meses de interrogatório do NKVD, foi baleado. De acordo com Banac, Gorkić foi morto por ordem de Stalin. West conclui que, apesar de estar competindo com homens como Gorkić pela liderança do PCJ, não era do caráter de Tito enviar pessoas inocentes para a morte. Tito recebeu então uma mensagem do Politburo do PCJ para se juntar a eles em Paris. Em agosto de 1937, tornou-se secretário-geral interino do PCJ. Mais tarde, ele explicou que sobreviveu ao expurgo ficando fora da Espanha, onde o NKVD atuava, e também evitando visitar a União Soviética tanto quanto possível. Quando foi nomeado secretário-geral, evitou viajar a Moscovo, insistindo que precisava de lidar com algumas questões disciplinares no PCJ em Paris. Ele também promoveu a ideia de que os escalões superiores do PCJ deveriam partilhar os perigos da resistência clandestina dentro do país. Ele desenvolveu uma nova equipe de liderança mais jovem que lhe era leal, incluindo o esloveno Edvard Kardelj, o sérvio Aleksandar Ranković e o montenegrino Milovan Đilas. Em dezembro de 1937, Tito organizou uma manifestação para cumprimentar o ministro das Relações Exteriores francês quando este visitou Belgrado, expressando solidariedade aos franceses contra a Alemanha nazista. A marcha de protesto contou com 30 000 pessoas e transformou-se num protesto contra a política de neutralidade do governo Stojadinović. Acabou sendo desmantelado pela polícia. Em março de 1938, Tito retornou de Paris para a Iugoslávia. Ao ouvir um boato de que os seus oponentes dentro do PCJ tinham avisado a polícia, ele viajou para Belgrado em vez de Zagreb e usou um passaporte diferente. Enquanto estava em Belgrado, ficou com um jovem intelectual, Vladimir Dedijer, amigo de Đilas. Chegando à Jugoslávia poucos dias antes do Anschluss entre a Alemanha Nazista e a Áustria, fez um apelo condenando-o, no qual o PCJ foi acompanhado pelos sociais-democratas e pelos sindicatos. Em junho, Tito escreveu ao Comintern, sugerindo que ele visitasse Moscou. Ele esperou dois meses em Paris pelo visto soviético antes de viajar para Moscou via Copenhague. Ele chegou a Moscou em 24 de agosto.

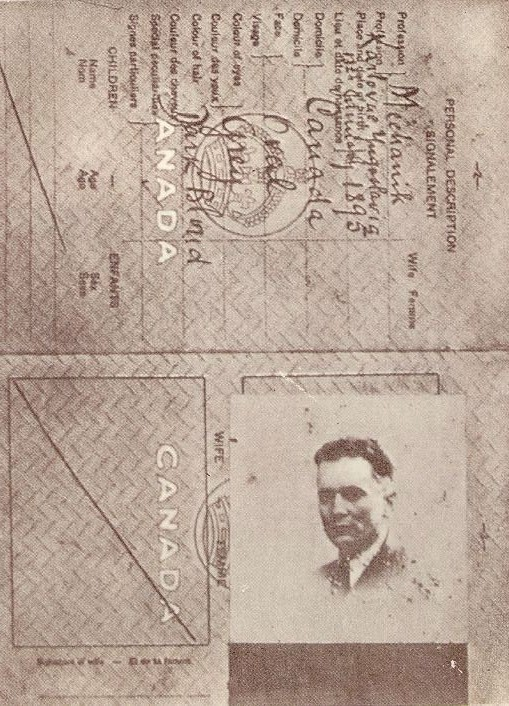
Identidade canadense falsa de Tito, "Spiridon Mekas", usada para retornar de Moscou à Iugoslávia, 1939

Ao chegar a Moscou, descobriu que todos os comunistas iugoslavos estavam sob suspeita. Quase todos os líderes mais proeminentes do PCJ foram presos pelo NKVD e executados, incluindo mais de vinte membros do Comité Central. Tanto sua ex-esposa Polka quanto sua esposa Koenig/Bauer foram presas como "espiões imperialistas", embora ambas tenham sido libertadas, Polka após 27 meses de prisão. Tito, portanto, precisava tomar providências para cuidar de Žarko, que tinha quatorze anos. Ele o colocou em um internato nos arredores de Kharkov, depois em uma escola em Penza, mas ele fugiu duas vezes e acabou sendo acolhido pela mãe de um amigo. Em 1941, Žarko juntou-se ao Exército Vermelho para lutar contra os invasores alemães. Alguns dos críticos de Tito argumentam que a sua sobrevivência indica que ele deve ter denunciado os seus camaradas como trotskistas. Pediram-lhe informações sobre vários dos seus colegas comunistas jugoslavos, mas de acordo com as suas próprias declarações e documentos publicados, ele nunca denunciou ninguém, geralmente dizendo que não os conhecia. Num caso, ele foi questionado sobre o líder comunista croata Kamilo Horvatin, mas escreveu de forma ambígua, dizendo que não sabia se era trotskista. No entanto, nunca mais se ouviu falar de Horvatin. Enquanto estava em Moscou, ele recebeu a tarefa de ajudar Ćopić a traduzir a História do Partido Comunista da União Soviética (Bolcheviques) para o servo-croata, mas eles só chegaram ao segundo capítulo quando Ćopić também foi preso e executado. Ele trabalhou com um colega comunista iugoslavo sobrevivente, mas um comunista iugoslavo de etnia alemã relatou uma tradução imprecisa de uma passagem e afirmou que ela mostrava que Tito era um trotskista. Outros comunistas influentes apoiaram-no e ele foi inocentado. Ele foi denunciado por um segundo comunista iugoslavo, mas o tiro saiu pela culatra e seu acusador foi preso. Vários fatores influenciaram sua sobrevivência; origens da classe trabalhadora, falta de interesse em argumentos intelectuais sobre o socialismo, personalidade atraente e capacidade de fazer amigos influentes.
Enquanto Tito evitava a prisão em Moscou, a Alemanha pressionava a Tchecoslováquia para que cedesse os Sudetos. Em resposta a esta ameaça, Tito organizou um apelo a voluntários jugoslavos para lutarem pela Checoslováquia, e milhares de voluntários foram à embaixada da Checoslováquia em Belgrado para oferecer os seus serviços. Apesar do eventual Acordo de Munique e da aceitação da anexação pela Checoslováquia e do facto de os voluntários terem sido rejeitados, Tito reivindicou o crédito pela resposta jugoslava, que funcionou a seu favor. Nesta fase, Tito estava bem ciente da realidade da União Soviética, afirmando mais tarde que "testemunhou muitas injustiças", mas estava demasiado investido no comunismo e demasiado leal à União Soviética para recuar neste ponto. Depois de restaurar a imagem de um PCJ decisivo, coerente e não fracionário aos executivos do Comintern, Tito foi assegurado em outubro de 1938 de que o partido não seria desestabilizado; ele foi então encarregado de compilar duas resoluções sobre planos de atividades futuras do CPY. Na esperança de retornar à Iugoslávia antes das eleições parlamentares iugoslavas de 1938, em dezembro, Tito solicitou várias vezes permissão para fazê-lo a Georgi Dimitrov do Comintern, afirmando que sua estada em Moscou foi muito prolongada, mas sem sucesso. As resoluções de Tito foram formalmente ratificadas pelo Comintern em 5 de janeiro de 1939, e ele foi nomeado secretário-geral do PCJ. Após a sua nomeação para o cargo mais alto de liderança do partido, o recém-formado Politburo do Comitê Central manteve a antiga equipa de liderança de Josip Broz Tito, Edvard Kardelj, Milovan Đilas, Aleksandar Ranković e Ivo Lola Ribar (o representante da SKOJ) e foi ampliado com Franc Leskošek, Miha Marinko e Josip Kraš, e no final de 1939 e início de 1940, Rade Končar e Ivan Milutinović.

## Segunda Guerra Mundial

### Resistência na Iugoslávia

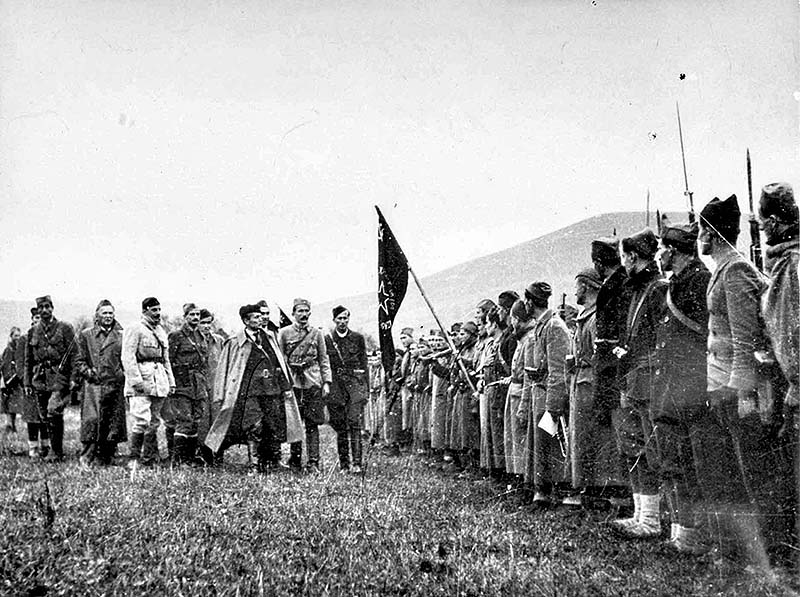
Tito fiscaliza a 1ª Brigada Proletária. Ao lado dele estão: Ivan Ribar, Koča Popović, Filip Kljajić e Ivo Lola Ribar

Em 6 de abril de 1941, as forças do Eixo invadiram a Iugoslávia. Em 10 de abril de 1941, Slavko Kvaternik proclamou o Estado Independente da Croácia, e Tito respondeu formando um Comitê Militar dentro do Comitê Central do Partido Comunista da Iugoslávia (PCJ). Atacadas por todos os lados, as forças armadas do Reino da Iugoslávia desmoronaram rapidamente. Em 17 de abril de 1941, depois que o rei Pedro II e outros membros do governo fugiram do país, os restantes representantes do governo e dos militares reuniram-se com autoridades alemãs em Belgrado. Eles rapidamente concordaram em acabar com a resistência militar. Líderes comunistas proeminentes, incluindo Tito, realizaram consultas em Maio para discutir o curso de acção a tomar face à invasão. Em 1º de maio de 1941, Tito publicou um panfleto convidando o povo a se unir na batalha contra a ocupação.  Em 27 de junho de 1941, o Comitê Central nomeou Tito comandante-chefe de todas as forças militares de libertação nacional. Em 1 de Julho de 1941, o Comintern enviou instruções precisas apelando a uma ação imediata.

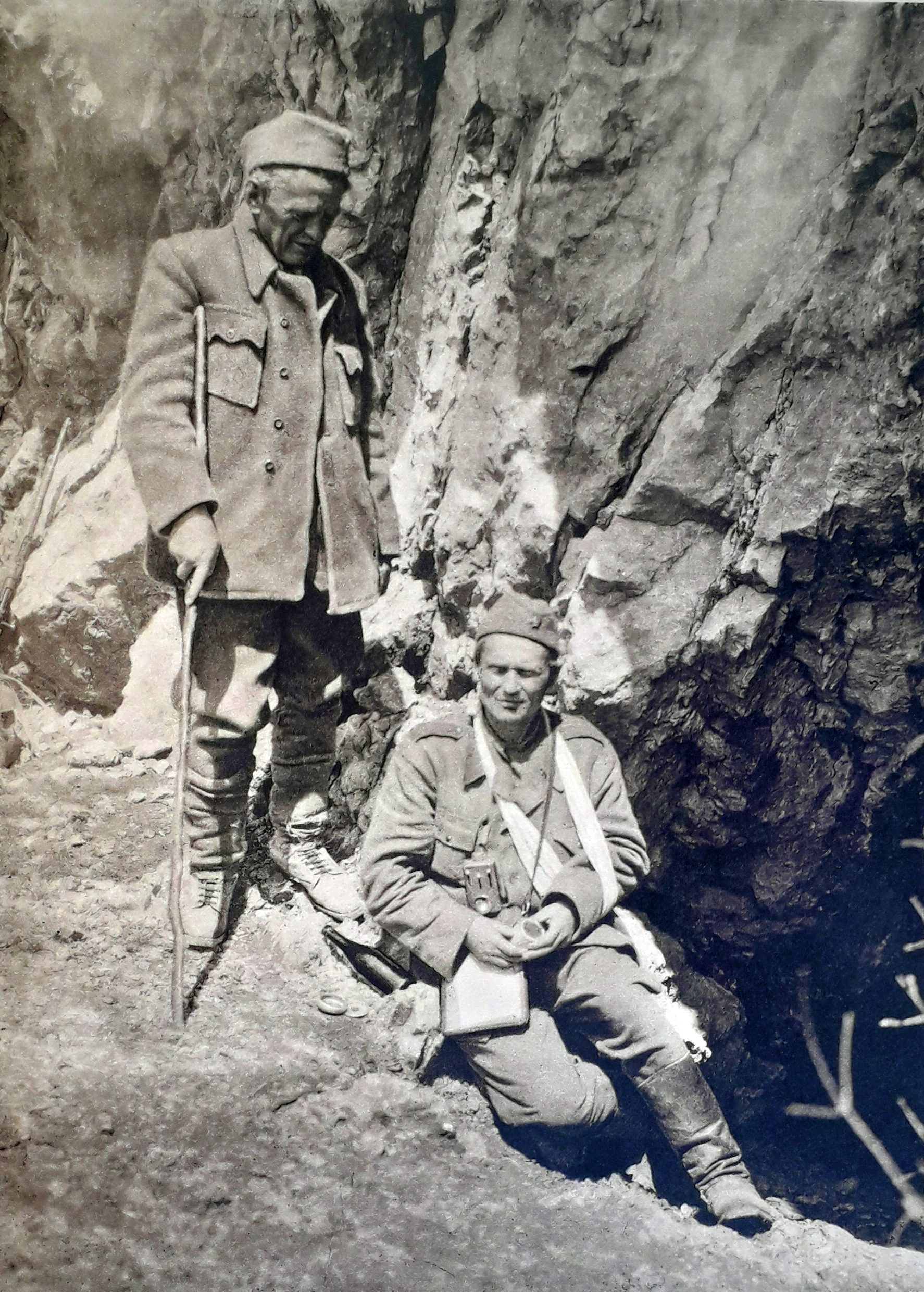
Tito e Ivan Ribar em Sutjeska em 1943

Tito permaneceu em Belgrado até 16 de setembro de 1941, quando, juntamente com todos os membros do PCJ, deixou Belgrado para viajar para território controlado pelos rebeldes. Para sair de Belgrado, Tito utilizou documentos que lhe foram dados por Dragoljub Milutinović, que era voivoda do colaboracionista Pećanac Chetniks. Como Pećanac já estava cooperando totalmente com os alemães naquela época, esse fato fez com que alguns especulassem que Tito deixou Belgrado com a bênção dos alemães porque a sua tarefa era dividir as forças rebeldes, semelhante à chegada de Lenin à Rússia. Broz viajou de trem por Stalać e Čačak e chegou à vila de Robaje em 18 de setembro de 1941.
Apesar dos conflitos com o movimento monárquico rival Chetnik, os partisans de Tito conseguiram libertar o território, nomeadamente a "República de Užice". Durante este período, Tito manteve conversações com o líder do Chetnik, Draža Mihailović, em 19 de setembro e 27 de outubro de 1941. Diz-se que Tito ordenou que suas forças ajudassem os judeus em fuga e que mais de 2 000 judeus lutaram diretamente por Tito.
Em 21 de dezembro de 1941, os partisans criaram a Primeira Brigada Proletária (comandada por Koča Popović) e em 1 de março de 1942, Tito criou a Segunda Brigada Proletária. Nos territórios libertados, os partisans organizaram Comitês Populares para atuar como um governo civil. O Conselho Antifascista de Libertação Nacional da Iugoslávia (AVNOJ) reuniu-se em Bihać em 26–27 de novembro de 1942 e em Jajce em 29 de novembro de 1943. Nas duas sessões, os representantes da resistência estabeleceram as bases para a organização do país no pós-guerra, decidindo sobre uma federação das nações iugoslavas. Em Jajce, uma "presidência" de 67 membros foi eleita e estabeleceu um Comitê Nacional de Libertação (NKOJ; cinco membros comunistas) de nove membros como um governo provisório de facto. Tito foi nomeado presidente da NKOJ.

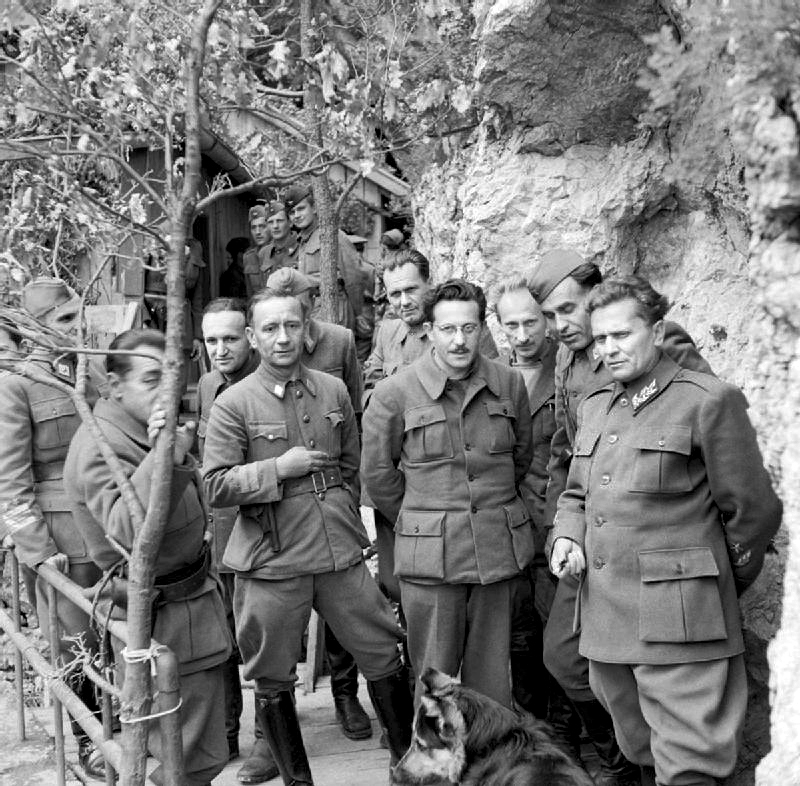
Tito e o Comando Supremo dos Partisans, 14 de maio de 1944

Com a crescente possibilidade de uma invasão Aliada nos Bálcãs, o Eixo começou a desviar mais recursos para a destruição da força principal dos partisans e do seu alto comando. Isto significou, entre outras coisas, um esforço alemão concertado para capturar Josip Broz Tito pessoalmente. Em 25 de maio de 1944, ele conseguiu escapar dos alemães após o Ataque a Drvar (Operação Rösselsprung), um ataque aéreo fora de seu quartel-general em Drvar, na Bósnia.
Depois que os guerrilheiros conseguiram resistir e evitar esses intensos ataques do Eixo entre janeiro e junho de 1943, e a extensão da colaboração Chetnik se tornou evidente, os líderes aliados mudaram seu apoio de Draža Mihailović para Tito. O rei Pedro II, o presidente americano Franklin Roosevelt e o primeiro-ministro britânico Winston Churchill juntaram-se ao primeiro-ministro soviético Joseph Stalin no reconhecimento oficial de Tito e dos guerrilheiros na Conferência de Teerã. Isso resultou na ajuda aliada sendo lançada de paraquedas atrás das linhas do Eixo para ajudar os guerrilheiros. Em 17 de junho de 1944, na ilha dálmata de Vis, o Tratado de Vis (Viški sporazum) foi assinado numa tentativa de fundir o governo de Tito (o AVNOJ) com o governo no exílio do rei Pedro II. A Força Aérea dos Balcãs foi formada em junho de 1944 para controlar operações que visavam principalmente ajudar suas forças.

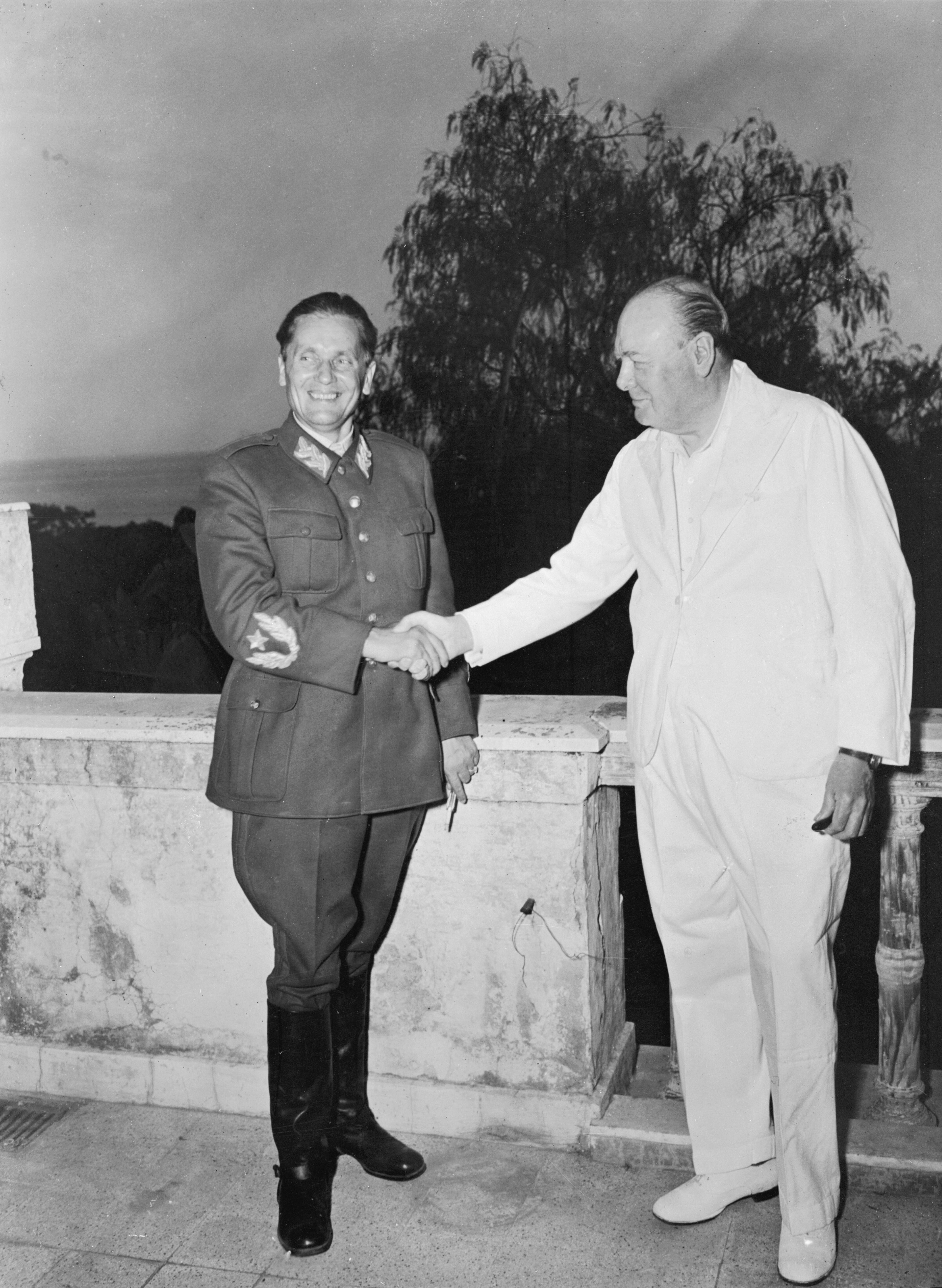
Tito e o primeiro-ministro britânico Winston Churchill em 1944 em Nápoles, Itália

Em 12 de agosto de 1944, Winston Churchill encontrou-se com Tito em Nápoles para um acordo. Em 12 de setembro de 1944, o rei Pedro II convocou todos os iugoslavos a se unirem sob a liderança de Tito e declarou que aqueles que não o fizeram eram "traidores", época em que Tito foi reconhecido por todas as autoridades aliadas (incluindo o governo no exílio) como primeiro-ministro da Iugoslávia, além de comandante-chefe das forças iugoslavas. Em 28 de setembro de 1944, a Agência Telegráfica da União Soviética (TASS) informou que Tito assinou um acordo com a União Soviética permitindo a "entrada temporária" de tropas soviéticas em território iugoslavo, o que permitiu ao Exército Vermelho ajudar nas operações nas áreas do nordeste. da Iugoslávia. Com o seu flanco direito estratégico garantido pelo avanço aliado, os guerrilheiros prepararam e executaram uma ofensiva geral massiva que conseguiu romper as linhas alemãs e forçar uma retirada para além das fronteiras iugoslavas. Após a vitória partisan e o fim das hostilidades na Europa, todas as forças externas foram expulsas do território iugoslavo.
No outono de 1944, a liderança comunista adotou uma decisão política sobre a expulsão dos alemães étnicos da Iugoslávia. Em 21 de Novembro, foi emitido um decreto especial sobre o confisco e a nacionalização de propriedades étnicas alemãs. Para implementar a decisão, foram criados 70 campos em território jugoslavo. Nos últimos dias da Segunda Guerra Mundial na Iugoslávia, unidades dos partisans foram responsáveis por atrocidades durante as repatriações de Bleiburg, e acusações de culpabilidade foram posteriormente levantadas contra a liderança iugoslava sob Tito. Na altura, segundo alguns estudiosos, Josip Broz Tito emitiu repetidamente apelos à rendição da coluna em retirada, oferecendo amnistia e tentando evitar uma rendição desordenada. Em 14 de maio, enviou um telegrama ao quartel-general supremo do Exército Partisan Esloveno proibindo a execução de prisioneiros de guerra e ordenando a transferência dos possíveis suspeitos para um tribunal militar.

### Consequências

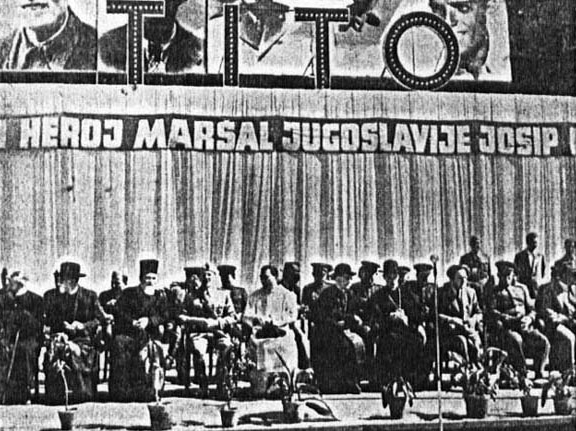
Celebração da libertação em Zagreb em 1945 dedicada a Tito, na presença de dignitários ortodoxos, do cardeal católico Aloísio Stepinac, e do adido militar soviético

Em 7 de março de 1945, o governo provisório da Iugoslávia Federal Democrática (IFD) foi reunido em Belgrado por Josip Broz Tito, enquanto o nome provisório permitia uma república ou uma monarquia. Este governo foi chefiado por Tito como primeiro-ministro iugoslavo provisório e incluiu representantes do governo monarquista no exílio, entre outros Ivan Šubašić. De acordo com o acordo entre os líderes da resistência e o governo no exílio, foram realizadas eleições pós-guerra para determinar a forma de governo. Em novembro de 1945, a Frente Popular pró-republicana de Tito, liderada pelo Partido Comunista da Iugoslávia, venceu as eleições com uma maioria esmagadora, tendo a votação sido boicotada pelos monarquistas. Durante o período, Tito evidentemente desfrutou de enorme apoio popular devido a ser geralmente visto pela população como o libertador da Iugoslávia. A administração jugoslava, no período imediato do pós-guerra, conseguiu unir um país que tinha sido gravemente afectado por convulsões ultranacionalistas e pela devastação da guerra, ao mesmo tempo que suprimiu com sucesso os sentimentos nacionalistas das várias nações em favor da tolerância e do objectivo comum jugoslavo. Após a esmagadora vitória eleitoral, Tito foi confirmado como Primeiro-Ministro e Ministro das Relações Exteriores do DFY. O país logo foi renomeado como República Popular Federal da Iugoslávia (RPFI) (mais tarde finalmente renomeado como República Socialista Federariva da Iugoslávia, RSFI). Em 29 de novembro de 1945, o rei Pedro II foi formalmente deposto pela Assembleia Constituinte Iugoslava. A Assembleia redigiu uma nova constituição republicana logo depois.
A Iugoslávia organizou o Exército Popular Iugoslavo (Jugoslavenska narodna armija, JNA) do movimento partisan e tornou-se o quarto exército mais forte da Europa na época, de acordo com várias estimativas. A Administração de Segurança do Estado (Uprava državne bezbednosti, UDBA) também foi formada como a nova polícia secreta, juntamente com uma agência de segurança, o Departamento de Segurança Popular (Organ Zaštite Naroda (Armije), OZNA). A inteligência iugoslava foi acusada de prender e levar a julgamento um grande número de colaboradores nazistas; de forma controversa, isto incluía clérigos católicos devido ao envolvimento generalizado do clero católico croata com o regime de Ustaša. Draža Mihailović foi considerado culpado de colaboração, alta traição e crimes de guerra e posteriormente executado por um pelotão de fuzilamento em julho de 1946.
O primeiro-ministro Josip Broz Tito reuniu-se com o presidente da Conferência Episcopal da Iugoslávia, Aloísio Stepinac, em 4 de junho de 1945, dois dias após sua libertação da prisão. Os dois não conseguiram chegar a um acordo sobre o estado da Igreja Católica. Sob a liderança de Stepinac, a Conferência dos Bispos divulgou uma carta condenando alegados crimes de guerra dos partisans em setembro de 1945. No ano seguinte, Stepinac foi preso e levado a julgamento, o que foi considerado por alguns como um julgamento simulado. Em Outubro de 1946, na sua primeira sessão especial em 75 anos, o Vaticano excomungou Tito e o governo iugoslavo por condenar Stepinac a 16 anos de prisão sob a acusação de ajudar o terror Ustaše e de apoiar conversões forçadas de sérvios ao catolicismo. Stepinac recebeu tratamento preferencial em reconhecimento do seu estatuto e a pena foi rapidamente encurtada e reduzida para prisão domiciliária, com a opção de emigração aberta ao arcebispo. No final do "período Informbiro", as reformas tornaram a Iugoslávia consideravelmente mais liberal religiosamente do que os estados do Bloco Oriental.
Nos primeiros anos do pós-guerra, Tito foi amplamente considerado um líder comunista muito leal a Moscovo; na verdade, ele era frequentemente visto como perdendo apenas para Stalin no Bloco Oriental. Na verdade, Stalin e Tito tiveram uma aliança difícil desde o início, com Stalin considerando Tito demasiado independente.
De 1946 a 1948, Tito engajou-se ativamente na construção de uma aliança com a vizinha Albânia comunista, com a intenção de incorporar a Albânia à Iugoslávia. De acordo com Enver Hoxha, o então governante comunista da Albânia, no verão de 1946 Tito prometeu a Hoxha que a província jugoslava do Kosovo seria cedida à Albânia. Apesar da decisão de unificação ter sido acordada pelos comunistas iugoslavos durante a Conferência de Bujan, o plano nunca se concretizou. Nos primeiros anos do pós-guerra no Kosovo, Tito promulgou a política de proibir o retorno dos colonos sérvios ao Kosovo, além de promulgar o primeiro programa de ensino primário em grande escala da língua albanesa.
Durante o período imediato do pós-guerra, a Jugoslávia de Tito tinha um forte compromisso com as ideias marxistas ortodoxas. Medidas repressivas severas contra dissidentes e "inimigos do estado" eram comuns por parte de agentes do governo, embora não se soubesse que estivessem sob as ordens de Tito, incluindo "prisões, julgamentos simulados, coletivização forçada, supressão de igrejas e religião". Como líder da Iugoslávia, Tito demonstrou um gosto pelo luxo, assumindo os palácios reais que pertenciam à Casa de Karađorđević juntamente com os antigos palácios usados pela Casa de Habsburgo que estavam localizados na Iugoslávia. As viagens de Tito pela Iugoslávia em seu luxuoso Trem Azul se assemelhavam muito às viagens reais dos reis Karađorđević e dos imperadores Habsburgos e na Sérvia. Ele também adotou o costume real tradicional de ser padrinho de cada nono filho, embora o tenha modificado para incluir também as filhas depois que foram feitas críticas de que a prática era sexista. Assim como um rei sérvio, Tito aparecia onde quer que nascesse o nono filho da família para parabenizar os pais e dar-lhes um presente em dinheiro. Tito sempre falou muito duramente dos reis Karađorđević, tanto em público quanto em privado (em particular, ele às vezes tinha uma palavra gentil para os Habsburgos), mas em muitos aspectos, ele parecia ao seu povo como uma espécie de rei.

## Presidência

### Ruptura Tito-Stalin

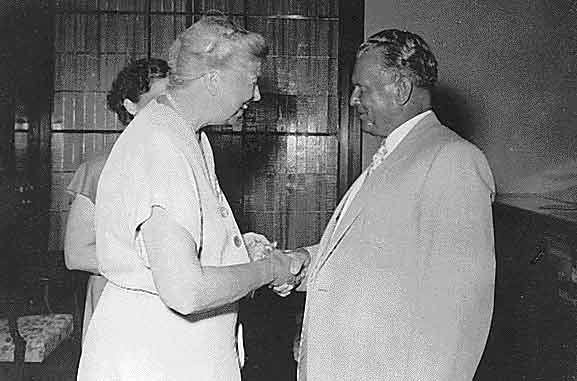
Josip Broz Tito cumprimentando a ex-primeira-dama dos EUA Eleanor Roosevelt durante sua visita à Iugoslávia em julho de 1953

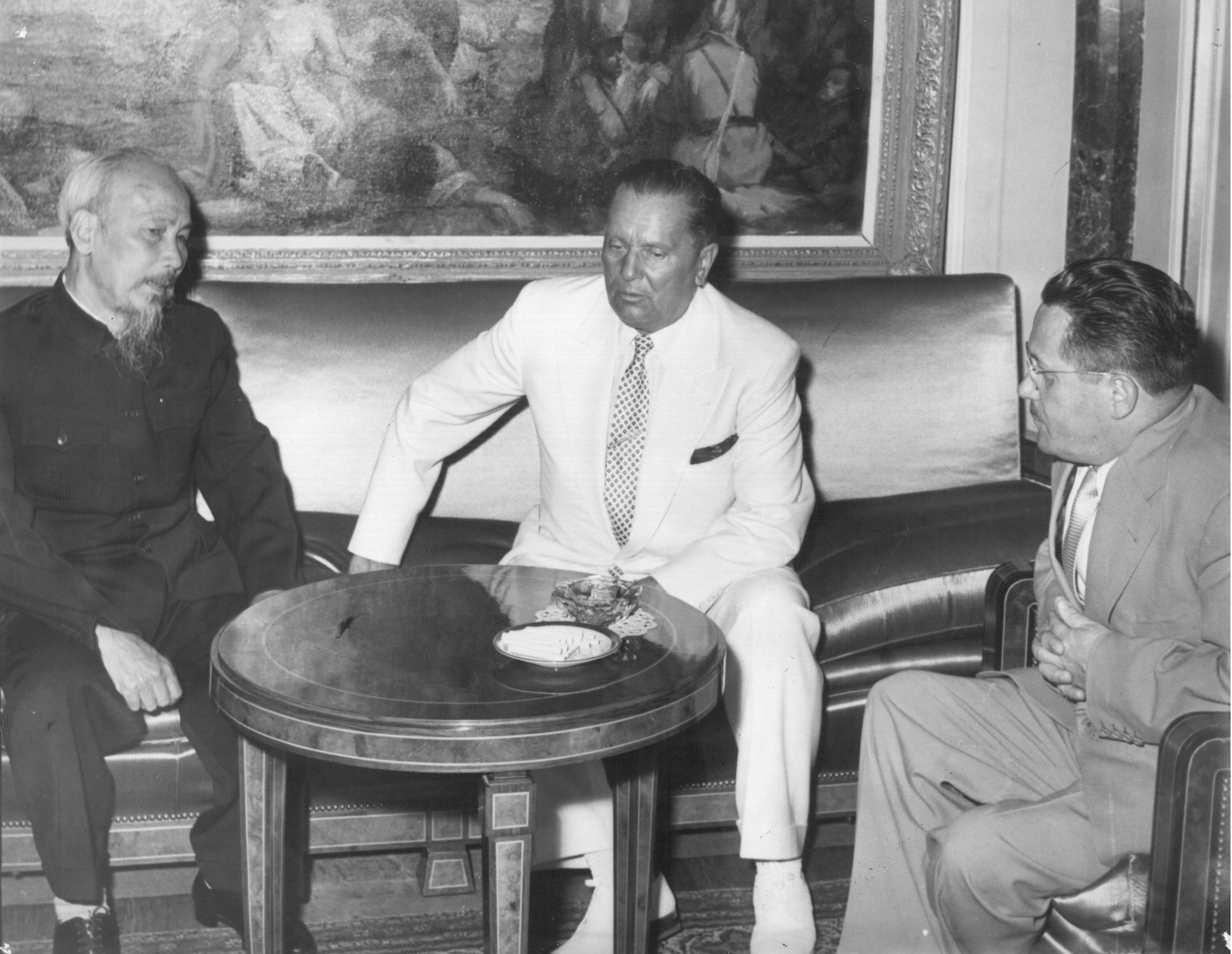
Tito com o líder norte-vietnamita Ho Chi Minh em Belgrado, 1957

Ao contrário de outros estados da Europa centro-leste libertados pelas forças aliadas, a Iugoslávia libertou-se do domínio do Eixo com apoio direto limitado do Exército Vermelho. O papel de liderança de Tito na libertação da Jugoslávia não só fortaleceu grandemente a sua posição no seu partido e entre o povo jugoslavo, mas também fez com que ele insistisse mais que a Jugoslávia tinha mais espaço para seguir os seus próprios interesses do que outros líderes do bloco que tinham mais razões para reconhecer os esforços soviéticos. ajudando-os a libertar os seus próprios países do controlo do Eixo. Embora Tito fosse formalmente aliado de Estaline após a Segunda Guerra Mundial, os soviéticos criaram uma rede de espionagem no partido iugoslavo já em 1945, dando lugar a uma aliança difícil.
Imediatamente após a Segunda Guerra Mundial, ocorreram vários incidentes armados entre a Iugoslávia e os Aliados Ocidentais. Após a guerra, a Iugoslávia adquiriu o território italiano da Ístria, bem como as cidades de Zadar e Rijeka. A liderança iugoslava também procurava incorporar Trieste ao país, o que foi combatido pelos Aliados Ocidentais. Isto levou a vários incidentes armados, nomeadamente ataques de aviões de combate jugoslavos a aviões de transporte dos EUA, causando duras críticas por parte do Ocidente. Só em 1946, a força aérea iugoslava abateu dois aviões de transporte dos EUA. Os passageiros e tripulantes do primeiro avião foram internados secretamente pelo governo iugoslavo. O segundo avião e sua tripulação foram uma perda total. Os EUA ficaram indignados e enviaram um ultimato ao governo jugoslavo, exigindo a libertação dos americanos sob custódia, o acesso dos EUA aos aviões abatidos e a investigação completa dos incidentes. Stalin se opôs ao que considerou tais provocações, pois acreditava que a URSS não estava preparada para enfrentar o Ocidente em uma guerra aberta logo após as perdas da Segunda Guerra Mundial e no momento em que os EUA tinham armas nucleares operacionais, enquanto a URSS ainda não tinha conduzido seu primeiro teste. Além disso, Tito apoiou abertamente o lado comunista na Guerra Civil Grega, enquanto Stalin manteve distância, tendo concordado com Churchill em não perseguir os interesses soviéticos ali, embora tenha apoiado politicamente a luta comunista grega, como demonstrado em diversas assembleias de o Conselho de Segurança da ONU. Em 1948, motivado pelo desejo de criar uma economia forte e independente, Tito modelou o seu plano de desenvolvimento económico independentemente de Moscovo, o que resultou numa escalada diplomática seguida de uma amarga troca de cartas nas quais Tito escreveu que "Estudamos e tomamos como exemplo o sistema soviético, mas estamos a desenvolver o socialismo no nosso país de formas um pouco diferentes".

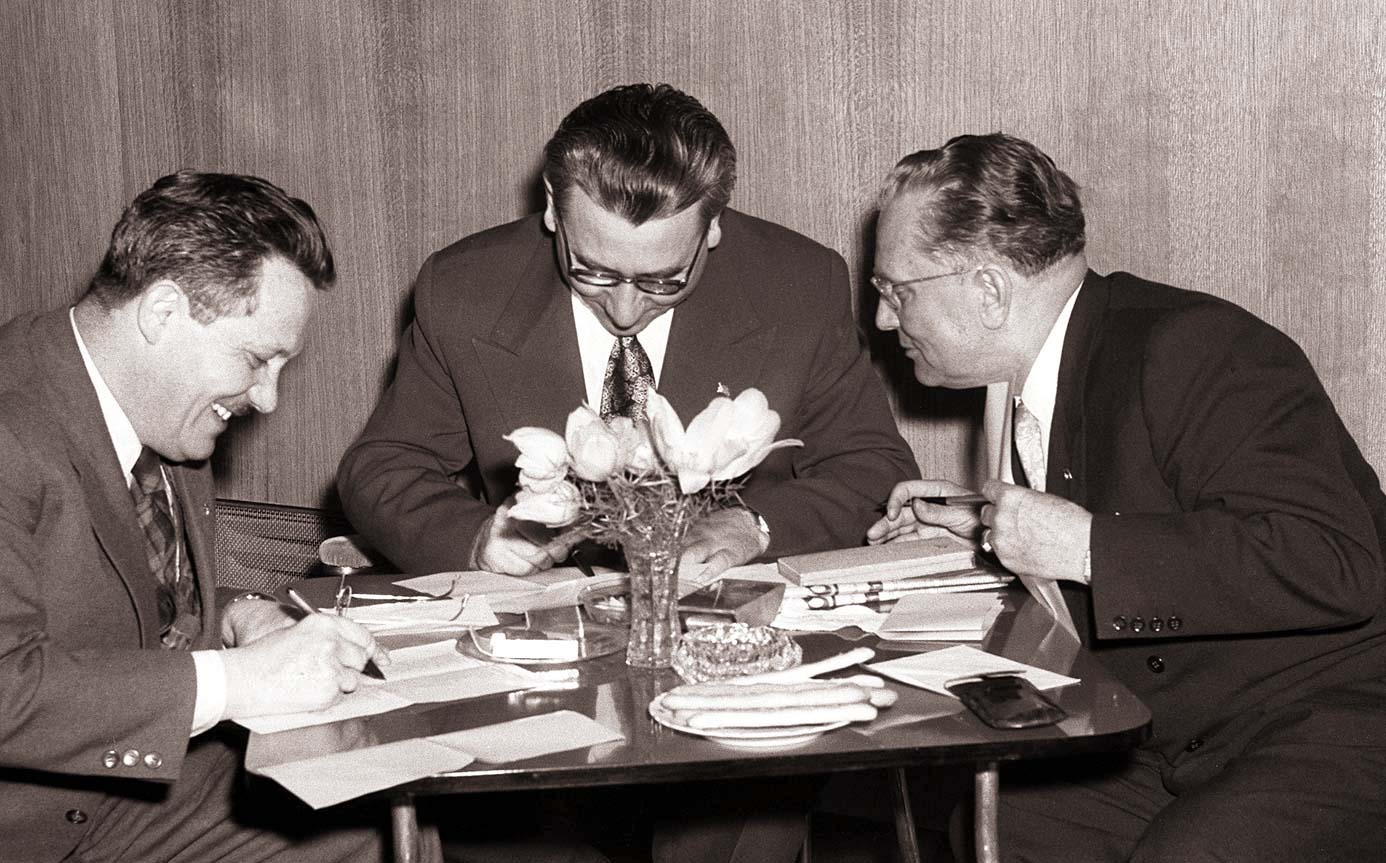
Edvard Kardelj, Aleksandar Ranković e Tito em 1958

A resposta soviética de 4 de maio advertiu Tito e o Partido Comunista da Iugoslávia (PCY) por não terem admitido e corrigido os seus erros e passou a acusá-los de estarem demasiado orgulhosos dos seus sucessos contra os alemães, sustentando que o Exército Vermelho os tinha salvado. da destruição. A resposta de Tito em 17 de maio sugeria que a questão fosse resolvida na reunião do Cominform a ser realizada naquele mês de junho. No entanto, Tito não compareceu à segunda reunião do Cominform, temendo que a Iugoslávia fosse atacada abertamente. Em 1949, a crise quase se transformou num conflito armado, à medida que as forças húngaras e soviéticas se concentravam na fronteira norte da Iugoslávia. Uma invasão da Jugoslávia foi planeada para ser realizada em 1949 através das forças combinadas dos vizinhos estados satélites soviéticos da Hungria, Roménia, Bulgária e Albânia, seguida pela subsequente remoção do governo de Tito. Em 28 de Junho, os outros países membros do Cominform expulsaram a Jugoslávia, citando "elementos nacionalistas" que tinham "conseguido, no decurso dos últimos cinco ou seis meses, alcançar uma posição dominante na liderança" do PCJ. Os exércitos húngaro e romeno foram ampliados em tamanho e, juntamente com os soviéticos, concentraram-se na fronteira iugoslava. A suposição em Moscovo era que, assim que se soubesse que ele tinha perdido a aprovação soviética, Tito entraria em colapso; “Vou apertar meu dedinho e não haverá mais Tito”, observou Stalin. A expulsão baniu efectivamente a Jugoslávia da associação internacional de estados socialistas, enquanto outros estados socialistas da Europa de Leste foram posteriormente submetidos a expurgos de alegados "Titoístas". Stalin levou o assunto para o lado pessoal e organizou várias tentativas de assassinato contra a vida de Tito, nenhuma das quais teve sucesso. Em uma correspondência entre eles, Tito escreveu abertamente:
Pare de enviar pessoas para me matar. Já capturamos cinco deles, um deles com uma bomba e outro com um rifle. […] Se você não parar de mandar assassinos, mandarei um para Moscou e não terei que mandar um segundo.

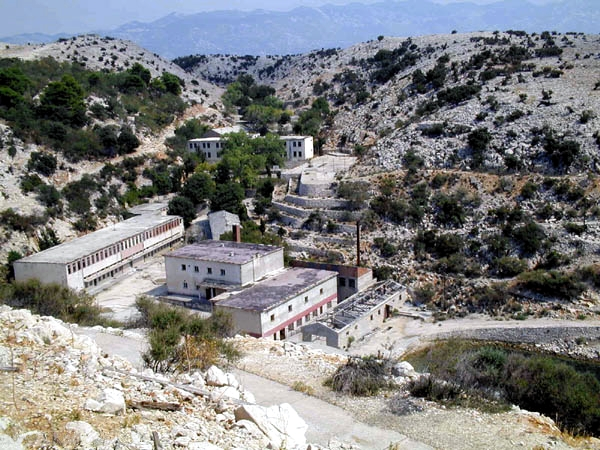
A prisão de Goli Otok

Uma consequência significativa da tensão que surgiu entre a Jugoslávia e a União Soviética foi a decisão de Tito de iniciar a repressão em grande escala contra os inimigos do governo. Esta repressão não se limitou a stalinistas conhecidos e alegados, mas também incluiu membros do Partido Comunista ou qualquer pessoa que demonstrasse simpatia pela União Soviética. Partisans proeminentes, como Vlado Dapčević e Dragoljub Mićunović, foram vítimas deste período de forte repressão, que durou até 1956 e foi marcado por violações significativas dos direitos humanos. Dezenas de milhares de opositores políticos serviram em campos de trabalhos forçados, como Goli Otok (que significa Ilha Estéril), e centenas morreram. Um número frequentemente contestado, mas relativamente viável, apresentado pelo próprio governo jugoslavo em 1964, coloca o número de reclusos de Goli Otok encarcerados entre 1948 e 1956 em 16.554, tendo menos de 600 morrido durante a detenção. As instalações de Goli Otok foram abandonadas em 1956, e a jurisdição da agora extinta prisão política foi entregue ao governo da República Socialista da Croácia.

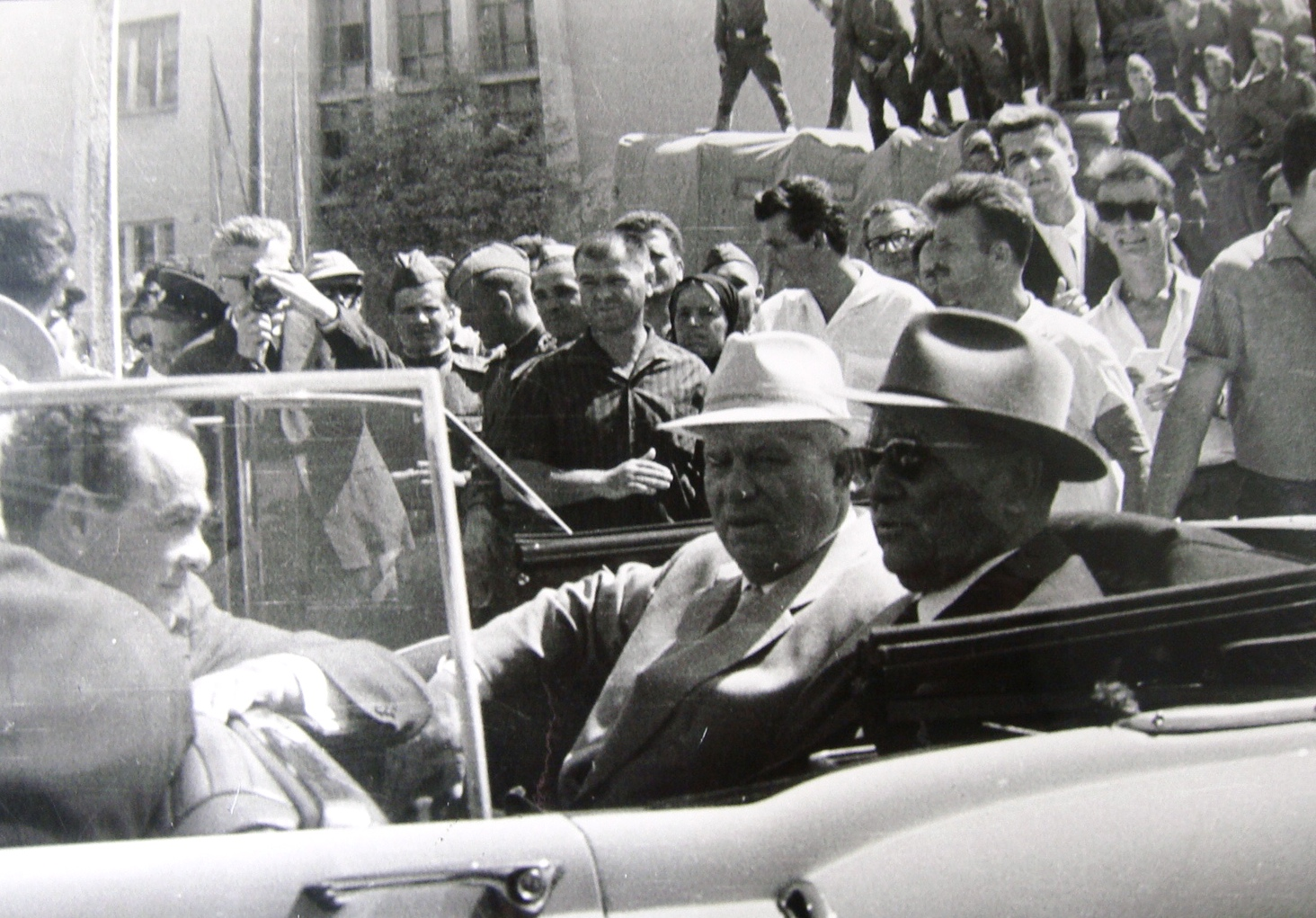
Tito e o líder soviético Nikita Khrushchev em Skopje após o terremoto de 1963

O afastamento de Tito da URSS permitiu à Iugoslávia obter ajuda dos EUA através da Administração de Cooperação Económica (ECA), a mesma instituição de ajuda dos EUA que administrou o Plano Marshall. Ainda assim, Tito não concordou em alinhar-se com o Ocidente, o que era uma consequência comum da aceitação da ajuda americana na altura. Após a morte de Stalin em 1953, as relações com a URSS foram relaxadas e Tito passou a receber ajuda também do Comecon. Dessa forma, Tito usou o antagonismo Leste-Oeste a seu favor. Em vez de escolher um lado, ele foi fundamental para lançar o Movimento Não Alinhado, que funcionaria como uma "terceira via" para os países interessados em permanecer fora da divisão Leste-Oeste.
O evento foi significativo não só para a Jugoslávia e Tito, mas também para o desenvolvimento global do socialismo, uma vez que foi a primeira grande divisão entre estados comunistas, lançando dúvidas sobre as reivindicações do Comintern de que o socialismo seria uma força unificada que acabaria por controlar o mundo inteiro., quando Tito se tornou o primeiro (e o único bem-sucedido) líder socialista a desafiar a liderança de Stalin no Cominform. Esta ruptura com a União Soviética trouxe a Tito muito reconhecimento internacional, mas também desencadeou um período de instabilidade muitas vezes referido como o período Informbiro. A forma de comunismo de Tito foi rotulada de "Titoísmo" por Moscou, o que encorajou expurgos e repressão contra suspeitos e acusados de "Titoístas" em todo o Bloco Oriental. Alguns trotskistas consideraram Tito um “trotskista inconsciente” por causa da divisão. No entanto, isto foi refutado por Ted Grant em 1949, que apontou não haver diferenças fundamentais de princípio entre Estaline e Tito. Ele disse que ambos eram "bonapartistas proletários" governando estados operários deformados – Tito modelou seu regime no de Stalin.

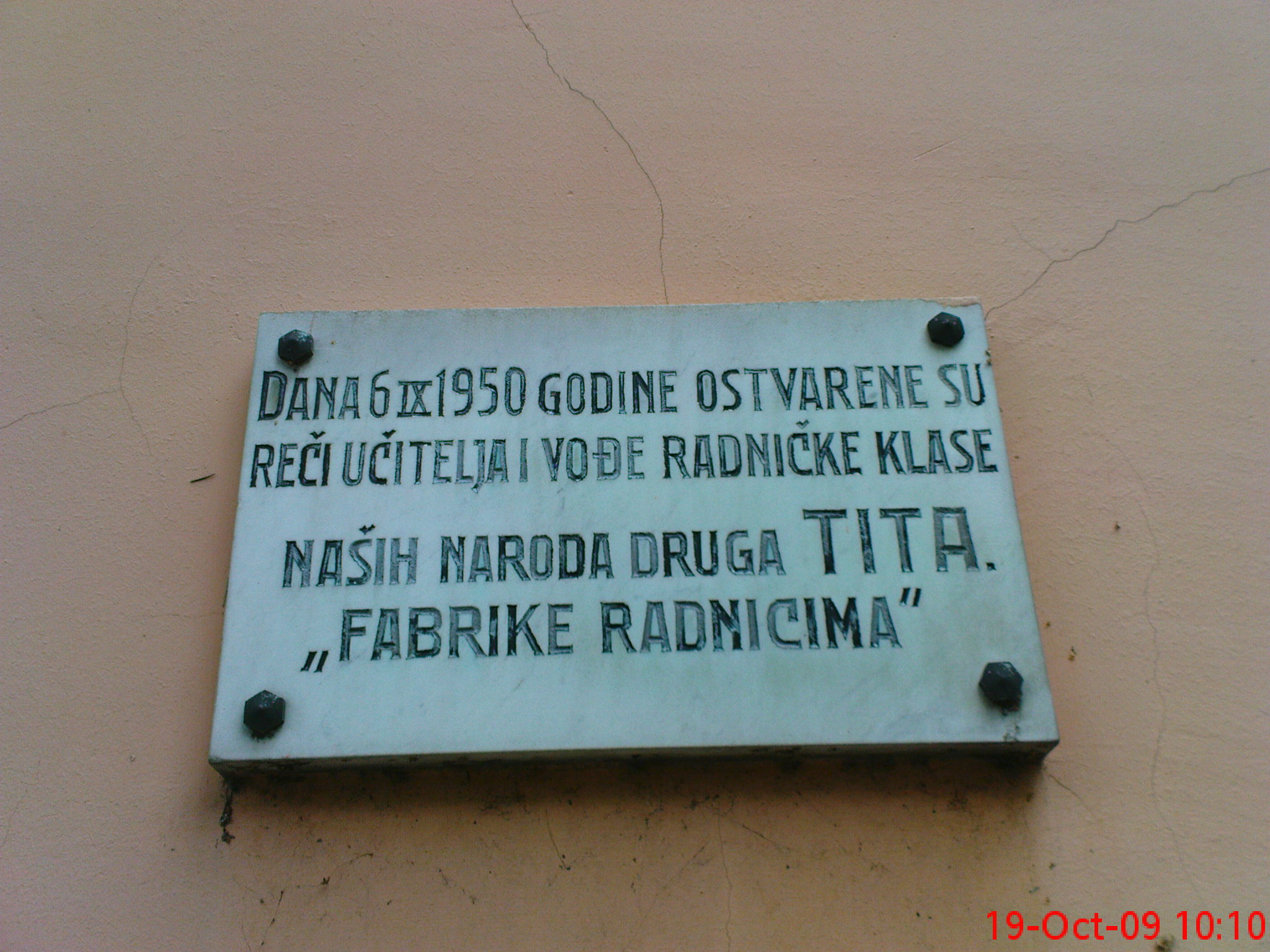
"Fabrike radnicima" ("Fábricas para os trabalhadores") era o slogan do sistema socialista de autogestão iugoslavo, proclamado por Tito

Em 26 de junho de 1950, a Assembleia Nacional apoiou um projeto de lei crucial escrito por Milovan Đilas e Tito sobre a "autogestão socialista", um tipo de experiência socialista independente e cooperativa que introduziu a partilha de lucros e a democracia no local de trabalho em empresas anteriormente estatais, que então veio sob propriedade social direta dos empregados. Em 13 de Janeiro de 1953, estabeleceram que a lei sobre a autogestão era a base de toda a ordem social na Jugoslávia. Tito também sucedeu a Ivan Ribar como presidente da Iugoslávia em 14 de janeiro de 1953, tornando-se o chefe de estado oficial. Após a morte de Stalin, Tito rejeitou o convite da URSS para uma visita para discutir a normalização das relações entre as duas nações. Nikita Khrushchev e Nikolai Bulganin visitaram Tito em Belgrado em 1955 e pediram desculpas pelos erros cometidos pela administração de Stalin, assinando a declaração de Belgrado. Tito visitou a URSS em 1956, o que sinalizou ao mundo que a animosidade entre a Iugoslávia e a URSS estava a diminuir. A aproximação entre os dois países não duraria muito, uma vez que a liderança jugoslava assumiu uma postura cada vez mais explícita de não alinhamento no rescaldo da Revolução Húngara de 1956. As relações deterioraram-se ainda mais no final da década de 1960 devido às reformas económicas jugoslavas que ligaram conscientemente a Jugoslávia ao sistema internacional, bem como ao apoio de Tito à Primavera de Praga, que encontrou grande parte da sua inspiração no socialismo de mercado iugoslavo, e à oposição ao subsequente Pacto de Varsóvia e Invasão da Tchecoslováquia.
A ruptura Tito-Stalin teve grandes ramificações para países fora da URSS e da Iugoslávia. Foi, por exemplo, apontado como uma das razões do julgamento de Slánský na Checoslováquia, no qual 14 altos funcionários comunistas foram expurgados, tendo 11 deles sido executados. Stalin pressionou a Tchecoslováquia a realizar expurgos, a fim de desencorajar a propagação da ideia de um “caminho nacional para o socialismo”, que Tito defendia.

### Movimento Não Alinhado

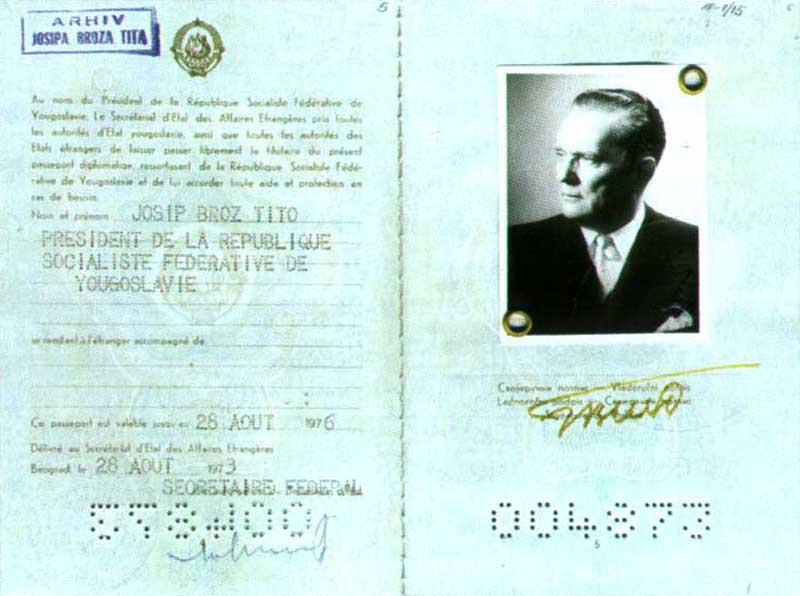
Passaporte diplomático de Tito, 1973

Sob a liderança de Tito, a Iugoslávia tornou-se membro fundador do Movimento Não Alinhado. Em 1961, Tito co-fundou o movimento com o egípcio Gamal Abdel Nasser, o indiano Jawaharlal Nehru, o indonésio Sukarno e o ganense Kwame Nkrumah, numa ação chamada A Iniciativa dos Cinco (Tito, Nehru, Nasser, Sukarno, Nkrumah), estabelecendo assim fortes laços com os países do terceiro mundo. Esta medida contribuiu muito para melhorar a posição diplomática da Jugoslávia. Tito viu o Movimento dos Não Alinhados como uma forma de se apresentar como líder mundial de um importante bloco de nações que melhoraria o seu poder de negociação com os blocos oriental e ocidental.  Em 1 de setembro de 1961, Josip Broz Tito tornou-se o primeiro secretário-geral do Movimento Não Alinhado.

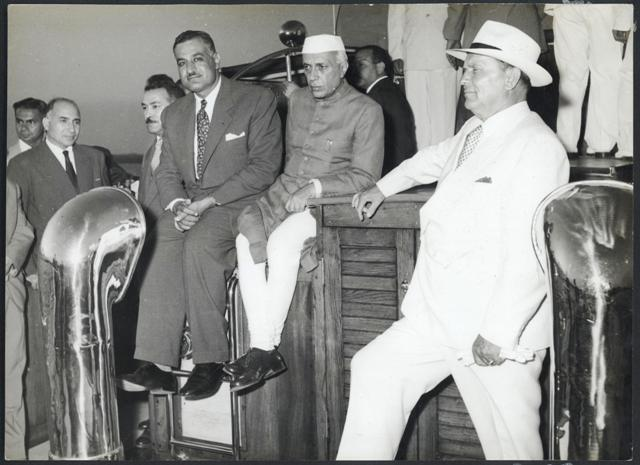
Tito recebendo o primeiro-ministro indiano Jawaharlal Nehru e o presidente egípcio Gamal Abdel Nasser em Belgrado, 1961

A política externa de Tito levou a relacionamentos com diversos governos, como a troca de visitas (1954 e 1956) com o imperador Haile Selassie da Etiópia, onde uma rua foi nomeada em sua homenagem. Em 1953, Tito visitou a Etiópia e, em 1954, o Imperador visitou a Iugoslávia. Os motivos de Tito para fazer amizade com a Etiópia eram de certo interesse próprio, pois ele queria enviar recém-formados de universidades iugoslavas (cujos padrões não correspondiam aos das universidades ocidentais, tornando-os assim desempregados no Ocidente) para trabalhar na Etiópia, que era um dos poucos países que estava disposto a aceitá-los. Como a Etiópia não tinha um sistema de saúde ou um sistema universitário, Haile Selassie, a partir de 1953, incentivou os graduados das universidades iugoslavas, especialmente com formação em medicina, a trabalharem em seu império. Refletindo sua tendência de buscar laços mais estreitos com as nações do Terceiro Mundo, a partir de 1950, Tito permitiu que filmes mexicanos fossem exibidos na Iugoslávia, onde se tornaram muito populares, especialmente o filme de 1950 Un día de vida, que se tornou um grande sucesso quando estreou na Iugoslávia em 1952. O sucesso dos filmes mexicanos levou à mania "Yu-Mex" das décadas de 1950 a 1960, quando a música mexicana se tornou popular e estava na moda para muitos músicos iugoslavos usar sombreros e cantar canções mexicanas. em servo-croata.
Tito destacou-se por seguir uma política externa de neutralidade durante a Guerra Fria e por estabelecer laços estreitos com os países em desenvolvimento. A forte crença de Tito na autodeterminação causou a ruptura de 1948 com Stalin e, consequentemente, com o Bloco Oriental. Os seus discursos públicos reiteraram frequentemente que uma política de neutralidade e cooperação com todos os países seria natural, desde que estes países não usassem a sua influência para pressionar a Jugoslávia a tomar partido. As relações com os Estados Unidos e as nações da Europa Ocidental foram geralmente cordiais.

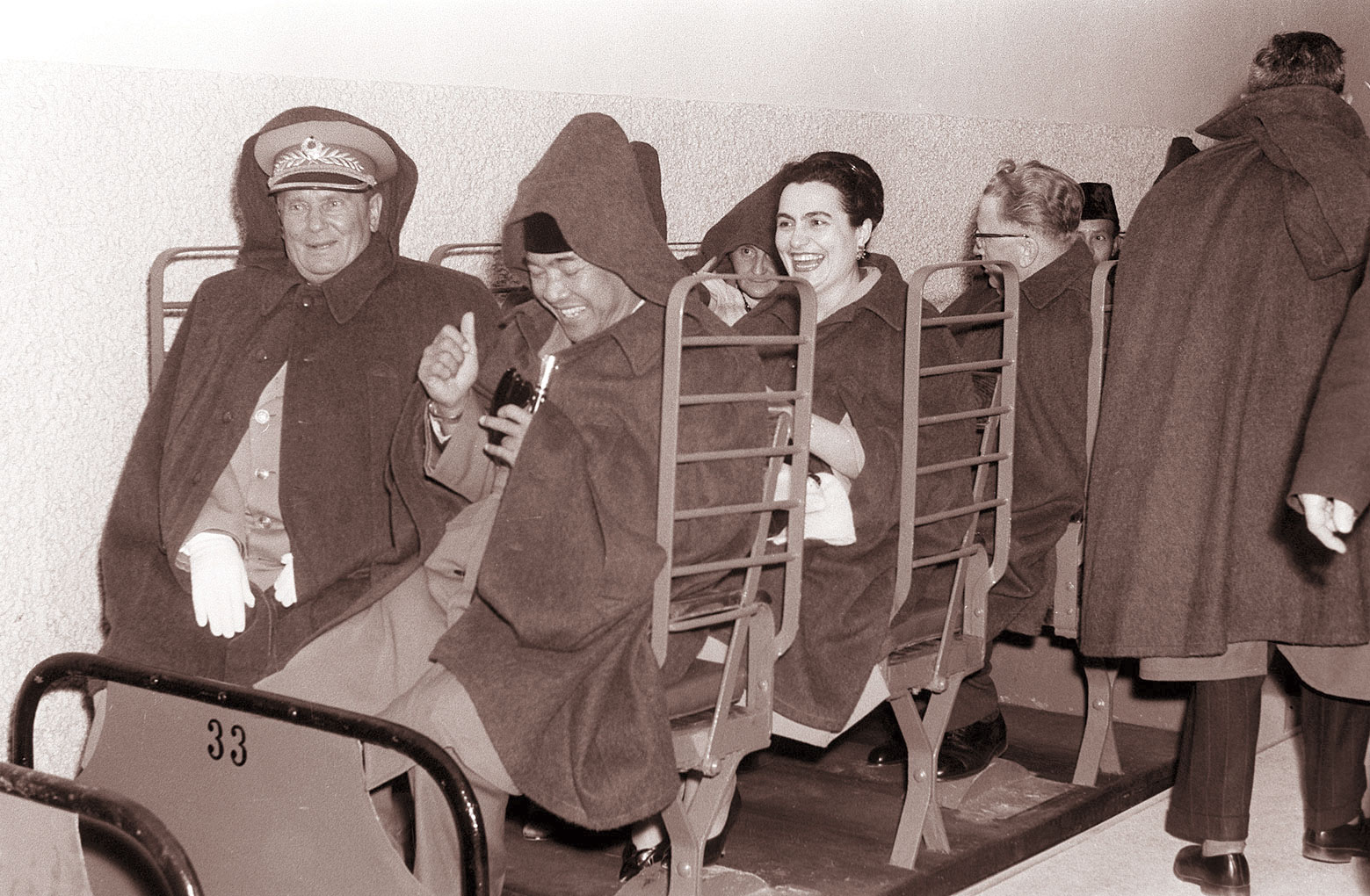
Tito e Sukarno na Caverna Postojna, 1960

No início da década de 1950, as relações entre a Jugoslávia e a Hungria estavam tensas, pois Tito não fazia segredo da sua aversão ao estalinista Mátyás Rákosi e da sua preferência pelo "nacional comunista" Imre Nagy. A decisão de Tito de criar um "Pacto dos Balcãs", assinando um tratado de aliança com os membros da OTAN, Turquia e Grécia, em 1954, foi considerada equivalente a aderir à OTAN aos olhos soviéticos, e a sua vaga conversa sobre uma federação comunista neutralista de estados da Europa de Leste foi visto como uma grande ameaça em Moscou. A embaixada iugoslava em Budapeste era vista pelos soviéticos como um centro de subversão na Hungria, pois acusavam diplomatas e jornalistas iugoslavos, às vezes com justificativa, de apoiar Nagy. No entanto, quando a revolta eclodiu na Hungria em outubro de 1956, Tito acusou Nagy de perder o controle da situação, pois queria uma Hungria comunista independente da União Soviética, e não a derrubada do comunismo húngaro.  Em 31 de outubro de 1956, Tito ordenou que a mídia iugoslava parasse de elogiar Nagy e apoiou discretamente a intervenção soviética em 4 de novembro para acabar com a revolta na Hungria, pois acreditava que uma Hungria governada por anticomunistas perseguiria reivindicações irredentistas contra Jugoslávia, como acabara de acontecer durante o período entre guerras. Para escapar dos soviéticos, Nagy fugiu para a embaixada iugoslava, onde Tito lhe concedeu asilo. Em 5 de novembro de 1956, tanques soviéticos bombardearam a embaixada iugoslava em Budapeste, matando o adido cultural iugoslavo e vários outros diplomatas. A recusa de Tito em entregar Nagy, apesar das exigências soviéticas cada vez mais estridentes para que o fizesse, serviu bem aos seus propósitos nas relações com os estados ocidentais, visto que ele foi apresentado na mídia ocidental como o "bom comunista" que enfrentou Moscou protegendo Nagy e os outros líderes húngaros. Em 22 de novembro, Nagy e seu gabinete deixaram a embaixada em um ônibus que os levou ao exílio na Iugoslávia, depois que o novo líder húngaro, János Kádár, prometeu a Tito por escrito que não seriam prejudicados. Para grande fúria de Tito, quando o ônibus saiu da embaixada iugoslava, foi prontamente abordado por agentes da KGB que prenderam os líderes húngaros e trataram rudemente os diplomatas iugoslavos que tentaram protegê-los. O sequestro de Nagy, seguido de sua posterior execução, quase levou a Iugoslávia a romper relações diplomáticas com a União Soviética e em 1957 Tito boicotou os cerimoniais em Moscou pelo 40º aniversário da Revolução de Outubro, sendo o único líder comunista que não compareceu à ocasião.

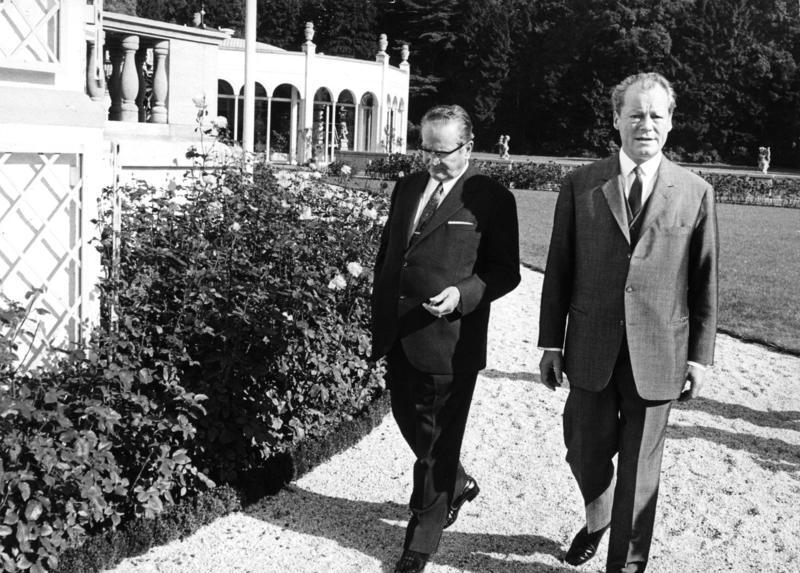
Tito e o chanceler alemão Willy Brandt em Bonn, 11 de outubro de 1970

A Iugoslávia tinha uma política de viagens liberal que permitia aos estrangeiros viajar livremente pelo país e aos seus cidadãos viajar por todo o mundo, embora fosse limitada pela maioria dos países comunistas. Um número de cidadãos iugoslavos que trabalharam em toda a Europa Ocidental. Tito conheceu muitos líderes mundiais durante seu governo, como os governantes soviéticos Joseph Stalin, Nikita Khrushchev e Leonid Brezhnev; o egípcio Gamal Abdel Nasser, os políticos indianos Jawaharlal Nehru e Indira Gandhi; Os primeiros-ministros britânicos Winston Churchill, James Callaghan e Margaret Thatcher; os presidentes dos EUA Dwight D. Eisenhower, John F. Kennedy, Richard Nixon, Gerald Ford e Jimmy Carter; outros líderes políticos, dignitários e chefes de estado que Tito conheceu pelo menos uma vez em sua vida incluíam João Goulart, Che Guevara, Fidel Castro, Yasser Arafat, Willy Brandt, Helmut Schmidt, Georges Pompidou, Kwame Nkrumah, Rainha Elizabeth II, Hua Guofeng, Kim Il Sung, Sukarno, Xeque Mujibur Rahman, Suharto, Idi Amin, Haile Selassie, Kenneth Kaunda, Gaddafi, Erich Honecker, Nicolae Ceaușescu, János Kádár, Saddam Hussein e Urho Kekkonen. Ele também conheceu inúmeras celebridades.

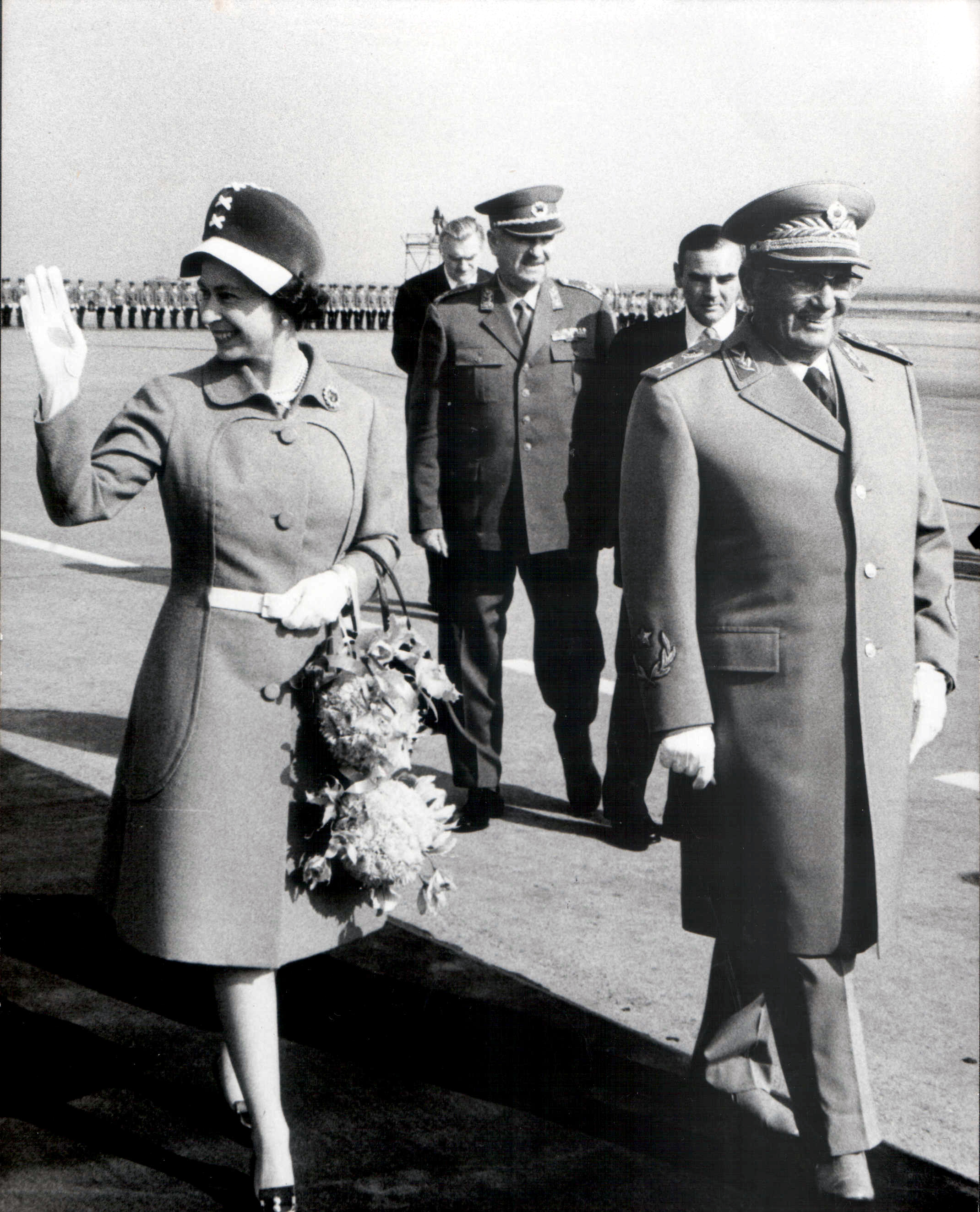
Tito com a rainha Elizabeth II em Belgrado, 1972

A Iugoslávia prestou grande assistência aos movimentos anticolonialistas no Terceiro Mundo. A delegação jugoslava foi a primeira a levar as exigências da Frente de Libertação Nacional da Argélia (FLN) às Nações Unidas. Em janeiro de 1958, a Marinha Francesa embarcou no cargueiro Slovenija ao largo de Oran, cujos porões estavam cheios de armas para os insurgentes. O diplomata Danilo Milić explicou que "Tito e o núcleo dirigente da Liga dos Comunistas da Iugoslávia realmente viram nas lutas de libertação do Terceiro Mundo uma réplica da sua própria luta contra os ocupantes fascistas. Vibravam ao ritmo dos avanços ou retrocessos da FLN ou do Vietcongue.

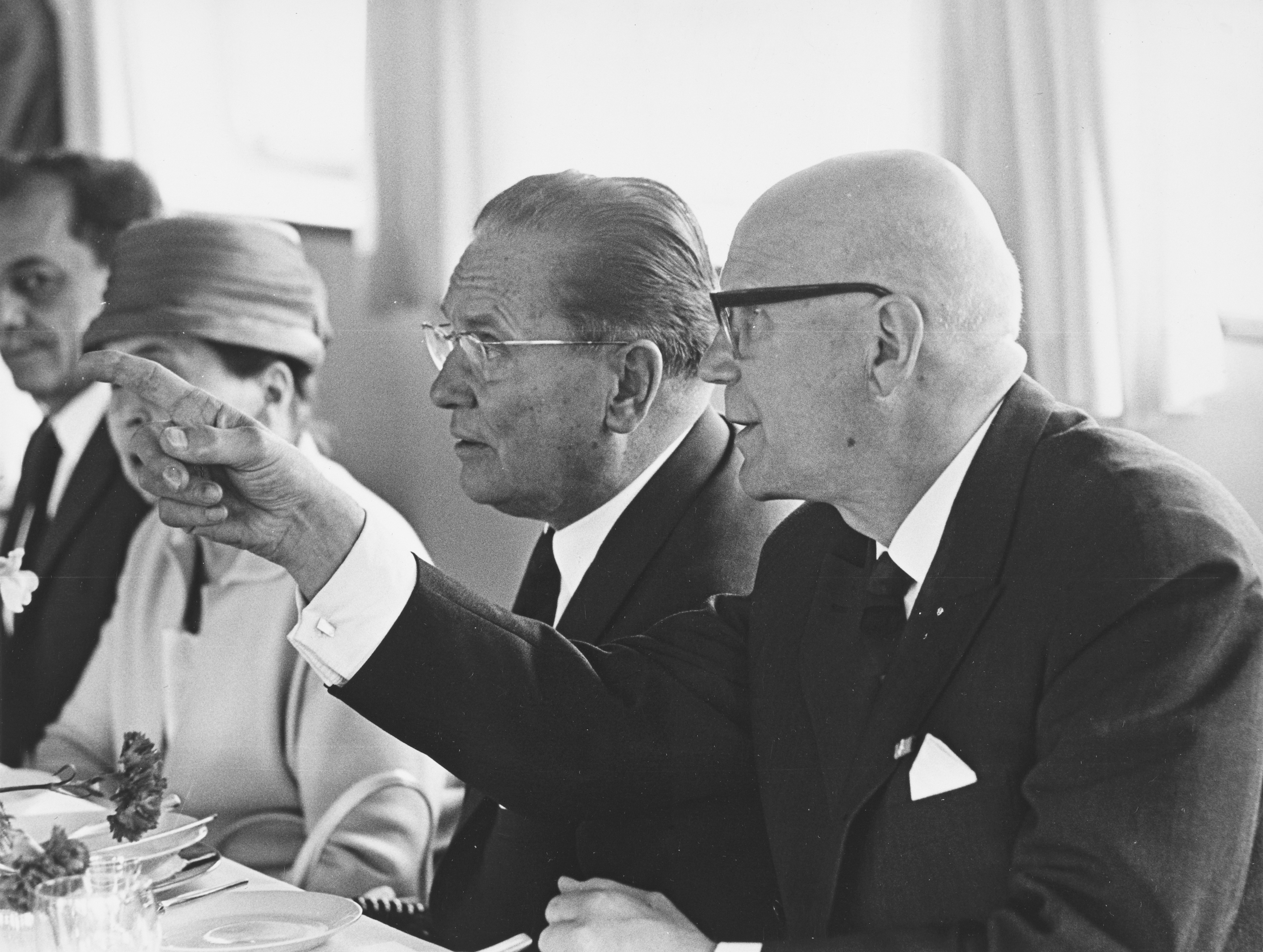
Tito e o presidente finlandês Urho Kekkonen em Helsinque, 1964

Milhares de conselheiros militares iugoslavos viajaram para a Guiné após a sua descolonização e enquanto o governo francês tentava desestabilizar o país. Tito também ajudou secretamente movimentos de libertação de esquerda a desestabilizar o império colonial português. Ele viu o assassinato de Patrice Lumumba em 1961 como o “maior crime da história contemporânea”. As academias militares do país acolheram ativistas de esquerda da SWAPO (Namíbia) e do Congresso Pan-Africano da Azania (África do Sul) como parte dos esforços de Tito para minar o apartheid na África do Sul. Em 1980, os serviços de inteligência da África do Sul e da Argentina conspiraram para retribuir o “favor” trazendo secretamente 1.500 guerrilheiros comunistas anti-urbanos para a Iugoslávia. A operação visava derrubar Tito e foi planejada durante os Jogos Olímpicos de Verão de 1980 em Moscou, para que os soviéticos estivessem ocupados demais para reagir. A operação foi finalmente abandonada devido à morte de Tito e as forças armadas iugoslavas aumentaram o seu nível de alerta.
Em 1953, Tito viajou para a Grã-Bretanha para uma visita de Estado e encontrou-se com Winston Churchill. Ele também visitou Cambridge e visitou a Biblioteca da Universidade.
Tito visitou a Índia de 22 de dezembro de 1954 a 8 de janeiro de 1955. Após seu retorno, ele removeu muitas restrições às igrejas e instituições espirituais na Iugoslávia.

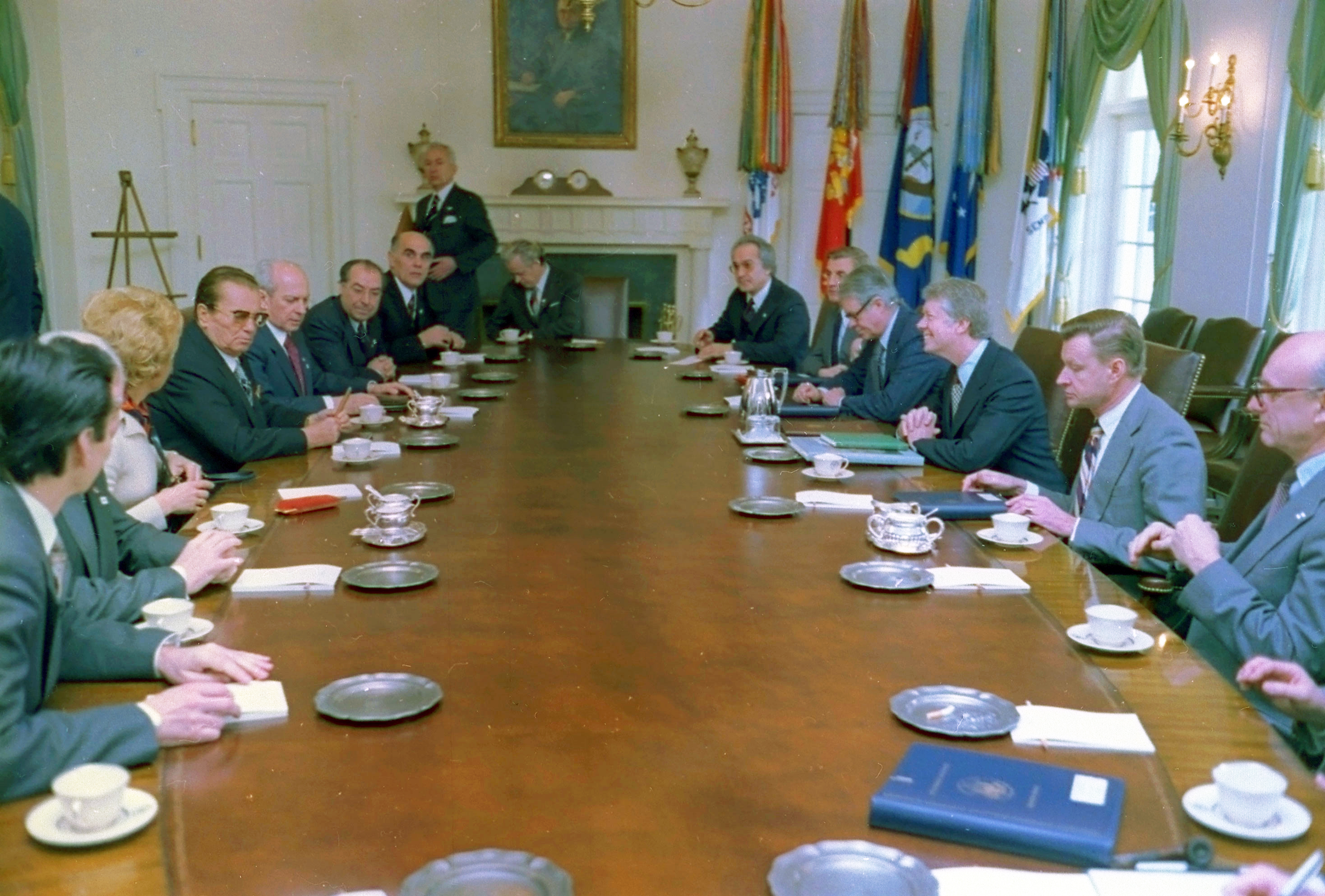
Tito e Jimmy Carter realizam uma reunião entre autoridades dos EUA e da Iugoslávia em 1978

Tito também desenvolveu relações calorosas com a Birmânia sob U Nu, viajando para o país em 1955 e novamente em 1959, embora não tenha recebido o mesmo tratamento em 1959 do novo líder, Ne Win. Tito tinha uma amizade especialmente próxima com o príncipe Norodom Sihanouk do Camboja, que pregava uma mistura excêntrica de monarquismo, budismo e socialismo, e como Tito, queria que seu país fosse neutro na Guerra Fria. Tito via Sihanouk como uma espécie de alma gêmea que, como ele, teve que lutar para manter a neutralidade de seu país atrasado diante de blocos de poder rivais. Por outro lado, Tito não gostava muito do presidente Idi Amin de Uganda, a quem via como um líder bandido e possivelmente insano.
Devido à sua neutralidade, seria frequentemente raro entre os países comunistas que a Iugoslávia tivesse relações diplomáticas com governos anticomunistas de direita. Por exemplo, a Iugoslávia foi o único país comunista que manteve relações diplomáticas com o Paraguai de Alfredo Stroessner. Enfrentada pela crise económica, a Jugoslávia esteve aberta à venda de fornecimentos de armas a regimes firmemente anticomunistas como o da Guatemala sob Kjell Eugenio Laugerud García durante a Guerra Civil da Guatemala. Excepções notáveis à posição neutra da Jugoslávia em relação aos países anticomunistas incluem a Espanha Franquista, a Grécia sob a ditadura dos coronéis e o Chile sob Pinochet; A Iugoslávia foi um dos muitos países que cortaram relações diplomáticas com o Chile após a derrubada de Salvador Allende.

### Reformas

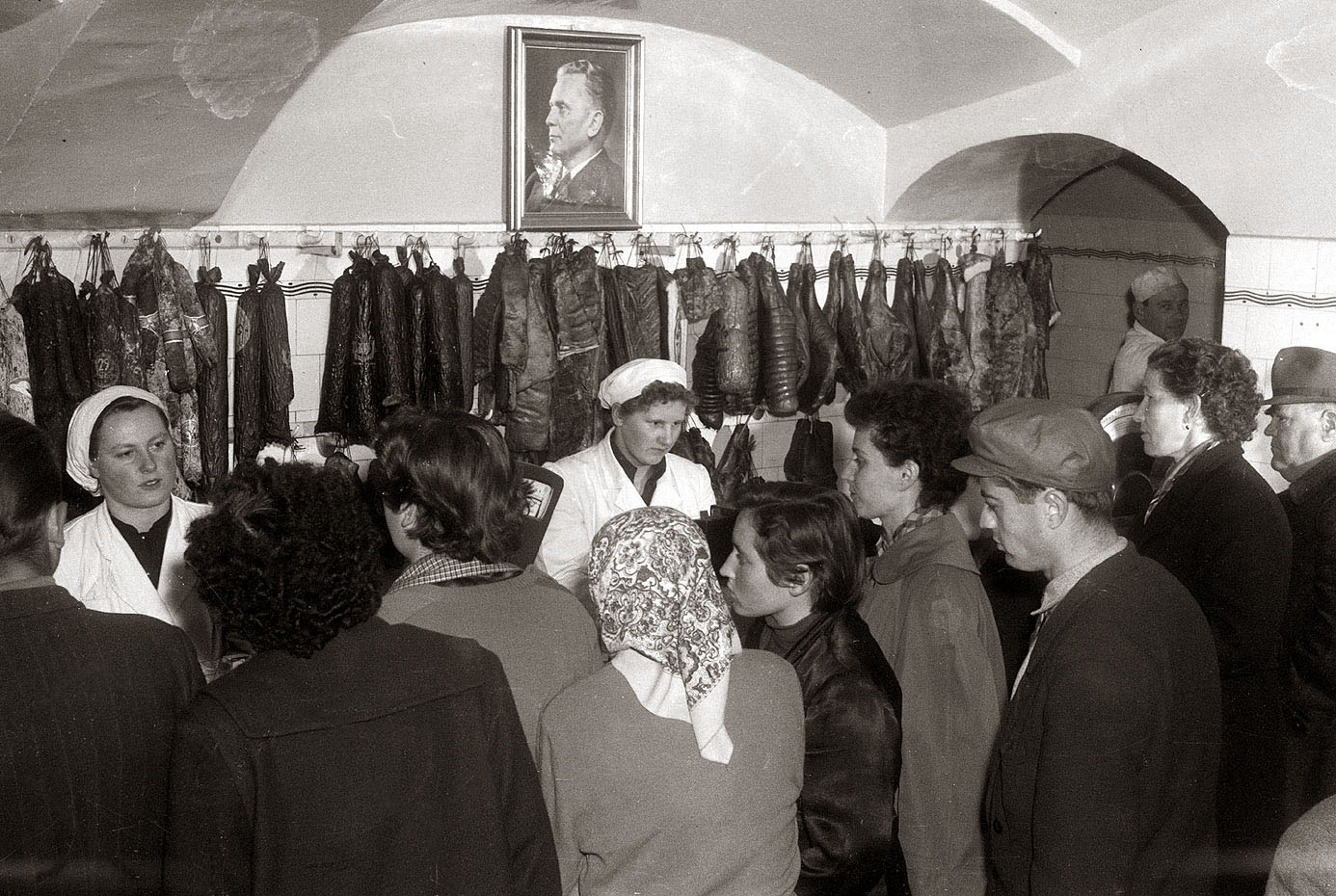
Um açougue em Maribor adornado com um retrato de Tito, 1957

A partir da década de 1950, o governo de Tito permitiu que trabalhadores iugoslavos fossem para a Europa Ocidental, especialmente para a Alemanha Ocidental, como Gastarbeiter ("trabalhadores convidados"). A exposição de muitos iugoslavos ao Ocidente e à sua cultura levou muitas pessoas na Iugoslávia a se considerarem culturalmente mais próximas da Europa Ocidental do que da Europa Oriental. No outono de 1960, Tito conheceu o presidente Dwight D. Eisenhower na reunião da Assembleia Geral das Nações Unidas. Tito e Eisenhower discutiram uma série de questões, desde o controlo de armas até ao desenvolvimento económico. Quando Eisenhower observou que a neutralidade da Iugoslávia era "neutra do seu lado", Tito respondeu que a neutralidade não implicava passividade, mas significava "não tomar partido". Em 7 de abril de 1963, o país mudou seu nome oficial de “República Popular Federal” para “República Federal Socialista” da Iugoslávia. As reformas econômicas incentivaram a iniciativa privada de pequena escala (até cinco trabalhadores a tempo inteiro; a maioria destes eram empresas familiares e as maiores na agricultura) e relaxaram enormemente as restrições à expressão religiosa. Posteriormente, Tito fez uma turnê pelas Américas. No Chile, dois ministros do governo renunciaram devido à sua visita àquele país.

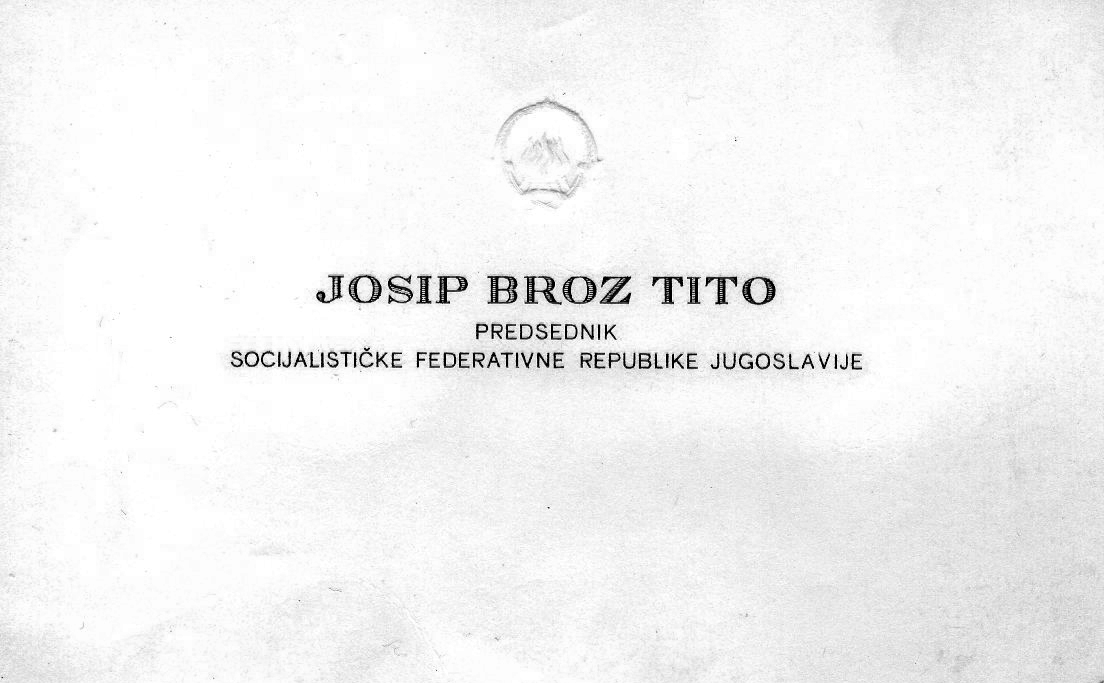
Cartão telefônico de Tito de 1967

Em 1966, um acordo com a Santa Sé, fomentado em parte pela morte em 1960 do arcebispo anticomunista de Zagreb, Aloysius Stepinac, e pelas mudanças na abordagem da Igreja para resistir ao comunismo originadas no Concílio Vaticano II, concedeu nova liberdade aos iugoslavos. Igreja Católica Romana, especialmente para catequizar e abrir seminários. O acordo também aliviou as tensões, que impediam a nomeação de novos bispos na Iugoslávia desde 1945. A Santa Sé e a Jugoslávia reconciliaram as suas relações e trabalharam juntas para alcançar a paz no Vietnã. O novo socialismo de Tito encontrou oposição dos comunistas tradicionais, culminando numa conspiração liderada por Aleksandar Ranković. Alegadamente, a acusação pela qual foi destituído do poder e expulso da LCY foi a de ter grampeado os alojamentos de trabalho e de dormir de Josip Broz Tito, bem como de muitos outros altos funcionários do governo. Ranković esteve, durante quase vinte anos, à frente da Administração de Segurança do Estado (UDBA), bem como Secretário Federal de Assuntos Internos. A sua posição como líder do partido e a forma de Tito controlar e monitorizar o governo e, até certo ponto, o povo incomodaram muitos, especialmente a geração mais jovem e mais recente de funcionários do governo que trabalhavam em prol de uma sociedade jugoslava mais liberal. No mesmo ano, Tito declarou que os comunistas devem doravante traçar o rumo da Jugoslávia pela força dos seus argumentos (implicando o abandono da ortodoxia leninista e o desenvolvimento do socialismo liberal).
Em 1 de Janeiro de 1967, a Iugoslávia tornou-se o primeiro país comunista a abrir as suas fronteiras a todos os visitantes estrangeiros e a abolir a exigência de vistos. No mesmo ano, Tito tornou-se ativo na promoção de uma resolução pacífica do conflito árabe-israelense. O seu plano exigia que os árabes reconhecessem o estado de Israel em troca dos territórios recentemente ocupados por Israel.
Em 1968, Tito ofereceu-se para voar para Praga com três horas de antecedência se o líder checoslovaco Alexander Dubček precisasse de ajuda para enfrentar os soviéticos. Em abril de 1969, Tito destituiu os generais Ivan Gošnjak e Rade Hamović após a invasão da Tchecoslováquia devido ao despreparo do exército iugoslavo para responder a uma invasão semelhante da Iugoslávia.

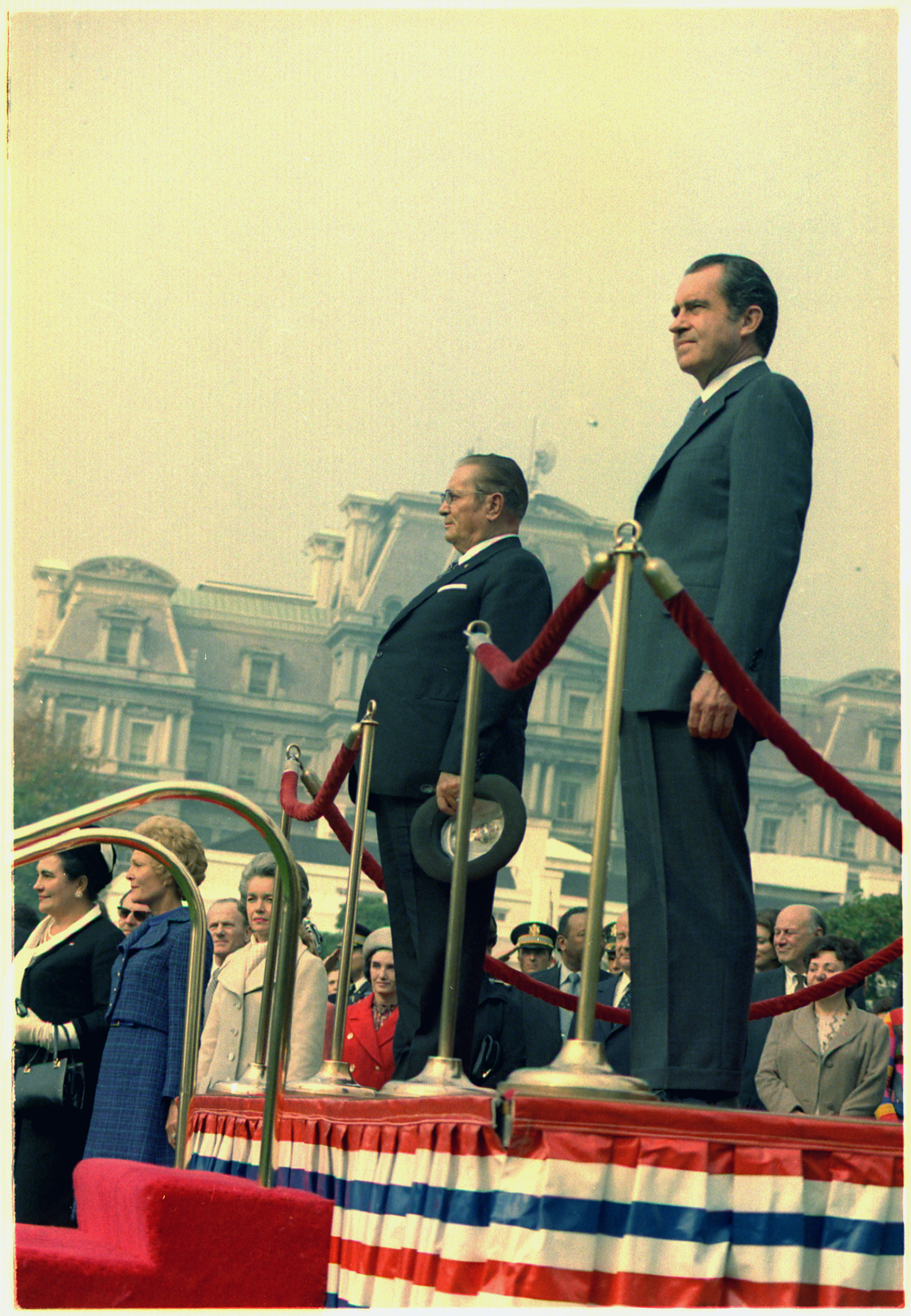
Tito com o presidente dos EUA Richard Nixon na Casa Branca, 28 de outubro de 1971

Em 1971, Tito foi reeleito Presidente da Iugoslávia pela Assembleia Federal pela sexta vez. No seu discurso perante a Assembleia Federal, apresentou 20 alterações constitucionais abrangentes que proporcionariam um quadro actualizado no qual o país se basearia. As alterações previam uma presidência colectiva, um órgão de 22 membros composto por representantes eleitos de seis repúblicas e duas províncias autónomas. O órgão teria um único presidente da presidência e a presidência seria rotativa entre seis repúblicas. Quando a Assembleia Federal não conseguisse chegar a acordo sobre a legislação, a presidência colectiva teria o poder de governar por decreto. As alterações também previam um gabinete mais forte, com poder considerável para iniciar e implementar legislação independentemente do Partido Comunista. Džemal Bijedić foi escolhido como primeiro-ministro. As novas alterações visavam descentralizar o país, concedendo maior autonomia às repúblicas e províncias. O governo federal manteria autoridade apenas sobre assuntos externos, defesa, segurança interna, assuntos monetários, comércio livre na Jugoslávia e empréstimos de desenvolvimento às regiões mais pobres. O controlo da educação, da saúde e da habitação seria exercido inteiramente pelos governos das repúblicas e das províncias autónomas.
A maior força de Tito, aos olhos dos comunistas ocidentais, tinha sido a supressão das insurreições nacionalistas e a manutenção da unidade em todo o país. Foi o apelo de Tito à fraternidade e à unidade, e métodos relacionados, que manteve unido o povo da Iugoslávia. Esta capacidade foi posta à prova várias vezes durante o seu reinado, nomeadamente durante a Primavera Croata (também referida como Masovni pokret ou Maspok, que significa "Movimento de Massa") quando o governo suprimiu tanto as manifestações públicas quanto as opiniões divergentes dentro do Partido Comunista. Apesar desta supressão, muitas das exigências de Maspok, incluindo a descentralização, foram posteriormente concretizadas com a nova constituição, fortemente apoiada pelo próprio Tito contra a oposição do ramo sérvio do partido, que favorecia a centralização. Em 16 de maio de 1974, a nova Constituição foi aprovada e Tito, de 82 anos, foi nomeado presidente vitalício. No entanto, a constituição de 1974 causou problemas à economia iugoslava e distorceu o seu mecanismo de mercado, o que levou à futura escalada das tensões étnicas.
As visitas de Tito aos Estados Unidos evitaram a maior parte do Nordeste devido às grandes minorias de emigrantes iugoslavos ressentidos com o comunismo na Iugoslávia. A segurança para as visitas de Estado era geralmente alta para mantê-lo longe dos manifestantes, que frequentemente queimavam a bandeira iugoslava. Durante uma visita às Nações Unidas no final da década de 1970, emigrantes gritaram "Tito assassino" à porta do seu hotel em Nova Iorque, pelo que ele protestou junto das autoridades dos Estados Unidos.

## Anos finais e morte
Após as mudanças constitucionais de 1974, Tito começou a reduzir o seu papel na gestão quotidiana do Estado, transferindo grande parte dele para o primeiro-ministro que era o chefe do governo, mas manteve a palavra final sobre todas as principais decisões políticas como Presidente e chefe de estado e como chefe da Liga dos Comunistas da Iugoslávia. Continuou a viajar para o estrangeiro e a receber visitantes estrangeiros, indo a Pequim em 1977 e reconciliando-se com a liderança chinesa que outrora o classificara como revisionista. Por sua vez, o presidente Hua Guofeng visitou a Iugoslávia em 1979. Em 1978, Tito viajou para os EUA. Durante a visita, foi imposta uma segurança rigorosa em Washington, DC, devido a protestos de grupos anticomunistas croatas, sérvios e albaneses.

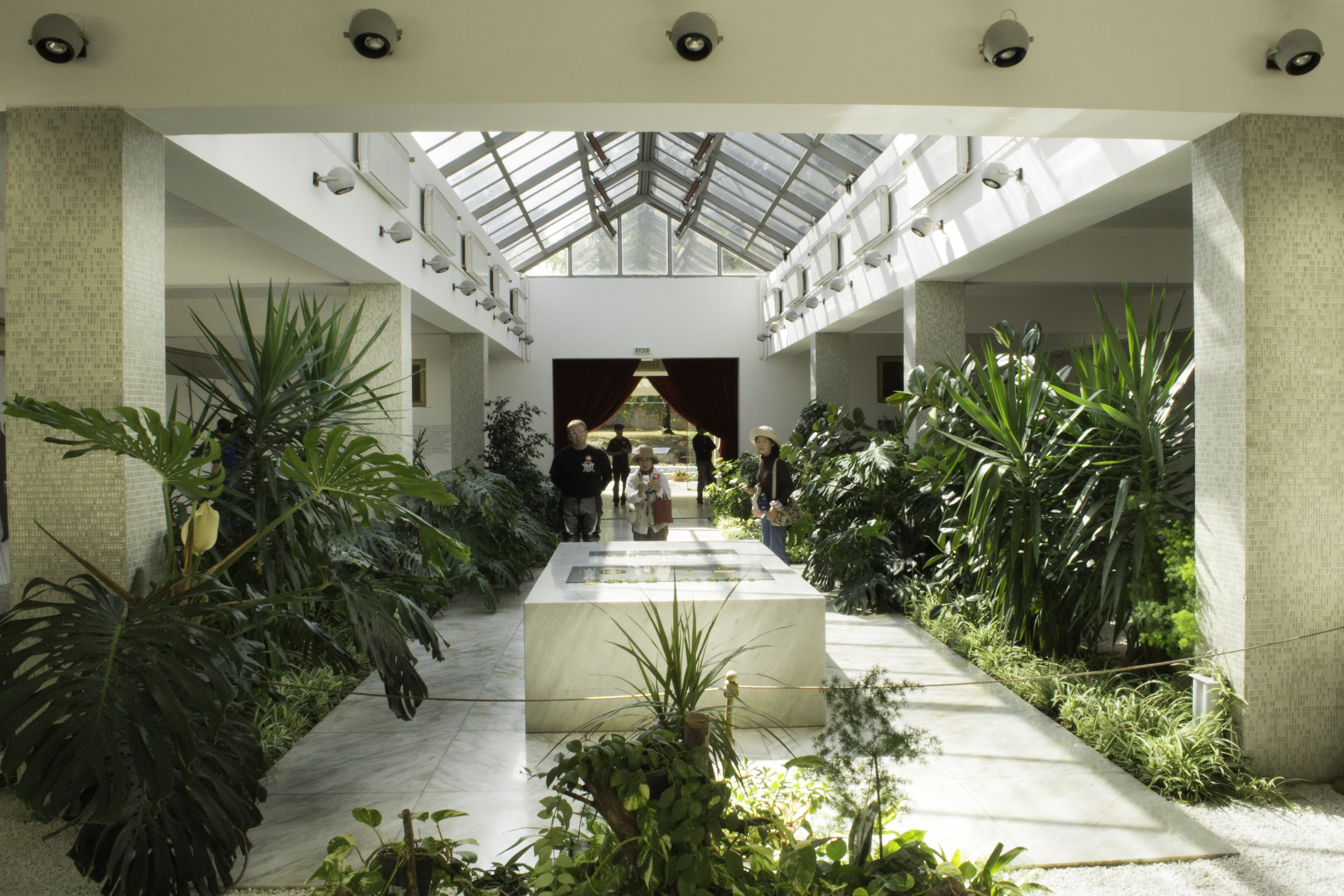
Tumba de Tito

Tito ficou cada vez mais doente ao longo de 1979. Durante este período, a Vila Srna foi construída para seu uso perto de Morović em caso de recuperação. Em 7 de janeiro e novamente em 12 de janeiro de 1980, Tito foi internado no Centro Médico de Liubliana, capital da República Socialista da Eslovénia, com problemas de circulação nas pernas. A própria teimosia e recusa de Tito em permitir que os médicos realizassem a necessária amputação de sua perna esquerda contribuíram para sua eventual morte por infecção induzida por gangrena. Seu ajudante testemunhou mais tarde que Tito ameaçou tirar a própria vida se sua perna fosse amputada e que ele teve que esconder a pistola de Tito com medo de cumprir suas ameaças. Depois de uma conversa privada com seus dois filhos, Žarko e Mišo Broz, ele finalmente concordou, e sua perna esquerda foi amputada devido a obstruções arteriais. A amputação revelou-se tarde demais e Tito morreu no Centro Médico de Liubliana em 4 de maio de 1980, três dias antes de completar 88 anos.
O funeral de estado de Josip Broz Tito atraiu muitos estadistas mundiais. Atraiu líderes governamentais de 129 estados. Pelo número de políticos e delegações estaduais presentes, na época foi o maior funeral estadual da história; esta concentração de dignitários seria incomparável até o funeral do Papa João Paulo II em 2005 e o serviço memorial de Nelson Mandela em 2013. Os participantes incluíram quatro reis, 31 presidentes, seis príncipes, 22 primeiros-ministros e 47 ministros das Relações Exteriores. Vieram de ambos os lados da Guerra Fria, de 128 países dos 154 membros da ONU na altura.

Reportando sobre sua morte, o The New York Times comentou:
Tito procurou melhorar a vida. Ao contrário de outros que ascenderam ao poder na onda comunista após a Segunda Guerra Mundial, Tito não exigiu por muito tempo que o seu povo sofresse por uma visão distante de uma vida melhor. Após um período inicial sombrio de influência soviética, Tito avançou em direção a uma melhoria radical da vida no país. A Iugoslávia tornou-se gradualmente um ponto brilhante em meio ao cinza geral da Europa Oriental.

—The New York Times, 5 de maio de 1980.
Tito foi enterrado na Casa das Flores, um mausoléu em Belgrado que faz parte de um complexo memorial nas dependências do Museu de História Iugoslava (anteriormente denominado "Museu 25 de Maio" e "Museu da Revolução"). O museu guarda os presentes que Tito recebeu durante sua presidência. A coleção inclui gravuras originais de Los Caprichos de Francisco Goya, e muitas outras.

## Avaliação

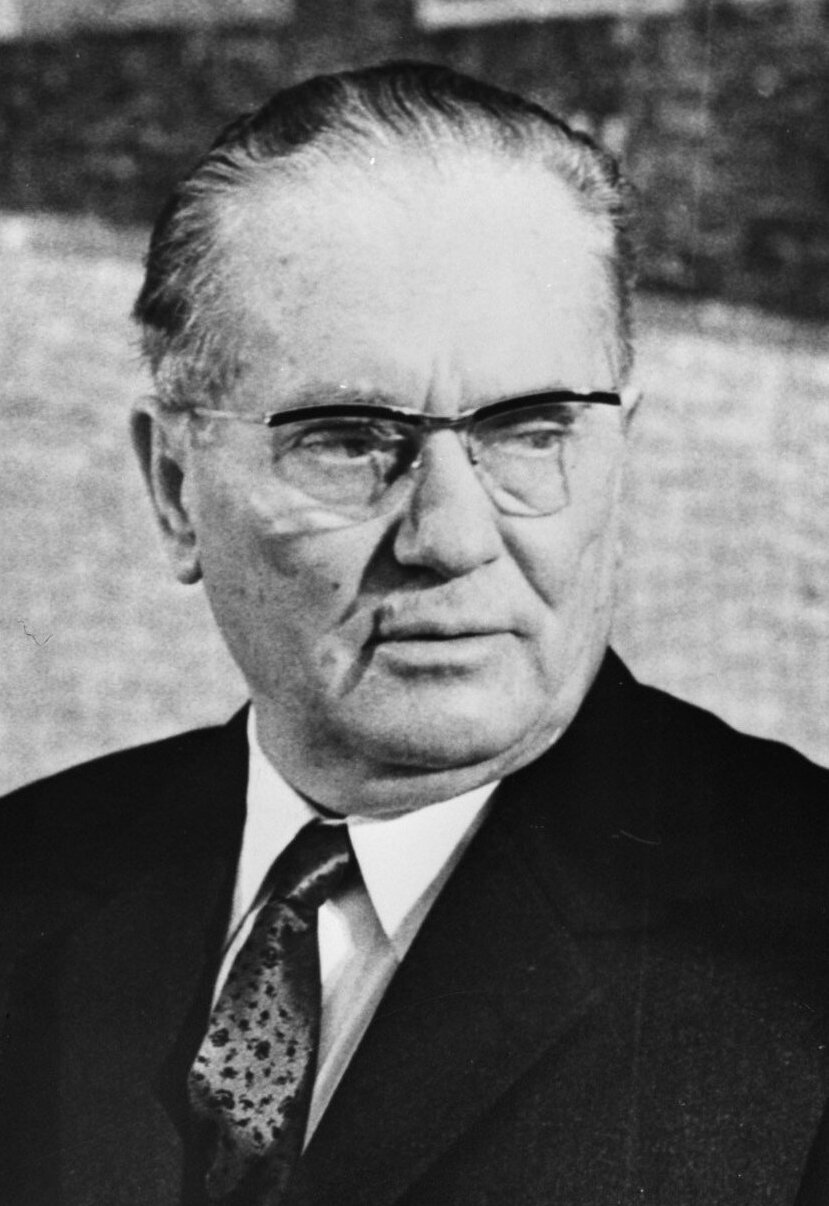
Tito em 1970

Dominic McGoldrick escreve que, como chefe de um regime "altamente centralizado e opressivo", Tito exercia um poder tremendo na Iugoslávia, com o seu governo autoritário administrado através de uma burocracia elaborada que suprimia rotineiramente os direitos humanos. As principais vítimas desta repressão foram durante os primeiros anos conhecidos e alegados stalinistas, como Dragoslav Mihailović e Dragoljub Mićunović, mas durante os anos seguintes, até mesmo alguns dos mais proeminentes entre os colaboradores de Tito foram presos. Em 19 de novembro de 1956, Milovan Đilas, talvez o mais próximo dos colaboradores de Tito e amplamente considerado como seu possível sucessor, foi preso por causa das suas críticas ao regime de Tito. Victor Sebestyen escreve que Tito "era tão brutal quanto" Stalin. A repressão não excluiu intelectuais e escritores, como Venko Markovski, que foi detido e enviado para a prisão em janeiro de 1956 por escrever poemas considerados anti-Titoístas.
Mesmo que, após as reformas de 1961, a presidência de Tito se tenha tornado comparativamente mais liberal do que outros regimes comunistas, o Partido Comunista continuou a alternar entre o liberalismo e a repressão. A Iugoslávia conseguiu permanecer independente da União Soviética, e seu tipo de socialismo era, em muitos aspectos, a inveja da Europa Oriental, mas a Iugoslávia de Tito permaneceu um estado policial rigidamente controlado. Segundo David Matas, fora da União Soviética, a Iugoslávia tinha mais presos políticos do que todo o resto da Europa Oriental combinado. A polícia secreta de Tito foi inspirada na KGB soviética. Os seus membros estiveram sempre presentes e muitas vezes agiram extrajudicialmente,  com vítimas incluindo intelectuais de classe média, liberais e democratas. A Iugoslávia foi signatária do Pacto Internacional sobre Direitos Civis e Políticos, mas pouca atenção foi dada a algumas de suas disposições.

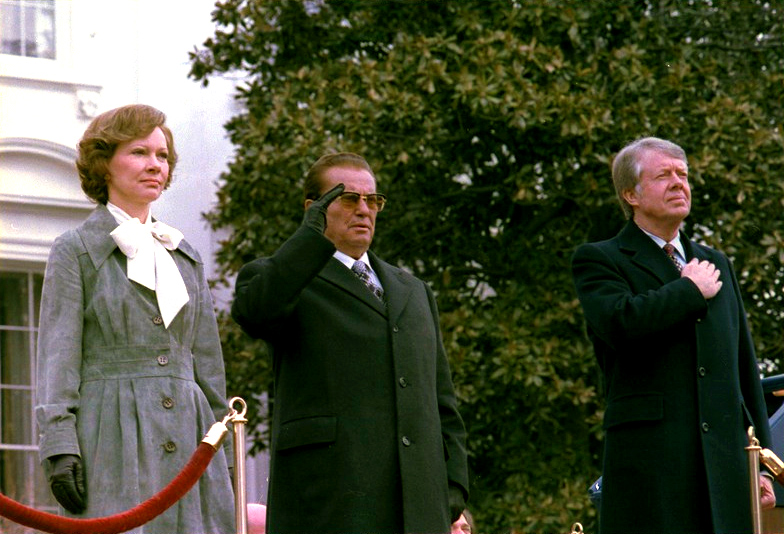
Tito com o presidente dos EUA Jimmy Carter em Washington, 7 de março de 1978

A Iugoslávia de Tito baseava-se no respeito pela nacionalidade, embora Tito expurgasse impiedosamente quaisquer florescimentos de nacionalismo que ameaçassem a federação jugoslava. No entanto, o contraste entre a deferência dada a alguns grupos étnicos e a severa repressão de outros foi nítido. A lei jugoslava garantia que as nacionalidades utilizassem a sua língua, mas para os albaneses étnicos, a afirmação da identidade étnica era severamente limitada. Quase metade dos presos políticos na Jugoslávia eram de etnia albanesa, presos por afirmarem a sua identidade étnica.
O desenvolvimento da Iugoslávia no pós-guerra foi impressionante, mas o país enfrentou dificuldades econômicas por volta de 1970 e sofreu um desemprego e uma inflação significativos.
Documentos desclassificados do estado da CIA em 1967, já era claro que, embora o modelo económico de Tito tivesse alcançado um crescimento do produto nacional bruto em torno de 7%, também criou investimento industrial frequentemente imprudente e um défice crónico na balança de pagamentos do país. Na década de 1970, o crescimento descontrolado criou frequentemente uma inflação crónica, que Tito e o Partido não conseguiram estabilizar ou moderar totalmente. A Jugoslávia também pagou juros elevados sobre os empréstimos em comparação com a taxa LIBOR, mas a presença de Tito aliviou os receios dos investidores, uma vez que ele provou estar disposto e capaz de implementar reformas impopulares. Em 1979, com a morte de Tito no horizonte, uma recessão global na economia, um aumento consistente do desemprego e um abrandamento do crescimento para 5,9% ao longo da década de 1970, tornou-se provável que "o rápido crescimento económico a que os Jugoslavos [havia] se habituado" iria declinar agressivamente.
Com a aprovação da Constituição Iugoslava de 1974, Tito iniciou o que, segundo A. Ross Johnson do Departamento de Estado dos Estados Unidos, "constituiu o primeiro esforço na Iugoslávia do pós-guerra (e a primeira tentativa em qualquer sistema comunista) de estabelecer despersonalizado e institucionalizado 'regras do jogo' nos órgãos de decisão do Partido destinadas a aplicar-se ao período de sucessão". Este sistema criou uma presidência estadual e partidária governada coletivamente, cada uma limitada a um mandato de um ano. No entanto, este sistema constitucional pode ter contribuído para o colapso da Iugoslávia, de acordo com o professor Robert M. Hayden, "Embora talvez nenhuma estrutura federal pudesse ter contido as pressões políticas da Iugoslávia em 1989/91, as falhas da constituição de 1974 serviu para garantir que se tornassem incontroláveis, tornando assim a guerra civil virtualmente inevitável. A responsabilidade pela guerra deve, portanto, ser partilhada entre os eslovenos, cujas ações destruíram a estrutura federal, Milošević, cuja política agressiva incitou os eslovenos a fazê-lo, e os redatores da constituição, que fizeram a quimera de uma "confederação "parece uma estrutura constitucional razoável".

## Legado

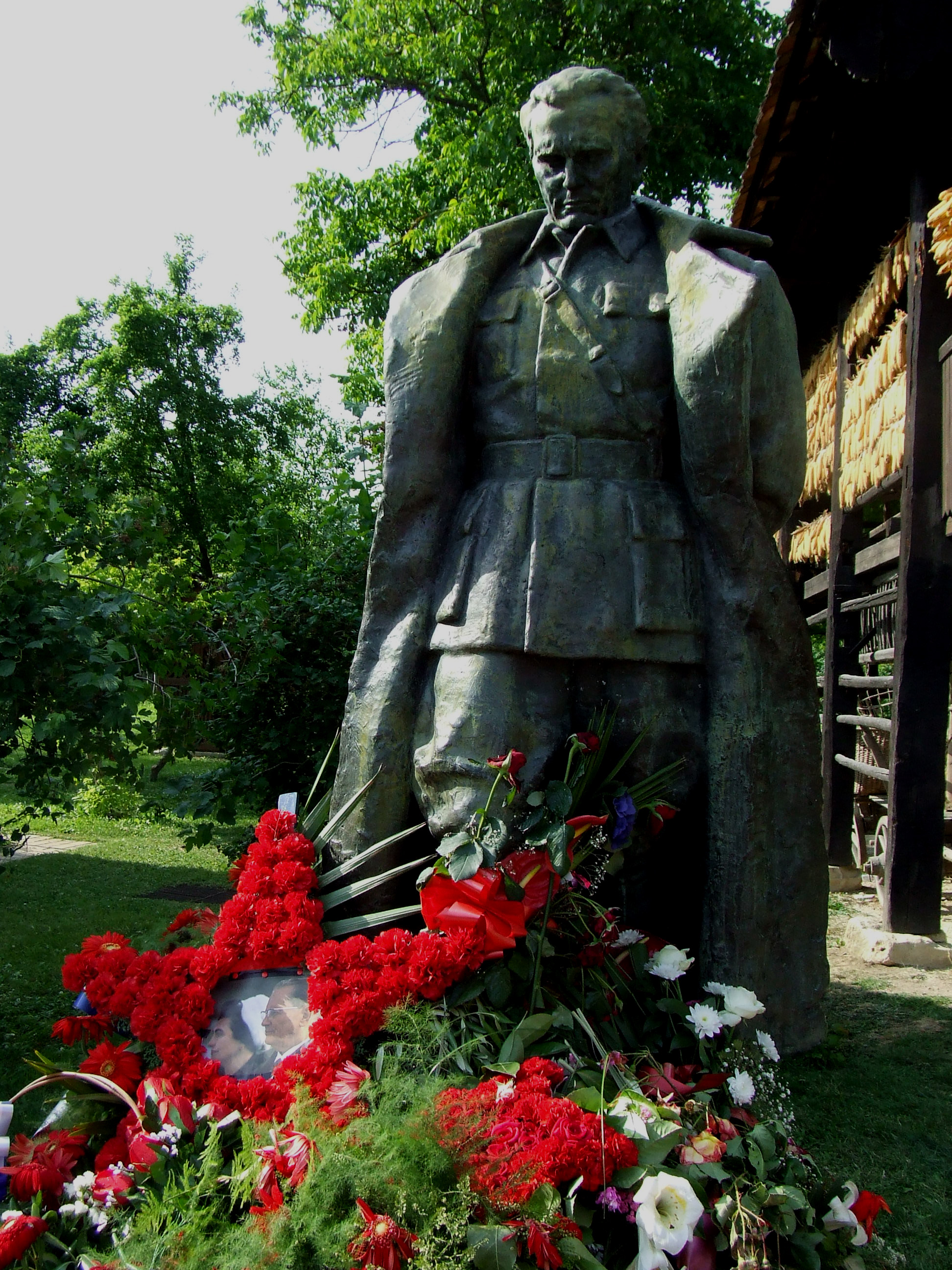
Estátua de Tito na aldeia onde nasceu, Kumrovec

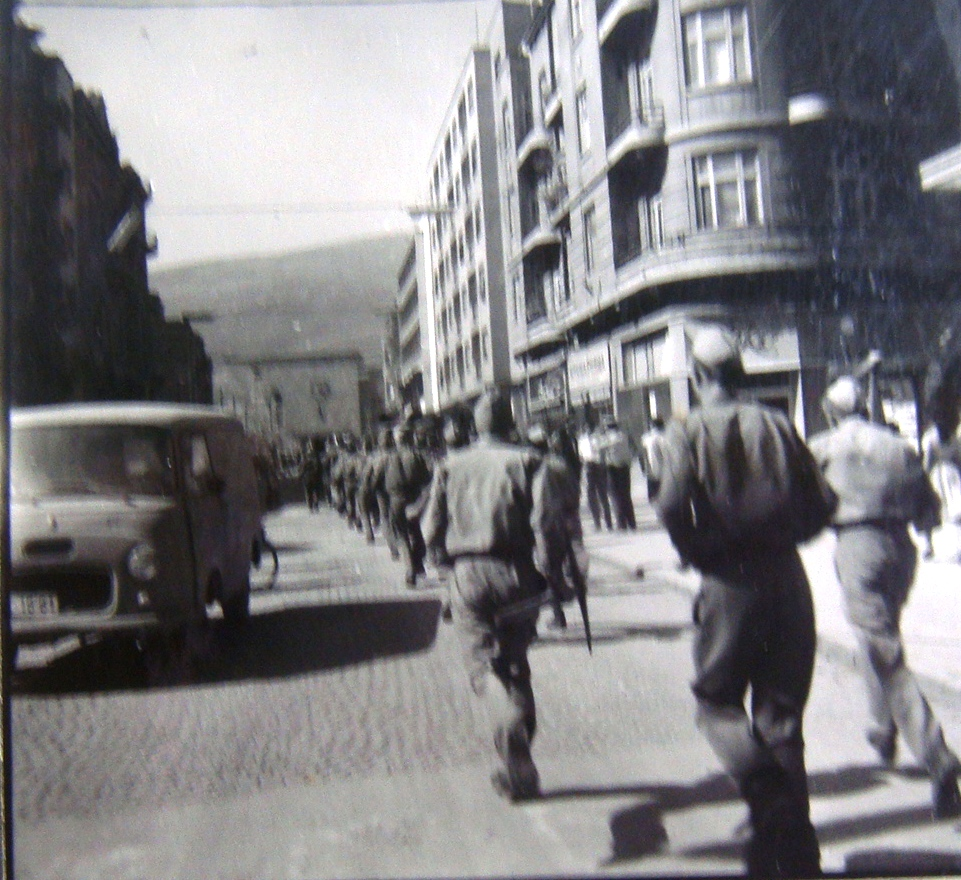
Rua Marechal Tito em Skopje (Exército Popular Iugoslavo fornece apoio após o terremoto de 26 de julho de 1963)

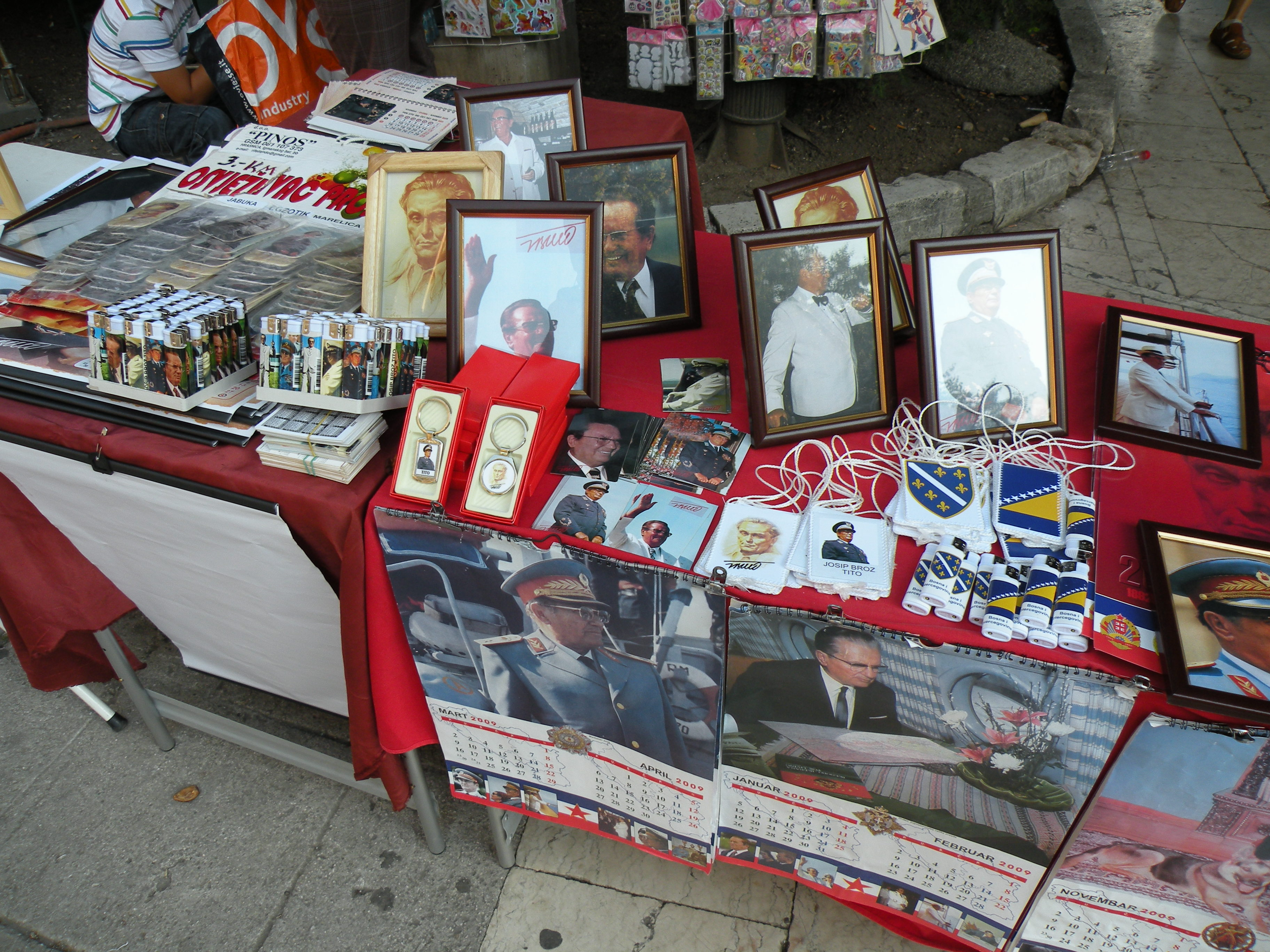
Lembranças de Tito em um mercado em Sarajevo, Bósnia e Herzegovina, 2009

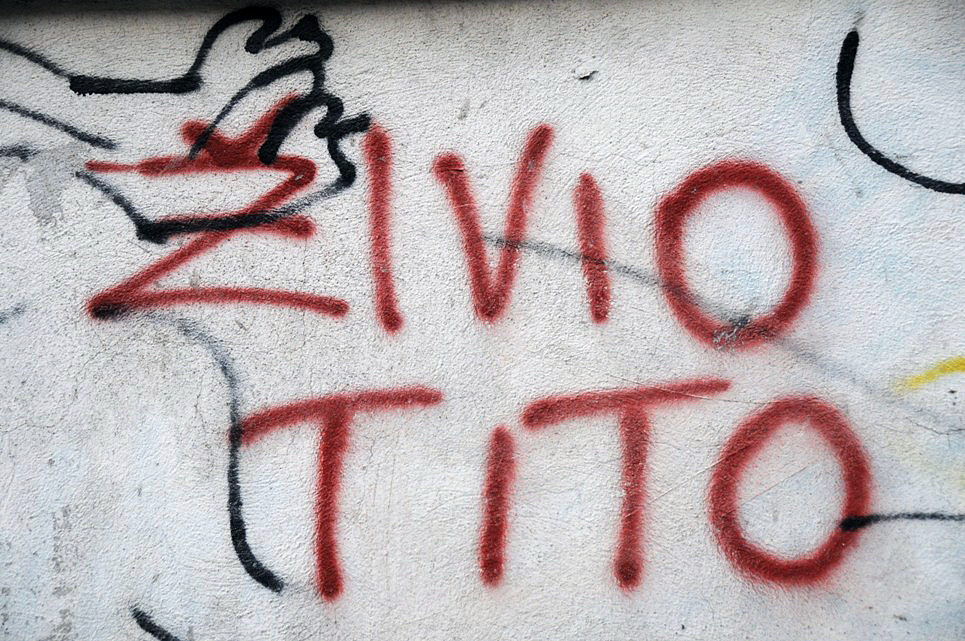
"Viva Tito", grafite em Mostar, Bósnia e Herzegovina, 2009

Tito é creditado por transformar a Iugoslávia de uma nação pobre numa nação de rendimento médio que viu grandes melhorias nos direitos das mulheres, na saúde, na educação, na urbanização, na industrialização e em muitas outras áreas do desenvolvimento humano e econômico. Uma sondagem de 2010 concluiu que 81% dos sérvios acreditam que a vida era melhor sob Tito. Tito também ficou em primeiro lugar na pesquisa "O Maior Croata", realizada em 2003 pela revista semanal croata Nacional.
Durante a sua vida e especialmente no primeiro ano após a sua morte, vários lugares receberam o nome de Tito; desde então, vários deles retornaram aos seus nomes originais.
Por exemplo, Podgoritza, anteriormente Titogrado (embora o aeroporto internacional de Podgorica ainda seja identificado pelo código TGD), e Užice, anteriormente conhecido como Titovo Užice, que voltou ao seu nome original em 1992. As ruas de Belgrado, a capital, voltaram todas aos seus nomes originais pré-Segunda Guerra Mundial e também pré-comunistas. Em 2004, a estátua de Broz de Antun Augustinčić em sua cidade natal, Kumrovec, foi decapitada em uma explosão. Posteriormente foi reparado. Duas vezes em 2008, protestos ocorreram na então Praça Marechal Tito de Zagreb (desde 2017 Praça da República da Croácia), organizados por um grupo chamado Círculo pela Praça (Krug za Trg), com o objetivo de forçar o governo da cidade a renomeá-lo com o nome anterior, enquanto um contraprotesto da Iniciativa de Cidadãos Contra o Ustašismo ( Građanska inicijativa protiv ustaštva) acusou o “Círculo pela Praça” de revisionismo histórico e neofascismo. O presidente croata, Stjepan Mesić, criticou a manifestação para mudar o nome.
Na cidade costeira croata de Opatija, a rua principal (também a rua mais longa) ainda leva o nome de Marechal Tito. Rijeka, terceira maior cidade da Croácia, também se recusa a mudar o nome de uma das praças do centro da cidade que leva o nome de Tito. Existem ruas com o nome de Tito em várias cidades da Sérvia, principalmente no norte do país (Voivodina). Uma das principais ruas do centro de Sarajevo se chama Rua Marechal Tito, e a estátua de Tito em um parque em frente ao campus universitário (ex. O quartel do JNA "Maršal Tito") em Marijin Dvor é um lugar onde os bósnios e sarajenhos ainda hoje comemoram e prestam homenagem a Tito. O maior monumento a Tito do mundo, cerca de 10m de altura, está localizado na Praça Tito (em esloveno:  Titov trg), a praça central de Velenje, Eslovênia. Uma das principais pontes da segunda maior cidade da Eslovênia, Maribor, é a Ponte Tito (em esloveno:  Titov most). A praça central de Koper, a maior cidade portuária da Eslovênia, chama-se Praça Tito. O asteroide do cinturão principal 1550 Tito, descoberto pelo astrônomo sérvio Milorad B. Protić no Observatório de Belgrado em 1937, foi nomeado em sua homenagem.
Tito recebeu uma nomeação para o Prêmio Nobel da Paz em 1973. 
A historiadora croata Marijana Belaj escreveu que para algumas pessoas na Croácia e em outras partes da ex-Iugoslávia, Tito é lembrado como uma espécie de santo secular, mencionando como alguns croatas mantêm retratos de santos católicos junto com um retrato de Tito em suas paredes como um maneira de trazer esperança.  A prática de escrever cartas a Tito continuou muito depois de sua morte, com vários sites na ex-Iugoslávia inteiramente dedicados como fóruns para as pessoas enviarem cartas póstumas a ele, onde muitas vezes falam sobre vários problemas pessoais.  Todos os anos, em 25 de maio, vários milhares de pessoas da ex-Iugoslávia se reúnem na cidade natal de Tito, Kumrovec e em seu local de descanso, Casa das Flores, para prestar homenagem à sua memória e celebrar a antiga a Jornada da Juventude do país, que era na era iugoslava uma das maiores celebrações anuais e seria marcada pelo Revezamento da Juventude com uma promessa de aniversário a Josip Broz Tito. Belaj escreveu que grande parte do apelo póstumo do culto a Tito gira em torno da personalidade comum de Tito e de como ele era apresentado como um "amigo" às pessoas comuns, em contraste com a forma como Stalin era retratado em seu culto à personalidade como um frio, figura distante, semelhante a um deus, cujas qualidades extraordinárias o diferenciam das pessoas comuns. A maioria das pessoas que vêm a Kumrovec no dia 25 de maio para beijar a estátua de Tito são mulheres. Belaji escreveu que o apelo do culto de Tito hoje gira menos em torno do comunismo, observando que a maioria das pessoas que vêm para Kumrovec não acreditam no comunismo, mas sim devido à nostalgia de sua juventude na Iugoslávia de Tito e à afeição por um "comum homem" que se tornou grande. Tito não era um nacionalista croata, mas o fato de Tito se tornar o croata mais famoso do mundo, servindo como líder do Movimento dos Não Alinhados e sendo visto como um importante líder mundial, inspira orgulho em certos bairros da Croácia.
Todos os anos, uma corrida de revezamento "Irmandade e Unidade" é organizada em Montenegro, Macedônia e Sérvia, que termina na "Casa das Flores" em Belgrado, em 25 de maio — o local de descanso final de Tito. Ao mesmo tempo, corredores da Eslovênia, Croácia e Bósnia e Herzegovina partiram para Kumrovec, cidade natal de Tito, no norte da Croácia. O revezamento é um resquício do Revezamento da Juventude da época da Iugoslávia, quando os jovens faziam uma caminhada anual semelhante a pé pela Iugoslávia, que terminava em Belgrado com uma grande celebração.
Tito e Me (Servo-croata: Тито и ја, Tito i ja), um filme de comédia iugoslavo do diretor sérvio Goran Marković, foi lançado em 1992.

Nos anos que se seguiram à dissolução da Iugoslávia, os historiadores começaram a destacar que os direitos humanos foram suprimidos na Iugoslávia sob Tito, particularmente na primeira década até à ruptura Tito-Stalin. Em 4 de outubro de 2011, o Tribunal Constitucional esloveno considerou inconstitucional o nome de Tito para uma rua em Ljubljana em 2009. Embora várias áreas públicas na Eslovênia (nomeadas durante o período iugoslavo) já tenham o nome de Tito, sobre a questão da renomeação de uma rua adicional, o tribunal decidiu que:
O nome "Tito" não simboliza apenas a libertação do território da atual Eslovénia da ocupação fascista na Segunda Guerra Mundial, como alegado pela outra parte no caso, mas também graves violações dos direitos humanos e das liberdades fundamentais, especialmente na década seguinte à Segunda Guerra Mundial.
O tribunal, no entanto, deixou explicitamente claro que o objetivo da revisão "não era um veredicto sobre Tito como figura ou sobre as suas acções concretas, nem uma ponderação histórica de factos e circunstâncias". A Eslovênia tem várias ruas e praças com o nome de Tito, nomeadamente a Praça Tito em Velenje, incorporando uma estátua de 10 metros.
Alguns estudiosos nomearam Tito como responsável pela erradicação sistemática da população étnica alemã (Suábia do Danúbio) na Voivodina por meio de expulsões e execuções em massa após o colapso da ocupação alemã da Iugoslávia no final da Segunda Guerra Mundial, em contraste com sua atitude inclusiva. em relação a outras nacionalidades iugoslavas. Dez anos após a sua morte, a Iugoslávia entrou em colapso em múltiplas guerras civis devastadoras.

## Família e vida pessoal

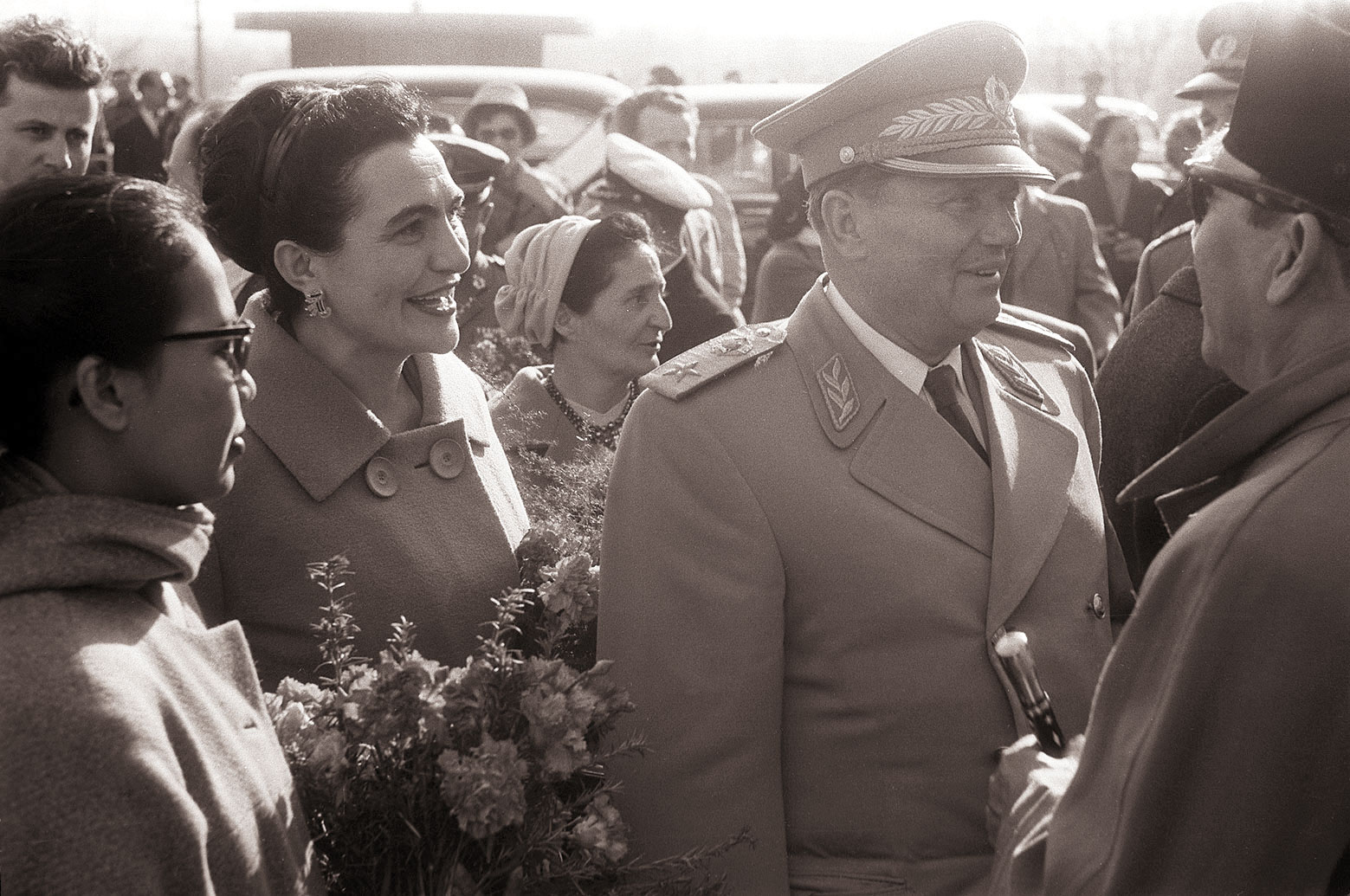
Jovanka Broz e Tito em Postojna, 6 de abril de 1960

Tito foi casado várias vezes e teve vários casos. Em 1918 foi levado para Omsk, na Rússia, como prisioneiro de guerra. Lá ele conheceu Pelagija Belousova, que tinha então quatorze anos; ele se casou com ela um ano depois, e ela se mudou com ele para a Iugoslávia. Eles tiveram cinco filhos, mas apenas o filho Žarko Leon Broz (nascido em 4 de fevereiro de 1924) sobreviveu. Quando Tito foi preso em 1928, Belousova retornou à Rússia. Após o divórcio em 1936, ela se casou novamente.
Em 1936, quando Tito se hospedou no Hotel Lux em Moscou, conheceu a austríaca Lucija Bauer. Eles se casaram em outubro de 1936, mas os registros desse casamento foram posteriormente apagados deliberadamente.
Seu próximo relacionamento foi com Herta Haas, com quem se casou em 1940. Broz partiu para Belgrado após a Guerra de Abril, deixando Haas grávida. Em maio de 1941, ela deu à luz seu filho, Aleksandar "Mišo" Broz. Ao longo de todo o seu relacionamento com Haas, Tito manteve uma vida promíscua e teve um relacionamento paralelo com Davorjanka Paunović, que, sob o codinome "Zdenka Horvat", serviu como mensageiro na resistência e posteriormente tornou-se seu secretário pessoal. Haas e Tito se separaram repentinamente em 1943 em Jajce durante a segunda reunião da AVNOJ, depois que ela teria flagrado ele e Davorjanka. A última vez que Haas viu Broz foi em 1946. Davorjanka morreu de tuberculose em 1946, e Tito insistiu que ela fosse enterrada no quintal do Beli Dvor, sua residência em Belgrado.

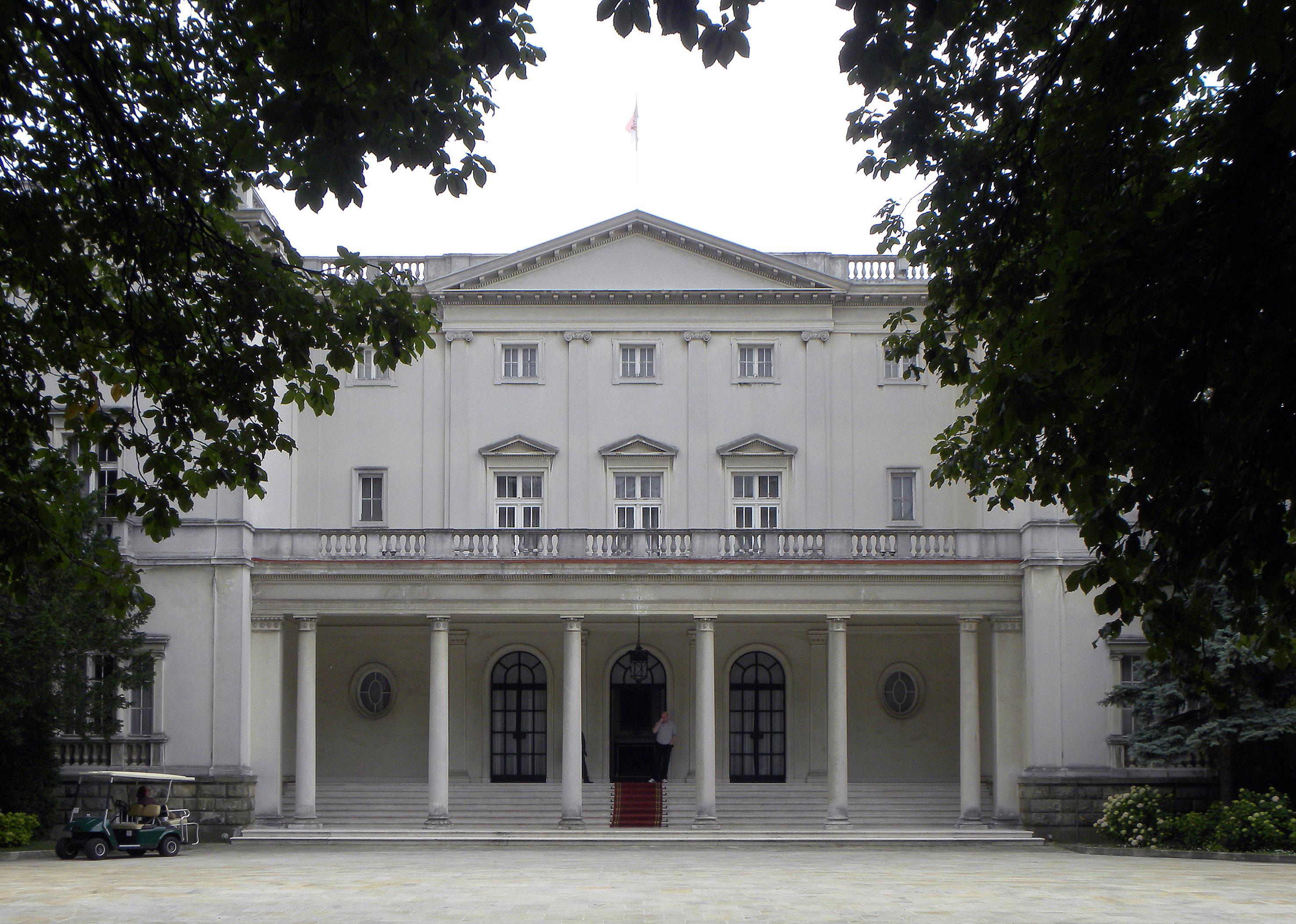
Beli dvor em Belgrado, uma das residências de Tito

Sua esposa mais conhecida foi Jovanka Broz. Tito estava prestes a completar 60 anos, enquanto ela tinha 27, quando finalmente se casaram em abril de 1952, tendo o chefe da segurança do Estado, Aleksandar Ranković, como padrinho. O casamento deles aconteceu de forma um tanto inesperada, já que Tito a rejeitou alguns anos antes, quando seu confidente Ivan Stevo Krajačić a trouxe originalmente. Naquela época, ela tinha 20 e poucos anos e Tito se opunha à sua personalidade enérgica. Não desanimando facilmente, Jovanka continuou trabalhando na Beli Dvor, onde gerenciou a equipe e acabou tendo outra chance. O relacionamento deles não foi feliz, no entanto. Passou por muitos altos e baixos, muitas vezes públicos, com episódios de infidelidades e até alegações de preparação para um golpe de estado por parte desta última dupla. Certos relatórios não oficiais sugerem que Tito e Jovanka se divorciaram formalmente no final dos anos 1970, pouco antes de sua morte. Porém, durante o funeral de Tito, ela esteve oficialmente presente como sua esposa e posteriormente reivindicou direitos de herança. O casal não teve filhos.
Os netos de Tito incluem Saša Broz, diretor de teatro na Croácia; Svetlana Broz, cardiologista e escritora na Bósnia e Herzegovina; Josip Broz (mais conhecido como Joška Broz), um político da Sérvia; Edvard Broz e Natali Klasevski, artesão da Bósnia e Herzegovina.

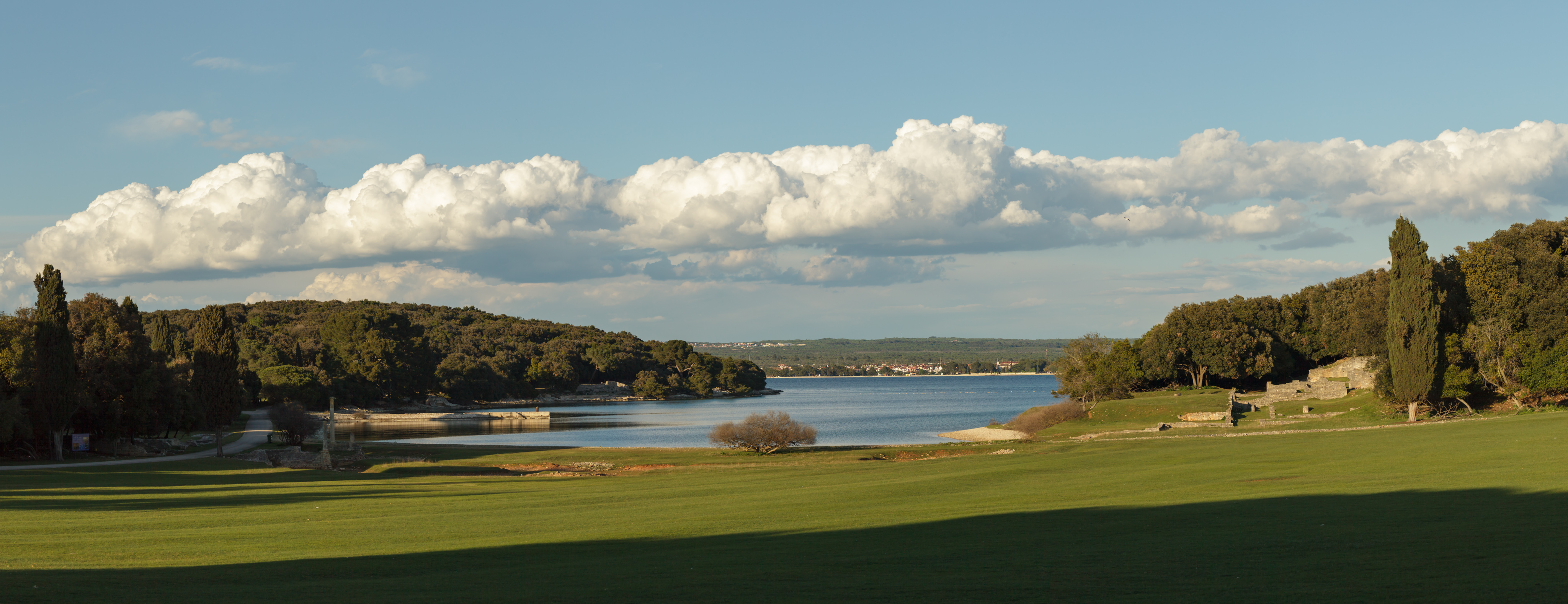
Ilhas Brijuni, local da residência de verão

Como presidente, Tito teve acesso a extensas propriedades (estatais) associadas ao cargo e manteve um estilo de vida luxuoso. Em Belgrado, residia na residência oficial, Beli Dvor, e mantinha uma casa privada separada. As Ilhas Brijuni foram sede da Residência de Verão do Estado a partir de 1949. O pavilhão foi projetado por Jože Plečnik e incluía um zoológico. Perto de 100 chefes de estado estrangeiros visitariam Tito na residência da ilha, juntamente com estrelas de cinema como Elizabeth Taylor, Richard Burton, Sophia Loren, Carlo Ponti e Gina Lollobrigida. Na ilha de Brijuni, um museu exibe fotos dos diversos visitantes que Tito recebeu ao longo de mais de três décadas.
Outra residência foi mantida no Lago Bled, enquanto os terrenos de Karađorđevo foram palco de "caçadas diplomáticas". Em 1974, o presidente iugoslavo tinha à sua disposição 32 residências oficiais, grandes e pequenas, o iate Galeb ("gaivota"), um Boeing 727 como avião presidencial e o Trem Azul. Após a morte de Tito, o Boeing 727 presidencial foi vendido para a Aviogenex, o Galeb permaneceu atracado em Montenegro, enquanto o Trem Azul ficou armazenado em um galpão de trens sérvio por mais de duas décadas. Embora Tito tenha sido a pessoa que ocupou o cargo de presidente durante o período mais longo, a propriedade associada não era privada e grande parte dela continua a ser usada pelos estados sucessores da Iugoslávia, como propriedade pública ou mantida à disposição de altos funcionários e oficiais de classificação.
Quanto ao conhecimento de línguas, Tito respondeu que falava servo-croata, alemão, russo e um pouco de inglês. O biógrafo oficial de Broz e então colega do Comitê Central, Vladimir Dedijer, afirmou em 1953 que ele falava "servo-croata […] Russo, Tcheco, Esloveno […] Alemão (com sotaque vienense) […] entende e lê francês e italiano […] [e] também fala cazaque". No 38º Congresso Mundial de Esperanto, realizado em Zagreb em 1953, Tito revelou seu conhecimento do Esperanto, que aprendeu durante sua prisão. 

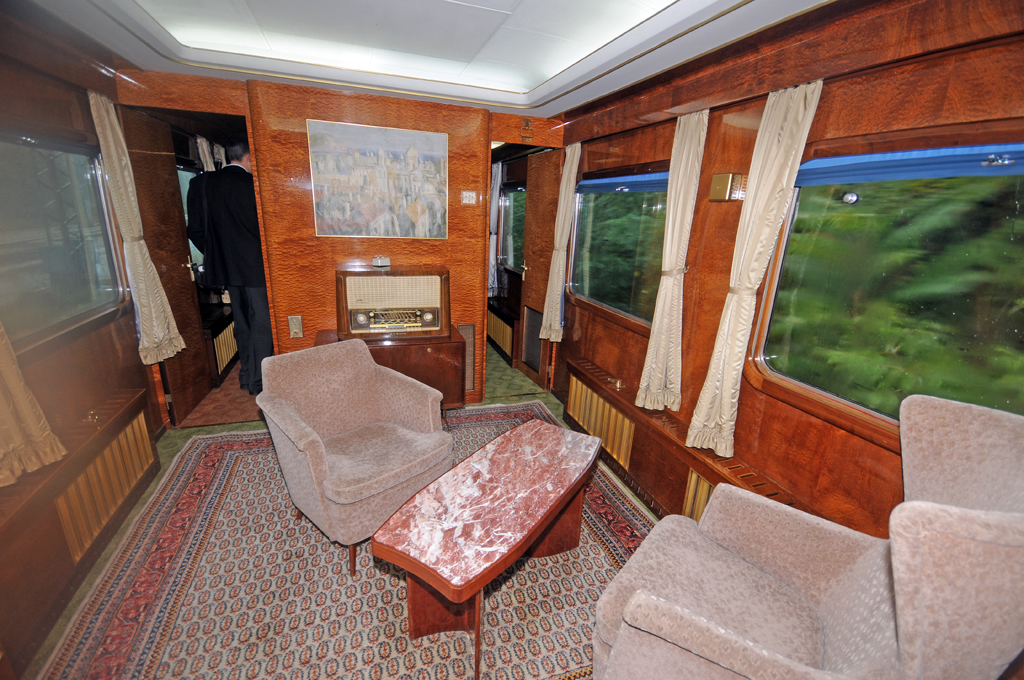
Louge do Trem Azul

Na juventude, Tito frequentou a escola dominical católica e mais tarde foi coroinha. Depois de um incidente em que foi esbofeteado e repreendido em voz alta por um padre quando teve dificuldade em ajudá-lo a tirar as vestes, Tito não voltou a entrar na igreja. Já adulto, ele se identificou como ateu.
Cada unidade federal teve uma vila ou cidade com significado histórico da Segunda Guerra Mundial renomeada para incluir o nome de Tito. A maior delas foi Titogrado, hoje Podgoritza, capital de Montenegro. Com exceção de Titogrado, as cidades foram renomeadas simplesmente pela adição do adjetivo Titov 'de Tito'. Os nomes anteriores das cidades foram restaurados após a Queda do Comunismo. As cidades foram:
| República                   | Cidade                                                                            | Nome original             |
| --------------------------- | --------------------------------------------------------------------------------- | ------------------------- |
| Bósnia e Herzegovina        | Titov Drvar (1981–1991)                                                           | Drvar                     |
| Croácia                     | Titova Korenica (1945–1991)                                                       | Korenica                  |
| Macedônia                   | Titov Veles (1946–1996)                                                           | Veles                     |
| Montenegro                  | Titogrado (1948–1992)                                                             | Podgoritza                |
| Sérvia - Kosovo - Voivodina | Titovo Užice (1947–1992) - Titova Mitrovica (1981–1991) - Titov Vrbas (1983–1992) | Užice - Mitrovica - Vrbas |
| Eslovênia                   | Titovo Velenje (1981–1990)                                                        | Velenje                   |

### Disputa de idioma e identidade
Nos anos após a morte de Tito até o presente, muitas teorias da conspiração foram apresentadas que sugerem a possível existência de várias identidades alternativas de Tito, nenhuma com qualquer evidência séria para apoiá-las. O jornalista sérvio Vladan Dinić argumentou em Tito não é Tito que três pessoas distintas foram identificadas como Tito. O médico pessoal de Tito, Aleksandar Matunović, escreveu um livro sobre Tito no qual questionou sua verdadeira origem, observando que os hábitos e estilo de vida de Tito só poderiam significar que ele era de uma família aristocrática.
Em 2013, muita cobertura da mídia foi dada a um estudo desclassificado da NSA no Cryptologic Spectrum que concluiu que Tito não falava servo-croata como nativo. O relatório observou que seu discurso tinha características de outras línguas eslavas (russo e polonês). A hipótese de que "um não iugoslavo, talvez um russo ou um polaco" assumiu a identidade de Tito foi incluída com uma nota de que isto tinha acontecido durante ou antes da Segunda Guerra Mundial. O relatório regista as impressões de Draža Mihailović sobre as origens russas de Tito depois de ter falado pessoalmente com Tito.
No entanto, o relatório da NSA foi contestado por especialistas croatas. O relatório não reconheceu que Tito era um falante nativo do distintivo dialeto Kajkavian local de Zagorje. Seu sotaque agudo, presente apenas nos dialetos croatas, e que Tito conseguia pronunciar perfeitamente, é a evidência mais forte de suas origens em Zagorje.

### Origem do nome "Tito"
Como o Partido Comunista foi proibido na Iugoslávia a partir de 30 de dezembro de 1920, Josip Broz assumiu muitos nomes falsos durante sua atividade dentro do Partido, incluindo "Rudi", "Walter" e "Tito". O próprio Broz explica:
Naquela época era regra do Partido não usar o nome verdadeiro, para diminuir as chances de exposição. Por exemplo, se alguém que trabalha comigo fosse preso e obrigado a revelar o meu nome verdadeiro, a polícia localizar-me-ia facilmente. Mas a polícia nunca conheceu a pessoa real que se escondia por trás de um nome falso, como eu tinha no Partido. Naturalmente, mesmo os nomes falsos muitas vezes tiveram de ser mudados. Mesmo antes de ir para a prisão, assumi o nome de Gligorijević e de Zagorac, que significa “o homem de Zagorje”. Até assinei alguns artigos de jornal com o segundo. Agora eu tive que adotar um novo nome. Adotei primeiro o nome de Rudi, mas outro companheiro tinha o mesmo nome e por isso fui obrigado a alterá-lo, adotando o nome de Tito. Quase nunca usei o Tito no começo; Assumi-o exclusivamente em 1938, quando comecei a assinar artigos com ele. Por que escolhi este nome 'Tito' e ele tem um significado especial? Aceitei-o como faria com qualquer outro, porque me ocorreu naquele momento. Além disso, este nome é bastante frequente no meu distrito natal. O escritor Zagorje mais conhecido do final do século XVIII chamava-se Tito Brezovački; suas comédias espirituosas ainda são apresentadas no teatro croata depois de mais de cem anos. O pai de Ksaver Šandor Gjalski, um dos maiores escritores croatas, também se chamava Tito.

## Prêmios e condecorações
Josip Broz Tito recebeu um total de 119 prêmios e condecorações de 60 países ao redor do mundo (59 países e Iugoslávia). 21 condecorações eram da própria Iugoslávia, 18 delas concedidas uma vez, e a Ordem do Herói Nacional em três ocasiões. Dos 98 prêmios e condecorações internacionais, 92 foram recebidos uma vez, e três em duas ocasiões (Ordem do Leão Branco, Polonia Restituta e Karl Marx). Os prêmios mais notáveis incluíram a Legião de Honra Francesa e a Ordem Nacional do Mérito, a Ordem Britânica do Banho, a Ordem Soviética de Lênin, a Ordem Japonesa do Crisântemo, a Cruz do Mérito Federal da Alemanha Ocidental e a Ordem do Mérito de a República Italiana.
As decorações raramente eram exibidas, no entanto. Após a ruptura Tito-Stálin em 1948 e a sua tomada de posse como presidente em 1953, Tito raramente usava o seu uniforme, excepto quando estava presente numa função militar, e depois (com raras excepções) só usava as suas fitas jugoslavas por razões práticas óbvias. Os prêmios foram exibidos em número completo apenas em seu funeral em 1980. A reputação de Tito como um dos líderes aliados da Segunda Guerra Mundial, juntamente com a sua posição diplomática como fundador do Movimento Não Alinhado, foi principalmente a causa do reconhecimento internacional favorável.

### Prêmios iugoslavos
|  |  |  |  |  |  |
|  |  |  |  |  |  |
|  |  |  |  |  |  |
|  |  |  |  |  |  |

| 1.ª Linha                                                                 | Ordem do Herói do Povo [a] [b]              | Ordem do Herói do Povo [a] [b]             | Ordem do Herói do Povo [a] [b]                   | Ordem do Herói do Povo [a] [b]                    | Ordem do Herói do Povo [a] [b]                   | Ordem do Herói do Povo [a] [b]                 |
| 2.ª Linha                                                                 | Ordem da Estrela Iugoslava                  | Ordem da Liberdade                         | Ordem do Herói do Trabalho Socialista            | Ordem de Libertação Nacional                      | Ordem da Bandeira de Guerra                      | Ordem da Bandeira Iugoslava com Faixa          |
| 3.ª Linha                                                                 | Ordem da Estrela Partisan com Coroa Dourada | Ordem da República com Coroa de Ouro       | Ordem do Mérito do Povo                          | Ordem da Fraternidade e Unidade com Coroa de Ouro | Ordem do Exército Popular com Coroa de Louros    | Ordem do Mérito Militar com Grande Estrela     |
| 4.ª Linha                                                                 | Ordem da Bravura                            | Medalha Comemorativa dos Partisans de 1941 | Medalha de 10 anos do Exército Popular Iugoslavo | Medalha de 20 anos do Exército Popular Iugoslavo  | Medalha de 30 anos do Exército Popular Iugoslavo | Medalha de 30 Anos da Vitória sobre o Fascismo |
| Nota 1:↑ Premiado 3 vezes.                                                |                                             |                                            |                                                  |                                                   |                                                  |                                                |
| Nota 2:↑ Todas as condecorações estatais da ex-Iugoslávia estão extintas. |                                             |                                            |                                                  |                                                   |                                                  |                                                |

### Jornais e Periódicos
- Hayden, Robert M. (1992). «The Beginning of the End of Federal Yugoslavia: The Slovenian Amendment Crisis of 1989». The Carl Beck Papers in Russian and East European Studies (1001): 1–37. doi:10.5195/cbp.1992.108. Cópia arquivada em 2 de junho de 2023
- Johnson, A. Ross (1983). «Political Leadership in Yugoslavia: Evolution of the League of Communists» (PDF). United States Department of State. Cópia arquivada (PDF) em 2 de junho de 2023
- Perović, Jeronim (1983). «The Tito-Stalin Split: A Reassessment in Light of New Evidence» (PDF). MIT Press. Journal of Cold War Studies. 9 (2): 32–63. JSTOR 26926016. doi:10.1162/jcws.2007.9.2.32

### Historiografia e memória
- Beloff, Nora (1986). Tito's Flawed Legacy: Yugoslavia and the West Since 1939. [S.l.]: Westview Pr. ISBN 978-0-8133-0322-2 online
- Carter, April (1989). Marshal Tito: A Bibliography. [S.l.]: Greenwood Press. ISBN 978-0-313-28087-0
- Cicic, Ana. "Yugoslavia Revisited: Contested Histories through Public Memories of President Tito." (2020). online
- Cosovschi, Agustin. "Seeing and Imagining the Land of Tito: Oscar Waiss and the Geography of Socialist Yugoslavia." Balkanologie. Revue d'études pluridisciplinaires 17.1 (2022). online
- Foster, Samuel. Yugoslavia in the British imagination: Peace, war and peasants before Tito (Bloomsbury Publishing, 2021) online. See also online book review
- Trošt, Tamara P. "The image of Josip Broz Tito in post-Yugoslavia: Between national and local memory." in Ruler Personality Cults from Empires to Nation-States and Beyond (Routledge, 2020) pp. 143–162. online